# Histoire de Boulogne-Billancourt

Blason de Boulogne-Billancourt.

L'histoire de Boulogne remonte à un bac antique et un franc-alleu réunissant Issy et Vanves, le fief Baudoin, mais commence en tant que paroisse autonome en 1330. Relevant d'une censive distincte de celle de Billancourt depuis 1109, Boulogne-la-Petite était un village viticole fondé, à partir d'un hameau de bûcherons, les Mesnuls-lès-Saint-Cloud, et sa chapelle Saint Gemme, par détachement de la paroisse d'Auteuil, l'année de l'institution du pèlerinage à l'église Notre Dame de Boulogne sur Seyne. L'installation des résidences royales à Longchamp après les destructions de la guerre de Cent Ans puis à Versailles et Saint-Cloud après la Fronde, la construction des routes y conduisant ont fait surgir à Boulogne des faubourgs de blanchisseurs au service des courtisans allant ou revenant de Paris ou installés dans leurs villégiatures qu'ils firent alors construire autour du village à l'instar de l'ancienne manse de Billancourt.
À la Révolution, le village de Boulogne la Petite agrandit son territoire d'un tiers par l'annexion de celui que possédait Saint-Cloud sur la rive droite de la Seine et la commune adopte en 1790 le nom de Boulogne-sur-Seine. Très à la mode sous le Consulat et l'Empire, elle s'urbanise au XIXe siècle et se voit diminuée de Longchamp sous le Second Empire puis agrandie, en 1860, du parc des Princes aménagé par Haussmann et de Billancourt aménagé par le comte de Gourcuff. Toutefois, elle attendra 1926 pour adopter le nom de Boulogne-Billancourt.
La Belle Époque y voit naître l'industrie aéronautique et automobile, Farman et Renault en particulier, dont les usines finissent par recouvrir une grande partie du territoire. La banlieue ouvrière qu'elle est devenue dès avant 14-18 est transformée entre les deux guerres par André Morizet en une ville à l'architecture typique des années 1930 où s'épanouit le cinéma français. Bombardée pendant la guerre, période durant laquelle elle a été à la fois un lieu de déportation et de résistance, elle a repris sa modernisation dans les années 1950 quand elle était encore le bastion du syndicalisme ouvrier et s'est reconverti dans les services, la communication et l'audiovisuel après le choc pétrolier. C'est aujourd'hui le premier pôle urbain de la région après Paris auquel elle est physiquement intégrée.

## Synthèse historique
Pour les références historiographiques et le détail des événements historiques, voir la chronique.
Boulogne a été jusqu'au XIIe siècle une campagne et jusqu'au XIXe siècle un village de campagne s'étendant sur les anciens territoires des seigneuries de Saint-Cloud et Auteuil séparées par l'actuelle rue de Billancourt et reliées par un bac depuis une antiquité qui remonte au moins au transfert de la capitale des parisis de Nanterre à Lutèce.
Le développement de Boulogne a été rythmé par cinq destructions militaires qui ont chacune marqué l'avènement d'une époque nouvelle. Successivement, cette campagne verdoyante et boisée proche de Paris a attiré les œuvres hospitalières du Bas Moyen Âge, puis les villégiatures du Grand Siècle et du XVIIIe siècle et les villas bourgeoises au XIXe siècle. C'est dans les parcs de ces propriétés que les ingénieurs de la Belle Époque ont élevé leurs usines, remplacées aujourd'hui par des ensembles et des sièges d'entreprises qui font de Boulogne un pôle totalement intégré dans la conurbation parisienne.

### La naissance d'un village au Haut Moyen Âge
Dès la chute de l'Empire romain, le bac entre Nanterre et Lutèce sert au pèlerinage du mont Valérien. En 615, Auteuil, y compris la plus grande partie de l'actuelle Boulogne-Billancourt, est rattaché au diocèse du Mans, Paris relevant de celui de Sens.
Au cours du Moyen Âge, ce territoire a été l'objet de l'exploitation saisonnière des pêcheurs. À côté de ceux-ci, les bûcherons du Rouvray sont regroupés dans le hameau des Menuls. Au sud de la forêt, les rives du fleuve sont confiées par des seigneurs de Billancourt à des pasteurs. Le tout est administré pour le compte de cinq grandes abbayes de Paris. Toutes ces abbayes ont peu à peu établi en pleine campagne un certain nombre d'institutions qui, reliées par des voies, ont constitué l'armature d'un grand village. Les premiers édifices qui ont servi d'embryons à de telles institutions ont été :
- vers 630, le pont de Saint-Cloud avec son octroi, qui double le bac conduisant à l'abbaye de Saint Cloud ;
- vers 841, le gibet royal qui crée un lieu de relégation et attirera les établissements religieux accueillant les indigents puis les malades.

### La renaissance capétienne à partir de 1109
- En 1109, le territoire de Boulogne, occupé par le duché de Normandie depuis 1060, est rendu aux capétiens.
- En 1134, le hameau des Menus est donné à la nouvelle abbaye de Montmartre fondée par la reine Adélaïde.
- En 1189, les hospices de Saint-Cloud ouvrent entre le gibet et le pont une léproserie, qui deviendra la blanchisserie de l'abbaye de Saint-Cloud puis les actuels studios de Boulogne.
- En 1193, les bûcherons se voient interdire l'accès au bois réservé aux chasses royales. Les bénédictines de Montmartre transforment le hameau en un petit village viticole
- En 1247, les vignerons et autres serfs des Menus sont affranchis. La coutume de la Saint-Vincent s'instaure.
- En 1330, l'abbesse de Montmartre donne un parchamp des Menus où le roi fait élever l'église Notre-Dame qui devient le principal lieu de pèlerinage des Parisiens.

L'institution du pèlerinage de Boulogne-sur-Seyne, avec indulgences en remplacement de celui de Boulogne-sur-Mer, est un moment majeur dans l'histoire du village. Il est érigé en une paroisse autonome, Boulogne-la-Petite, séparée fiscalement depuis 1109 d'Auteuil qui conserve les quarts sud et est de la commune actuelle jusqu'en 1860. D'autres institutions hospitalières suivront ainsi qu'un atelier de salaison fournissant Paris. Toutefois, jusqu'à l'installation de la Cour à Versailles à la fin du XVIIe siècle, l'histoire de Boulogne reste l'histoire d'un très petit nombre de gens, celle d'un groupement de quelques dizaines puis quelques centaines de personnes.

### Une renaissance tranquille après la guerre de Cent Ans (1492-1648)
En 1413, durant la révolution cabochienne, la manufacture de salaison (probablement le bois aussi), semble avoir été détruite, comme les autres établissements que la Boucherie de Paris exploitait autour de Paris, ainsi que les couvents et hospices.
À partir de 1528, durant la Renaissance, Boulogne prospère dans la proximité de la résidence de François Ier au château de Boulogne et le cadre du réaménagement par Henri II, autour de 1548, du bois pour les chasses de la Cour.
Pendant les guerres de religion, les bourgeois regroupés à Boulogne entrent en conflit avec les abbayes, propriétaires des terres, alors que Billancourt demeure une vaste seigneurie agricole prospère et sert de refuge protestant, en particulier à la Saint-Barthélemy en 1572 et durant les persécutions de 1585.

### Un village de blanchisseurs et de villégiatures (1649-1815)
En 1649, pendant la Fronde, le village subit les exactions des mercenaires.
Au cours des années 1660, la création par Louis XIV d'une route pavée, actuelle avenue Jean-Baptiste-Clément, fait de Boulogne une halte où les courtisans de Saint-Cloud et de Versailles, relié à son tour aux environs de 1685 par une autre nouvelle route, l'actuelle rue du Vieux-Pont-de-Sèvres, et un nouveau pont, confient leur linge si précieux aux traditionnelles blanchisseuses des couvents. Dès lors, Boulogne, devient un élément dans le décor extérieur à Versailles des vacances perpétuelles de la Cour entre Rambouillet et Marly, le Plaisir du Roi, et se grossit, le long de la première route, d'une population qui atteint en 1717 1 200 habitants.
En moins d'un siècle, cette population va doubler. En 1694, sous l'impulsion du financier Pierre Deschien, tardivement relayé en 1750 par l'abbesse de Montmartre, seigneur de Boulogne, un, puis, à partir de la Régence revenue à Saint-Cloud, deux faubourgs de blanchisseurs s'établissent à chaque entrée du village. Jusqu'à l'installation en 1760 de la reine à Saint-Cloud, qui elle aussi fait construire sa route cette même année, la campagne de Boulogne se couvre de neuf villégiatures où les robins, tel Armenonville, et jusqu'au cousin de la reine fuient un Paris surpeuplé et cultivent les mondanités entre leurs obligations à la Cour, leurs affaires à Paris et un opéra ou un concert donné à Longchamp.
À la création de la commune en 1790, le village s'agrandit de la rive droite de la Seine que possède Saint-Cloud et adopte le nom de Boulogne-sur-Seine. L'île acquise en même temps est investie en 1794 par la tannerie du savant Armand Seguin. Dès la Première République, à partir de laquelle Longchamp devient aussi fréquenté que le Palais Royal, Boulogne continue de servir de résidence secondaire, à la fois discrète et à la mode, à des entrepreneurs enrichis par l'argent des biens nationaux et de grands noms de la finance ou la politique, Cambacérès, Mollien, Réal ou Rothschild.

### L'urbanisation au milieu duXIXesiècle
En 1815, Boulogne est impliqué dans la bataille de Rocquencourt et son Bois est rasé. Le changement de régime est marqué par une redistribution et un premier lotissement des grandes propriétés qui se partagent le territoire de la commune, en particulier à trois riches veuves, la marquise d'Aguesseau installée dès 1810, madame Fessart, et la marquise de Verdun.
Il faut attendre 1830 pour que se développe, sur les terrains du parc Impérial que la famille Joannot a acquis au sud du village, un troisième faubourg de blanchisseurs, dans la société desquels fleurit l'église libérale des « Catholiques français », qui y érige en 1831 un Temple et rentre, sous la pression du parti adverse ultramontain, dans la clandestinité en 1840. En 1841 la population a presque triplé depuis la fin de l'Ancien Régime et atteint 6906 habitants. Le processus d'urbanisation enclenché confronte la municipalité aux problèmes d'assainissement (le choléra s'y est déclaré en 1832) et s'amplifie par la construction de rues et par des lotissements immobiliers dessinés dès 1825 par le comte de Gourcuff à Billancourt sur un sixième du territoire actuel, puis à partir de 1854, à l'initiative du duc de Morny, le luxueux parc des Princes dans le prolongement du domaine Rothschild, château, parc et jardins, lequel domaine devient en 1879 une des propriétés les plus admirées de France.
En 1860, Haussmann réunit ces deux territoires auteuillois du Parc des Princes et de Billancourt à Boulogne en compensation du rattachement à Paris de Longchamp transformé en hippodrome. Il impose à la nouvelle cité, qui ne choisira son nom de Boulogne-Billancourt qu'en 1926, son axe fédérateur, l'actuel boulevard Jean-Jaurès. En trente ans, Boulogne a doublé sa population pour atteindre 14 000 habitants à la veille de la guerre.

### L'industrialisation et le modernisme (1870-1940)
Les combats et l'occupation prussienne consécutifs au siège de Paris durant la guerre de 70 ruinent Boulogne.
À partir de 1880, toute une génération d'inventeurs boulonnais, Étienne-Jules Marey, Henry Kapférer, Robert Esnault-Pelterie, Louis Blériot, Gabriel Voisin, enclenche sur le territoire de la commune un bouillonnement de modernité, concrétisé par le centre de référence mondial de la photographie d'Albert Kahn ou la production de cinéma du studio Eclipse, et un processus d'industrialisation intense qui culmine par les usines d'avions Farman, futur Air France, et d'automobiles Salmson ou Renault, ces dernières faisant de Billancourt jusque dans les années 1970 le cœur de l'activité industrielle française et du syndicalisme ouvrier. C'est dans ce contexte de progrès qu'est érigée en 1911 par l'architecte Pontremoli la nouvelle synagogue, second monument majeur de la ville. Cette période est celle de l'explosion démographique de Boulogne qui atteindra en 1921 68 000 habitants.

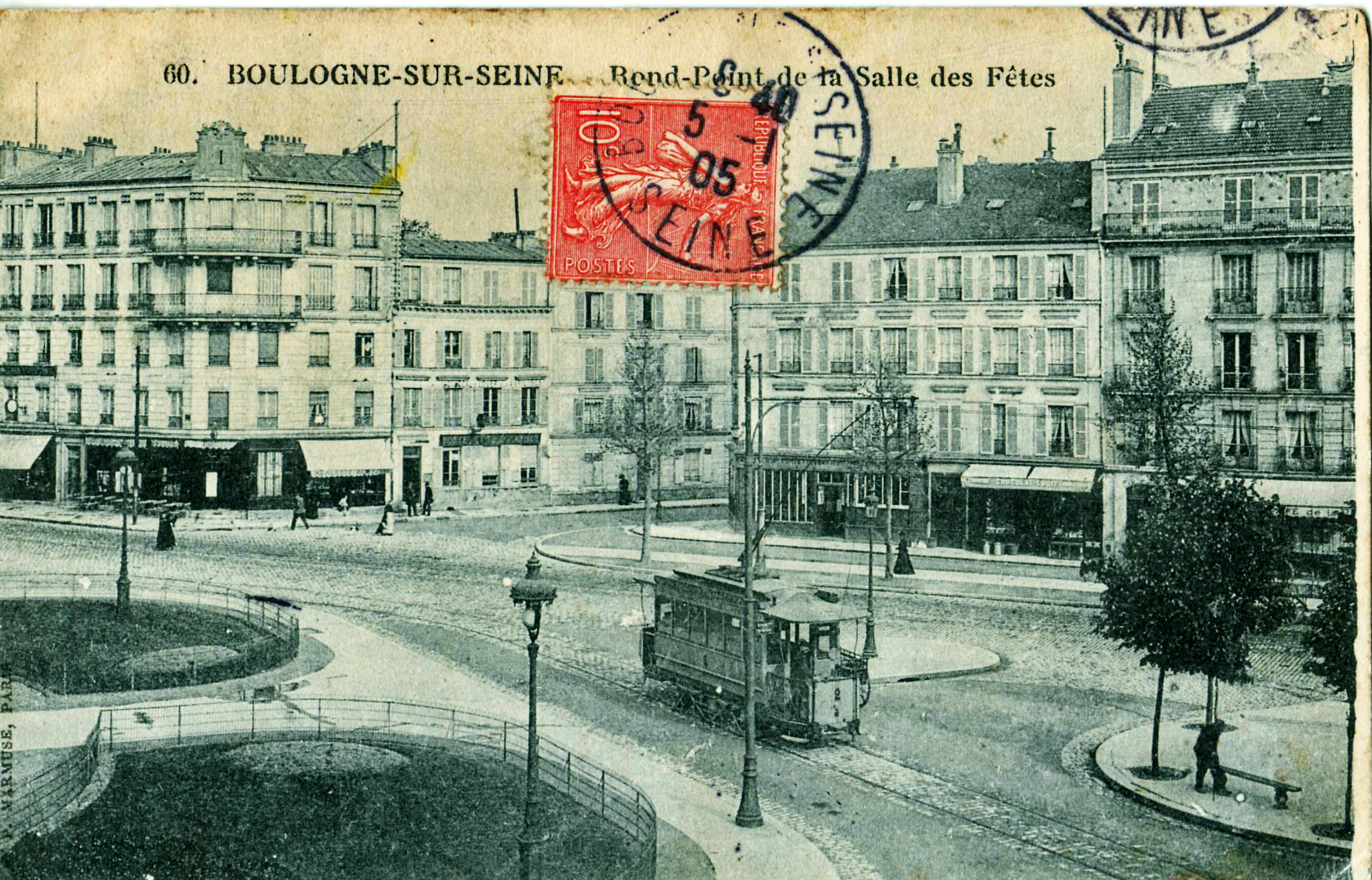
La ville fut desservie par plusieurs compagnies tramways parisiens dès la fin du XIXe siècle.

L'effort de guerre en 14-18 transforme les rives sud et sud-ouest de Boulogne en une vaste zone industrielle qui, la paix revenu, part à la conquête des marchés mondiaux. Hormis le toujours chic parc des Princes, Boulogne devient une banlieue ouvrière accueillant des immigrations successives et plus ou moins passagères, dont celle des russes blancs. En quinze ans, la population n'augmente plus que d'un tiers pour atteindre 97 000 habitants en 1936.
Entre les deux guerres, André Morizet construit au sein de cette pauvreté minée par la tuberculose une ville nouvelle moderne, symbolisée par son hôtel de ville dessinée par Tony Garnier et inaugurée en 1934. Sous les auspices d'architectes tels que Faure-Dujarric, Le Corbusier, Lurçat, Mallet-Stevens, Niermans, Pingusson, Terry, Wybo ou Perret, la commune a connu dans les années 1930, un âge d'or, aujourd'hui visible dans la rue, accueillant les grands artistes de l'époque comme Christian Bérard, Landowski, Patout, Prouvé, Bernard, Gentil & Bourdet ainsi que l'imposante production cinématographique des studios de Billancourt.

### La ville moderne d'aujourd'hui
Durant l'occupation allemande commencée en 1940, les usines sont un des objectifs majeurs des bombardements aériens alliés. La mairie de Boulogne est, malgré les actions de résistance de l'ancienne municipalité, des ouvriers de Renault coordonnées par la FTP-MOI et de leurs cadres en liaison avec le BCRA, un centre de déportation. Le cinéma prospère entre censure et petits actes de résistance avec la fondation en 1942 des studios de Boulogne.
À la fin de la Seconde Guerre mondiale, la modernisation de la ville, entrainée par des usines Renault nationalisées, reprend avec la création d'ensembles immobiliers et d'infrastructures de premier ordre pour se poursuivre jusqu'à aujourd'hui, éclairée ponctuellement par de grands architectes tels Pouillon ou Portzamparc et Nouvel. C'est aujourd'hui après Paris la première ville de la première conurbation d'Europe occidentale, pôle de la communauté des agglomérations du Sud-Ouest parisien. Reconvertie dans les services, elle fonde son attractivité face à La Défense sur son réseau de transport, une certaine mixité et la préservation de son caractère familial au milieu d'un grand nombre d'entreprises. La population devrait dépasser dans les cinq ans 130 000 habitants, à la suite de l'aménagement des terrains Renault.

## Les lieux-dits de Boulogne

### La toponymie du Moyen Âge: Menus, Baudoin, Billancourt, Longs Près, Abondances

#### Les Menus
Les Menus, dont une rue conserve le souvenir, sont mentionnés pour la première fois dans la Chronique de l'abbaye de Saint-Denis en 1119. C'est aujourd'hui un quartier délimité par l'avenue Jean-Baptiste-Clément, la rue Saint-Denis, le château Rothschild, et l'ancienne rue de Longchamp, aujourd'hui boulevard Charles-de-Gaulle, qui conduisait autrefois de la sortie du village au champ communal. En l'absence de documents, il est impossible de savoir ce que ces Mesnuls désignaient. L'orthographe tardive "Mesnuls" indique que le sens n'était plus compris par les copistes des chartes et qu'il y avait une confusion dans l'esprit des moines d'alors entre le mot "Mesnils", qui désigne une résidence, et le mot "Menus". Il est difficile d'expliquer comment une localité nommée Mesnils serait devenue Mesnuls. Le copiste a donc certainement enregistré un terme prononcé "Menus" et compris cela comme une déformation de "Mesnils".
En ancien français, donner le menu à son seigneur, c'était faire le détail des terres et des rentes reçues de celui-ci. Ce menu fixait ainsi le prix d'un éventuel rachat par le seigneur. C'était donc un droit garanti au sujet de rester en possession si son exploitation produisait un revenu net supérieur à cette valeur de rachat détaillée. Simultanément, c'était pour le seigneur une assurance que sa concession serait bien tenue sans contribuer aux risques de l'exploitation. Les Mesnuls Saint-Cloud, hameau où fut établi le pèlerinage avec indulgence à Notre-Dame de Boulogne, étaient donc vraisemblablement un ensemble de concessions révisables, une sorte de parc d'activités du Moyen Âge, faites par le seigneur du lieu. Cette pratique juridique n'est attestée qu'en Bretagne. Les quelques toponymes comme notre Menuls les Saint-Cloud sont les seuls arguments de l'hypothèse que cette pratique ait existé ailleurs, avec vraisemblance toutefois puisque la notion de valeur foncière déterminée par celle du produit du fonds a perduré dans l'impôt dit « menu cens ». Dans cette hypothèse, le hameau serait relativement ancien, très antérieur à sa première apparition dans la Chronique de 1119. S'il s'agissait du bac conduisant à l'oppidum de Nanterre, le site remonte à la préhistoire. Le complément du nom « Saint-Cloud » renvoie à un usage du nom du saint pour désigner le lieu et donc à une date postérieure à 630, date à partir de laquelle Dagobert a œuvré quelque peu au rayonnement de l'abbaye de Clodoald. Quant aux Menus, tant la chose que la dénomination, elle doit dater des années 880 (cf. infra chronologie).
À l'inverse de cette révision annuelle de la valeur d'une concession qu'était le menu, Billancourt était une ferme, c'est-à-dire que le prix annuel de la concession était fixé par avance, fermement et définitivement, au moment de l'établissement du bail, vingt ans par exemple. Le seigneur, là non plus, ne participait pas aux risques de l'exploitation mais en revanche renonçait aux bénéfices contre une somme fixe.
Lès signifie « à côté de ». Mesnuls lès Saint-Cloud, c'est donc un hameau à la frontière de Saint-Cloud, ce qui était bien la réalité puisque Saint-Cloud étendait sa juridiction au moins jusqu'à l'actuelle rue Saint-Denis. Le seigneur des Menus était donc non celui de Saint-Cloud, mais celui d'Auteuil. Le premier seigneur connu était le roi de France lui-même, en l'occurrence Clotaire II qui donna à fief, vers 615, la seigneurie d'Auteuil, qui n'était pas encore une paroisse. La juridiction supérieure était celle de l'évêque de Sens, dont le diocèse comprenait Paris, représenté par son suffragant et dont la seigneurie devait s'étendre, au nord du franc-alleu Baudoin, sur l'ancien Auteuil et donc les Menus. Ces actes juridiques qui étaient appelés menus, et qui donnaient le détails des droits sur une terre, ont-ils eu en l'occurrence une application non pour le foncier mais pour le commerce ? Comme le carrefour des Menus était le siège d'une prévôté à l'entrée du Saint-Cloud de l'époque, située juste au haut du chemin du bac conduisant sur l'autre rive, il est possible qu'il se soit agi du détail des marchandises et donc des taxes à payer pour le passage. On y aurait dressé les menus. De nombreuses autres étymologies sont possibles (poissonnailles, ménétriers, nom propre, débitage du bois, etc.).

#### Billancourt

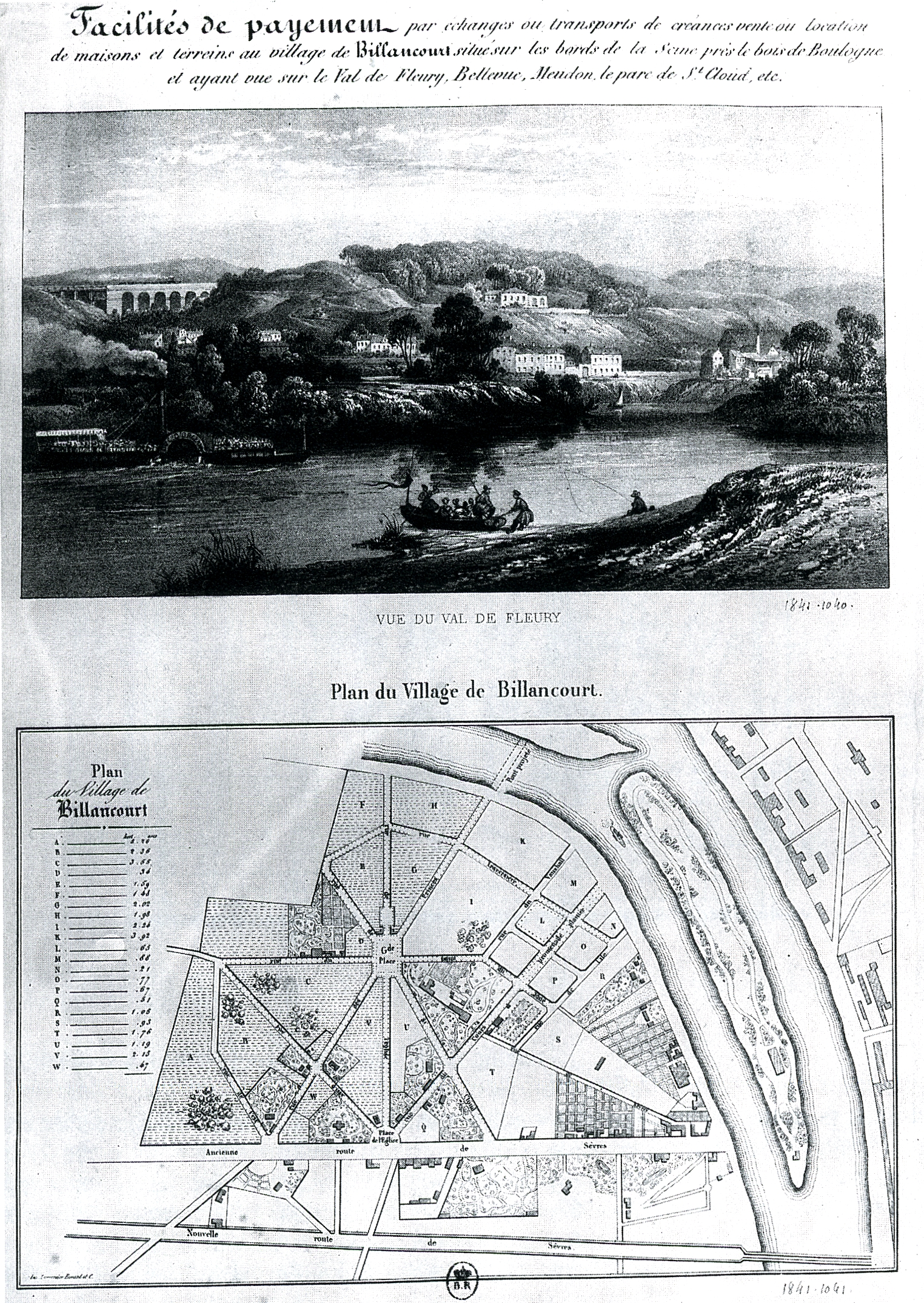
Billancourt.

Bullencort ou Bollencort, tel qu'il apparait pour la première fois dans un acte de donation à l'abbaye Saint-Victor daté de 1150, désigne le domaine agricole de Buolo, nom propre germanique, si on s'en réfère à l'hypothèse étymologique que l'orthographe du copiste du XIe siècle exprime ou de Billa, nom propre celtique ou gallo-romain, si on reconstitue l'éponyme à partir de son évolution tardive. Cort est le cas régime de cors, lui-même contraction bas latine du latin cohors. Cohors, du latin co- "à côté", et du grec χορτοσ "jardin", désigne la partie d'un domaine situé à côté du jardin, la cour. L'ambigüité du sens entre compagnie de conseillers (cour juridique) et terrain attenant au jardin (cour de ferme) existait en latin et est restée au Bas Empire: la couronne sur la tête, les pieds dans la boue.
Il existe un autre Billancourt dans le Vermandois, à l'ouest de Saint-Quentin. Il est possible que la seigneurie affermée au XIe siècle ait acquis son nom au Xe siècle quand elle l'aurait été à un seigneur de Billancourt vermandois, et par là vassal direct des capétiens. Cette forme de toponyme en "court" se rencontre fréquemment dans l'ancien territoire mérovingien. L'établissement peut correspondre à une villa gallo-romaine ou bien un établissement plus tardif. Il y a eu entre Seine et Rouvray apparemment deux villas, Nimio et Billa, et certainement deux seigneuries laïques au sein des domaines abbatiaux. La première est devenue une résidence monacale, Nigeon, à Chaillot. La seconde est devenue une ferme.
C'est pourquoi le tronçon qui prolongeait le chemin de Billancourt sur le domaine de Billancourt s'appelle encore aujourd'hui la rue de la Ferme. La rue de Billancourt n'est pas la rue parcourant le domaine de Billancourt mais la rue de Boulogne qui conduisait à Billancourt: les riverains de l'actuelle rue de Billancourt n'habitent pas à Billancourt. Il y avait deux chemins de Billancourt, l'un venant des Menus et prolongeant le chemin du Gibet au-delà de son carrefour avec la route de Paris, l'autre d'Auteuil. Le second a pris le nom de la porte de l'enceinte de Paris d'où il surgissait, Le Point du Jour, en 1860, quand Auteuil a été partagé entre Paris et Boulogne, de façon à ne pas conserver de doublon dans une même commune.
C'est à la jonction des prolongements aujourd'hui effacés de ces actuelles rue de la Ferme et rue du Point-du-Jour, soit à peu près au milieu de l'avenue Émile-Zola, au sud de son carrefour avec l'actuelle rue Yves-Kermen, que se trouvait Billancourt.

#### Les Longs Prés
Les Longs Prés, dont le souvenir est conservé dans le nom d'une rue descendant vers la Seine à travers le territoire qui fut celui de la censive de Saint Germain, s'étendait au moins jusque le long de la rive nord ouest de l'actuelle rue de Clamart.

#### Les Abondances
L'origine du nom de ce quartier nord-ouest de Boulogne n'est pas documentée. "D'abondance" ou "abondement" signifie en ancien français, « supplémentaire », avec une connotation positive de liesse, ou négative de rebut. Dans les Alpes, le peuplement s'est développé à, partir du XIIe siècle par l'exploitation de terrains vierges libérés par les glaciers, et donc sans titre de propriété, où les bovins, jusqu'alors impossibles à élever en troupeau dans le creux des vallées encaissées, allaient à l'alpage s'engraisser. Les fromages d'alpages ont été inventés ultérieurement pour conserver la production laitière. Ainsi les walsers et les savoyards ont « fait leur fromage » en échappant à l'impôt grâce à ces terres dites d'Abondance.
Par analogie et parce qu'elles étaient inondables, on peut supposer que les Abondances de Saint-Cloud, paroisse à laquelle elles ont appartenu jusqu'en 1790, ont reçu ce nom au Moyen Âge quand elles ont été mises en valeur par l'élevage, peut-être par la vigne, alors qu'auparavant elles disparaissaient régulièrement sous la Seine en crue. Encore en 1830, la rue de Sèvres, qui est son prolongement, était envahie par les remontées d'eau souterraine neuf mois par an. Le chemin des Abondances devait donc être celui par lequel on conduisait les troupeaux pour les engraisser sans devoir payer de droit de pâture, question litigieuse qui a surgi quand le Roi a fait fermer le bois pour sa chasse. Le toponyme peut donc être daté de la fin du XIIIe siècle quand saint Louis accorda une charte fondatrice reconnaissant la communauté et réglant ces questions. Nul doute que dès le Moyen Âge, les habitants de cette commune viticole ont dû ironiser sur cette abondance d'eau.

### La toponymie moderne: Bellefeuille, Seguin, Princes, Point du Jour
- Bellefeuille

Le quartier de la Belle Feuille est un quartier central du Boulogne d'aujourd'hui. Berle désigne en ancien français le cresson et "berle feuille" signifie cresson de feuille, c'est-à-dire alénois, appelé aussi passerage pour ce qu'il était réputé soigner la rage, peut-être à cause de la forme de croix de sa feuille. François Bellefeuille, qui a épousé le vingt-deux septembre 1711 Marguerite Lesay, était le perruquier du Roi. Il est possible, mais non vérifié, qu'il acquit un domaine à Boulogne, le long de la route des Princes, dont la trace se retrouve dans le nom d'un lieu-dit "La Belle Feuille" mentionné dans un acte 1779. Un peu plus près de Versailles sur la même route, à la Guicharde, le musicien du Roi, Jean-Baptiste Lully, possédait lui aussi son domaine, utilisé pour construire la manufacture de Sèvres quelques décennies plus tard. Sur la même route dans l'autre sens, en face de l'église d'Auteuil, un autre grand courtisan, Molière, avait sa résidence de repos.
- Île Seguin

L'île Seguin, connue pour avoir été au XXe siècle le vaisseau amiral de la classe ouvrière, doit son nom au collaborateur de Lavoisier qui, après avoir inventé un procédé de tannage, acquit l'île et y fonda une manufacture. Le cadastre enregistre les propriétés privées au nom de leur propriétaire. Elle s'appelait auparavant l'île Madame, Madame étant la belle sœur du roi, Henriette d'Angleterre. Avant la Révolution, cette partie du domaine du château de Saint-Cloud répondait à l'île Monsieur, Monsieur étant le frère du roi, propriétaire du château depuis 1659. Aménagée près de l'eau et pas trop loin du château en zone de plaisance, les courtisans de Philippe d'Orléans, peu portés sur les dames, pouvaient jouer à l'île Monsieur. Toutefois le nom d'île Monsieur, anciennement île Rochellet, n'est documenté qu'à partir de la construction du pont de Sèvres soit 1684, presque quinze ans après la mort de Madame.
Avant ces aménagements royaux, l'île, s'appelait l'île de Sève, prononciation versaillaise de Sèvres, et avait deux jumelles, appartenant à Issy, l'île de Billancourt et l'île Longueignon, que le pont de Billancourt réunit désormais en une seule île, l'île Saint-Germain. À la fin du XVIIe siècle et au début du XVIIIe, l'île de Sève a été parfois appelée île du Pont, un nouveau pont en bois y ayant été construit par Louis XIV. L'île de Sèvres a perdu son nom géographique en 1779 quand elle a été réunie avec l'île Saint-Germain au domaine royal pour être rattachée au domaine du nouveau château de Bellevue. L'ensemble a reçu alors le nom d'îles Dauphines, en hommage aux propriétaires du château, les trois sœurs du Dauphin Louis Auguste, Adélaïde, Victoire et Sophie, mais en 1781 l'abbé de Saint Victor obtient la restitution des îles.
- Parc des Princes

Le parc des Princes, qui a donné son nom au stade, était cette pointe Sud du bois de Boulogne au sud de la butte Mortemart, entre la rue des Princes à Boulogne (actuelles rue Denfert-Rochereau et rue des Princes), et l'avenue du Parc-des-Princes à Auteuil. Le bout du bois se prolongeait au Moyen Âge un peu plus au sud entre Boulogne, Billancourt et Passy dans un quartier qui, en étant défrichée, conserva le nom de la Queue du bois. Sa lisière sud aménagée prit le nom de chemin vert. La route, dite de Monseigneur, le Grand Dauphin ayant son château à Meudon, y conduisait sur le trajet des actuelles rue de Meudon et des Quatre-Cheminées puis la longeait par ce qui est devenu l'avenue Victor-Hugo. Les Quatre Cheminées, c'est-à-dire les quatre cheminements, ont reçu ce nom lors de la création du carrefour avec la route conduisant au pont de Sèvres.
En 1743, Louis XV fait aménager le bois de Boulogne et percer dans l'enceinte de celui-ci une porte au bout de la route de Monseigneur pour permettre à la cour de se rendre à la chasse. Le tronçon de la route Monseigneur entre la nouvelle route de Versailles et le parc de chasse prend le nom de tout ce beau monde, la route des Princes. Le fonds ouest, c'est-à-dire le territoire mis en vente, pris sur le bois et rattaché ultérieurement, en 1860, à Boulogne par Haussmann, a pris le nom de La Retraite quand il a été loti sous Napoléon III, en 1855, le fonds est étant destiné aux fortifications. Après la défaite de 70, il n'était sans doute plus possible de conserver un nom qui évoqua la retraite des généraux à Sedan et en Alsace-Lorraine et celui de parc des Princes, imité du Parc Impérial loti au centre de Boulogne sous Napoléon Ier, s'est imposé. C'est aujourd'hui un quartier peu dense à l'élégante architecture.
Le fonds des Princes ne désigne plus depuis que la partie annexée à Auteuil par Paris en 1922, au nord du boulevard d'Auteuil où se trouve le stade Roland-Garros, l'ancienne pépinière de Paris, et la piscine Molitor.
- Le Point du Jour

### Les quartiers disparus
- Gibet
- Les Badaudes
- Le Parquet
- Les Faisses
- Les Plantes
- Les Semeurs

### Les toponymes géographiques
- La Plaine de Boulogne
- La Plaine de Billancourt
- La forêt du Rouvre
- Bois de Boulogne
- La queue du Bois

### Explications sur quelques noms de rues
L'investissement de Louis XIV dans la campagne entre Versailles et sa chasse du bois de Boulogne s'imposera par l'attribution de noms de fantaisie à l'imitation des idylles de la carte du Tendre, l'île Monsieur, l'île Madame, les îles Dauphines, le projet, finalement abandonné, étant alors d'inonder la plaine de Boulogne pour en faire un immense lac de démonstration navale.
Les chemins tiraient autrefois naturellement leurs noms des destinations auxquelles ils menaient. Ainsi la rue de Billancourt est la rue de Boulogne qui conduit à Billancourt, qui se trouve au bout.
De la même façon, les rues du Château, de Bellevue, du Dôme tirent leur nom non pas d'un bâtiment riverain mais d'un bâtiment visible dans l'axe de la rue semblant ainsi y mener : le château de Saint-Cloud, le château de Bellevue et le Dôme des Invalides.
Le traumatisme de l'invasion prussienne de 70 et l'avènement d'une IIIe République ont fait débaptiser toutes les rues et places qui évoquaient l'Empire.

## Personnalités
Ce sont des personnalités qui ont vécu et habité à Boulogne, et qui souvent ont fait l'histoire de Boulogne.

## Patrimoine architectural

### Monuments historiques
Seuls l'église Notre-Dame, la synagogue et l'hôtel de ville (cf. années 1930) sont classés monuments historiques.
- Église Notre-Dame de Boulogne

Érigée en moins de deux ans en 1319 et 1320 par Philippe V le Long pour réaliser un vœu de son père Philippe le Bel sur un terrain offert par l'abbesse de Montmartre, elle présente un bel exemple du gothique du XIVe qui devait rappeler l'isolement forestier de la lisière dans laquelle elle se trouvait à l'origine.
Ce gothique pur, altéré au XVIe siècle par la construction d'un porche et d'un presbytère attenant, a été magnifié, exagérément au goût de certains critiques, selon l'école de restauration de Viollet le Duc en 1872. Le remplacement du clocheton par une flèche donne depuis les justes proportions élancées de l'édifice. Si les peintures intérieures évoquent plus justement la décoration originale que les murs nus, elles ne sont pas conformes à ce que l'on sait aujourd'hui du style de l'époque. Un orgue neuf fac simile d'une facture baroque a remplacé en 2008 l'ancien devenu vétuste.
- Château Buchillot

Le château de Meulant, renommé Buchillot, est une folie du XVIIIe siècle, composée de trois bâtiments dont la cour est fermée par un porche. Son annexion à la fin du XIXe siècle au domaine du château Rothschild a achevé les plans d'Haussmann d'une ceinture verte au nord de Boulogne, empêchant définitivement l'expansion de la ville vers son ancien domaine de Longchamp. Le château a été aménagé en 2010 en musée Paul-Belmondo.
- Les Jardins Albert-Kahn

Ce sont sept jardins paysagers élaborés initialement par le paysagiste Achille Duchêne et Albert Kahn entre 1987 et 1909 dont les quatre principaux évoquent les quatre coins du monde :
- le village japonais ;
- le jardin anglais ;
- la ferme normande ;
- la forêt vosgienne.
- Synagogue de Boulogne

Le temple a été élevé rue des Abondances en 1911 par l'architecte Emmanuel Pontremoli dans un style néo byzantin pour remplacer l'ancienne synagogue, installée à proximité vers 1880 dans un hôtel particulier de la rue des Fossés-Saint-Denis. Sa décoration extérieure bicolore évoque la mosquée de Cordoue, foyer de Maïmonide qui est le patron du lycée voisin. L'architecte, le donateur du fonds Edmond de Rothschild et son épouse, donatrice des fonds, ont voulu rappeler Al Andalus, âge d'or de la tolérance. Les peintures intérieures sont de Gustave Jaulmes.
- Bibliothèque et villa Marmottan

La bibliothèque et villa Marmottan, sise au 7, place Denfert-Rochereau dans le quartier Les Princes–Marmottan est un ensemble architectural composé d'une bibliothèque et d'une villa réunies autour d'un jardin d'inspiration méditerrranéenne. Construits et aménagés dans le style Empire au début du XXe siècle par Paul Marmottan, historien et collectionneur, ces lieux abritent un vaste fonds de monographies et d'archives consacrés à l'Europe napoléonienne et à l'histoire de l'art de ce premier xixe siècle, ainsi que des œuvres d'art et du mobilier de cette époque.
- Église Saint-Nicolas

Saint-Nicolas-le-Thaumaturge, 132 bis, rue du Point-du-Jour, est une des dix minuscules églises orthodoxes construites entre les deux guerres dans le Sud-Ouest parisien par les Russes blancs fuyant la Révolution de 1917. Élevée en 1927 grâce aux fonds collectés auprès des ouvriers russes des usines Renault, elle a été le centre culturel actif des quelque quatre mille russes de « Billancoursk » désireux de perpétuer en exil la Sainte Russie anéantie sur son territoire. Détruite par les bombardements alliés d'avril 1943, elle n'a été reconstruite qu'en 1960, la seconde génération s'étant dispersée et mariée dans la société française. Son iconoclaste est l'œuvre du peintre Valentin Zvetchinsky.
Restaurée en 2003, l'église abrite depuis la chorale Saint-Nicolas (discographie sur place).

### Parcours des années 1930
- Hôtel de ville de Boulogne

Œuvre de Tony Garnier finalisée en collaboration avec Jacques Debat-Ponsan, Bérard, Paul Landowski, Paul Moreau-Vauthier et André Morizet, inaugurée en 1934 et inscrite depuis 1975 à l'inventaire des Monuments Historiques, on y admire le mobilier et la décoration typiques des années 1930 de Jean Prouvé, Joseph Bernard, Alphonse Gentil, François Bourdet et surtout "l'usine", immense hall intérieur qui apporte la lumière à trois galeries de béton minimalistes superposées en anneaux allongés sur lesquelles sont distribués les bureaux cloisonnés de verre. Le visiteur est accueilli depuis 1988 côté "palais" par le tableau monumental d'Olivier Debré qui domine l'escalier intérieur construit en 1931 sous la supervision de son oncle maternel.
Boulogne a bénéficié de l'intérêt d'un nombre exceptionnel de pionniers de l'architecture moderne, dont :
- Émile André, architecte avec Henri Gutton du 4, rue Gambetta.
- Bimen Beurekdjian, architecte du remarquable 140, boulevard Jean-Jaurès.
- Charles Bourdery, architecte, de 1927 à 1939, de l'église Sainte-Thérèse, 62, rue de l'Ancienne-Mairie
- Jean-Léon Courrèges, architecte de l'hôtel Renard, 19 bis, avenue Robert-Schuman.
- Jacques Debat-Ponsan, architecte de l'Habitation Bon Marché 21, avenue du Général-Leclerc.
- Louis Faure-Dujarric, architecte des 1 et 2, rue du Château et de l'hôtel Dujarric de la Rivière, au 18 bis avenue Robert-Schuman.
- Louis-Raymond Fischer, architecte de la villa Dubin, 4, rue Denfert-Rochereau.
- Pierre Jeanneret, architecte avec son cousin Le Corbusier de la villa Cook, 6, rue Denfert-Rochereau.
- Tony Garnier, architecte de l'hôtel de ville.
- Charles Giroud, architecte de la poste centrale en face de la mairie, 29, avenue André-Morizet.
- Marcel-Victor Guilgot, architecte de l'hôtel Préjean, 1, rue du Pavillon.
- Henri Gutton, architecte avec Émile André du 4, rue Gambetta.
- Le Corbusier, architecte et théoricien habitant Boulogne consulté par le maire André Morizet dans ses projets d'urbanisme, auteur des deux villas ateliers Lipchitz et Oscar Miestchaninoff 9 allée des Pins, de l'immeuble à double façade 23, rue de la Tourelle et, avec Pierre Jeanneret, de la villa Cook.
- André Lurçat, architecte de la villa Froriep de Sallis, 9, rue du Belvédère.
- Robert Mallet-Stevens, architecte de la villa Collinet, 8, rue Denfert-Rochereau.
- Jean Niermans, architecte de sa villa, 3, rue Gambetta.
- Pierre Patout, architecte de l'hôtel Lombard, 2, rue Gambetta.
- Auguste Perret, architecte de l'atelier Dora Gordine, 21, rue du Belvédère et de l'atelier Huré voisin au 25.
- Georges-Henri Pingusson, architecte de la villa Ternisien, 5, rue Denfert-Rochereau
- Charles Plumet, auteur de l'atelier de Joseph Bernard, 24, avenue Robert-Schuman.
- Emmanuel Pontremoli, architecte de la synagogue de Boulogne.
- Emilio Terry, architecte de l'hôtel des Crances, 5, rue Gambetta.
- Georges Wybo, architecte du Prisunic, aujourd'hui Monoprix, 187, boulevard Jean-Jaurès.

La ville de Boulogne-Billancourt a mis en place un parcours des années 1930 mettant les principaux bâtiments construits à cette époque. Ils se concentrent :
- rue du Belvédère,

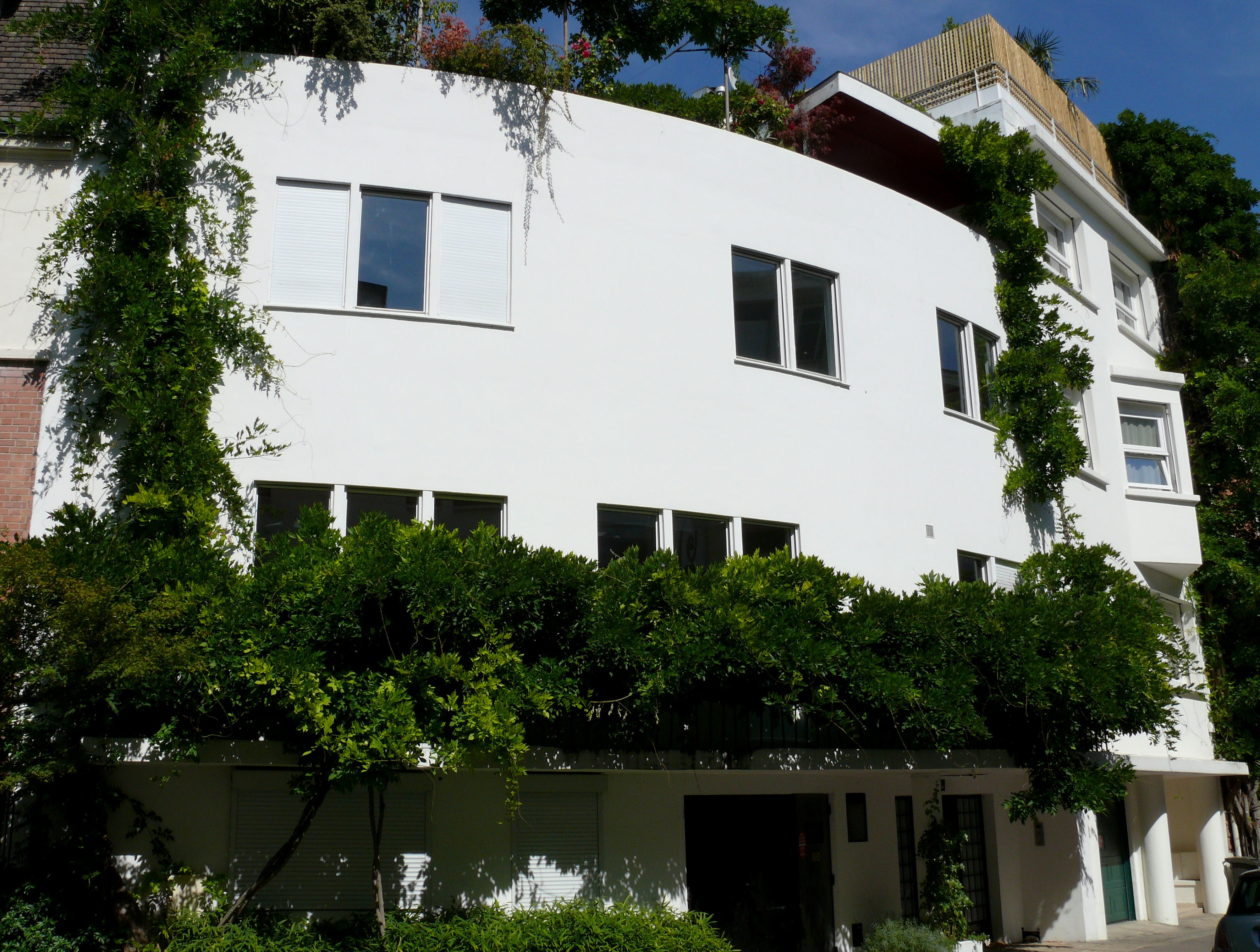
4, rue du Belvédère, villa Godfray[13] par Raymond Fischer.
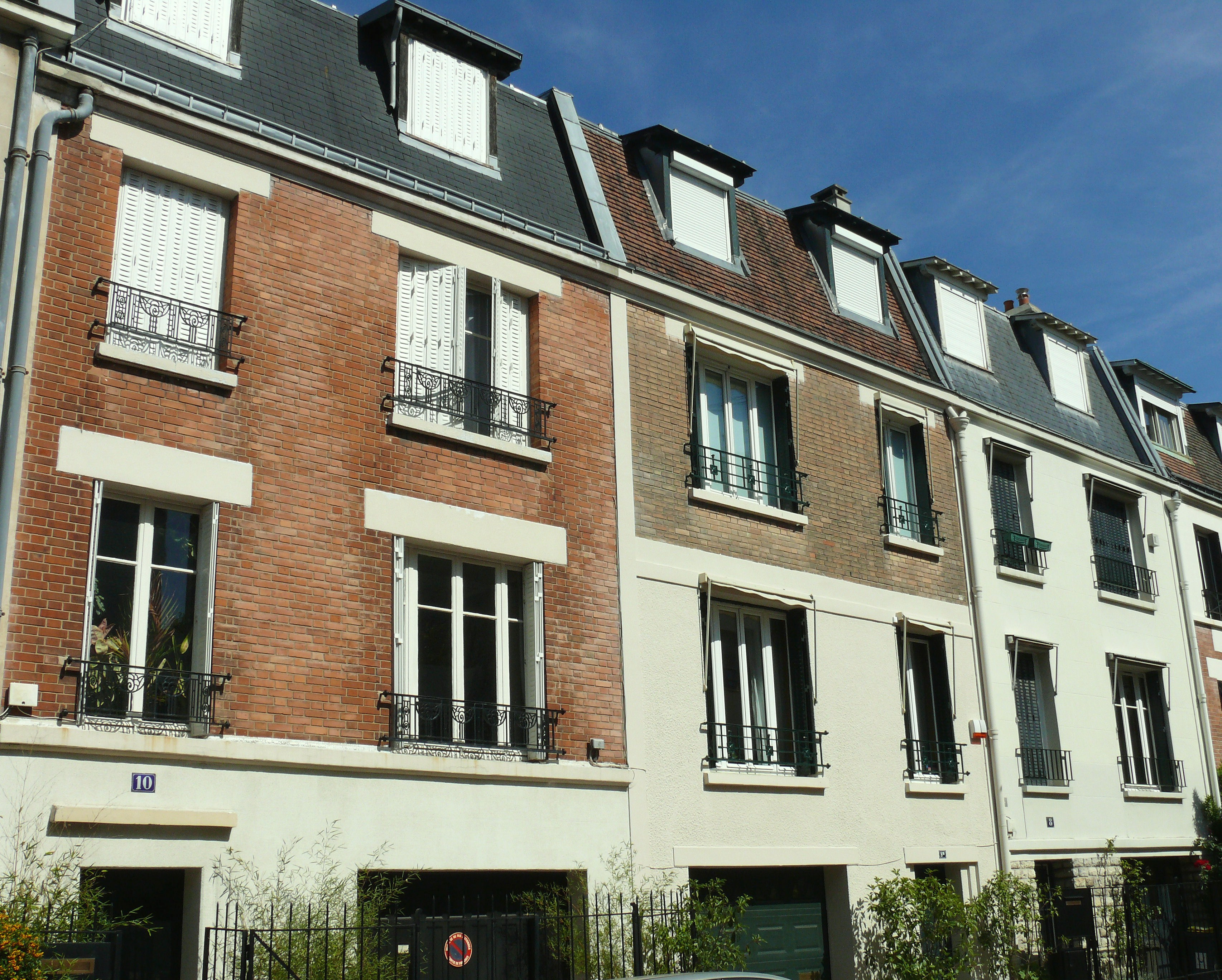
8 et 10, rue du Belvédère - Villas construites par Jean Hillard.
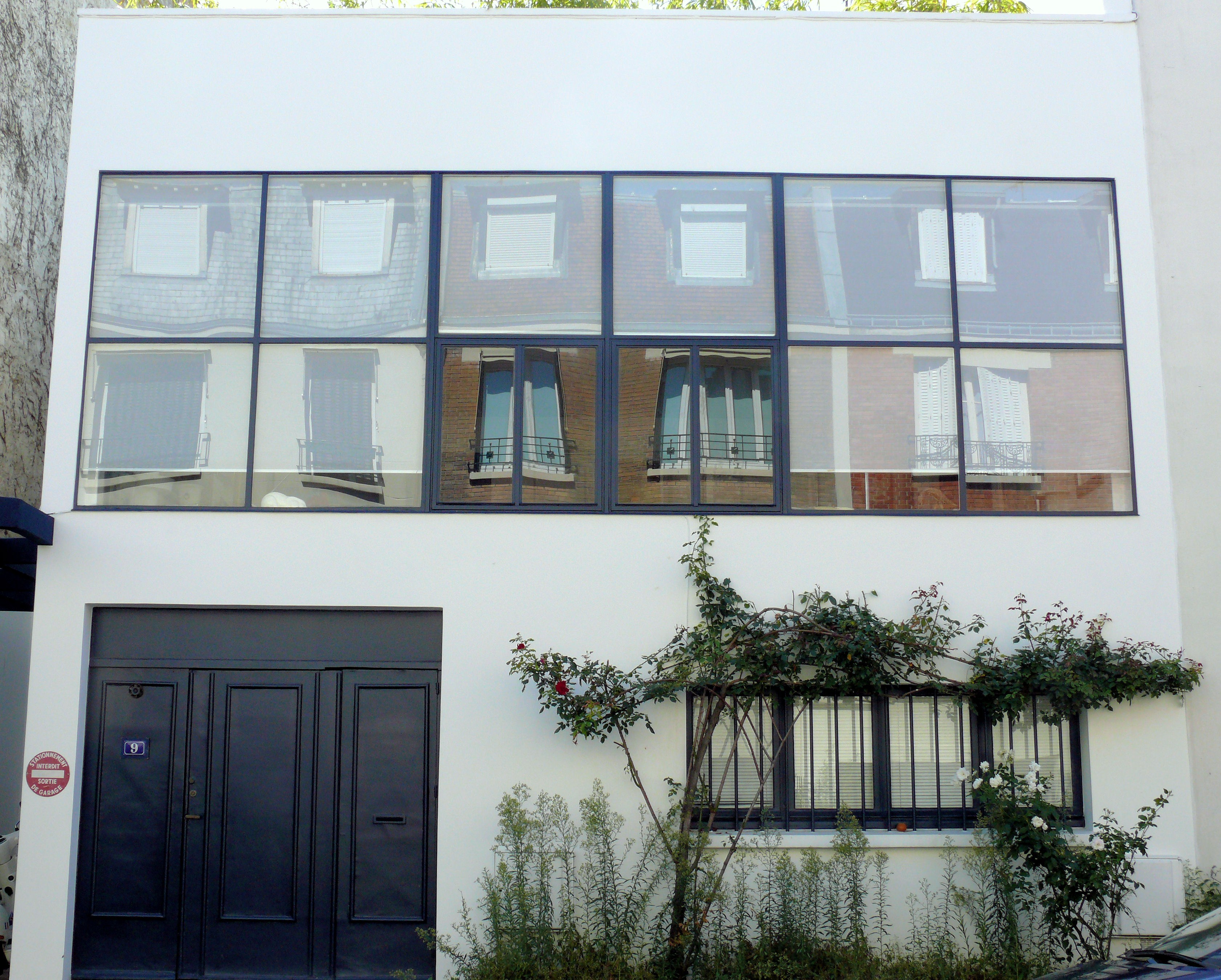
9, rue du Belvédère[14] - Résidence-atelier construite par André Lurçat.
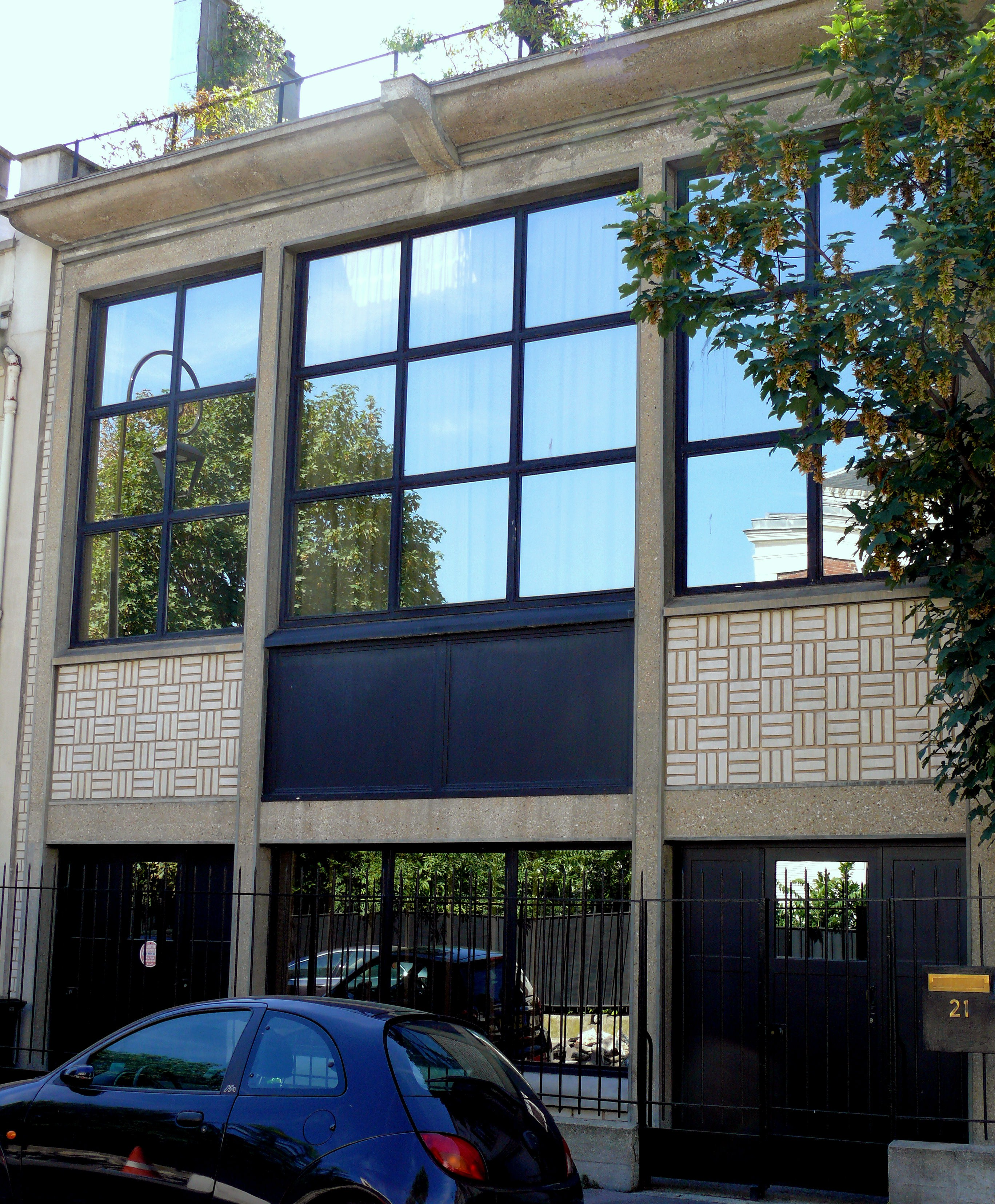
21, rue du Belvédère - Résidence-atelier[15] construite par Auguste Perret.

- rue de la Tourelle, avenue Robert-Schuman

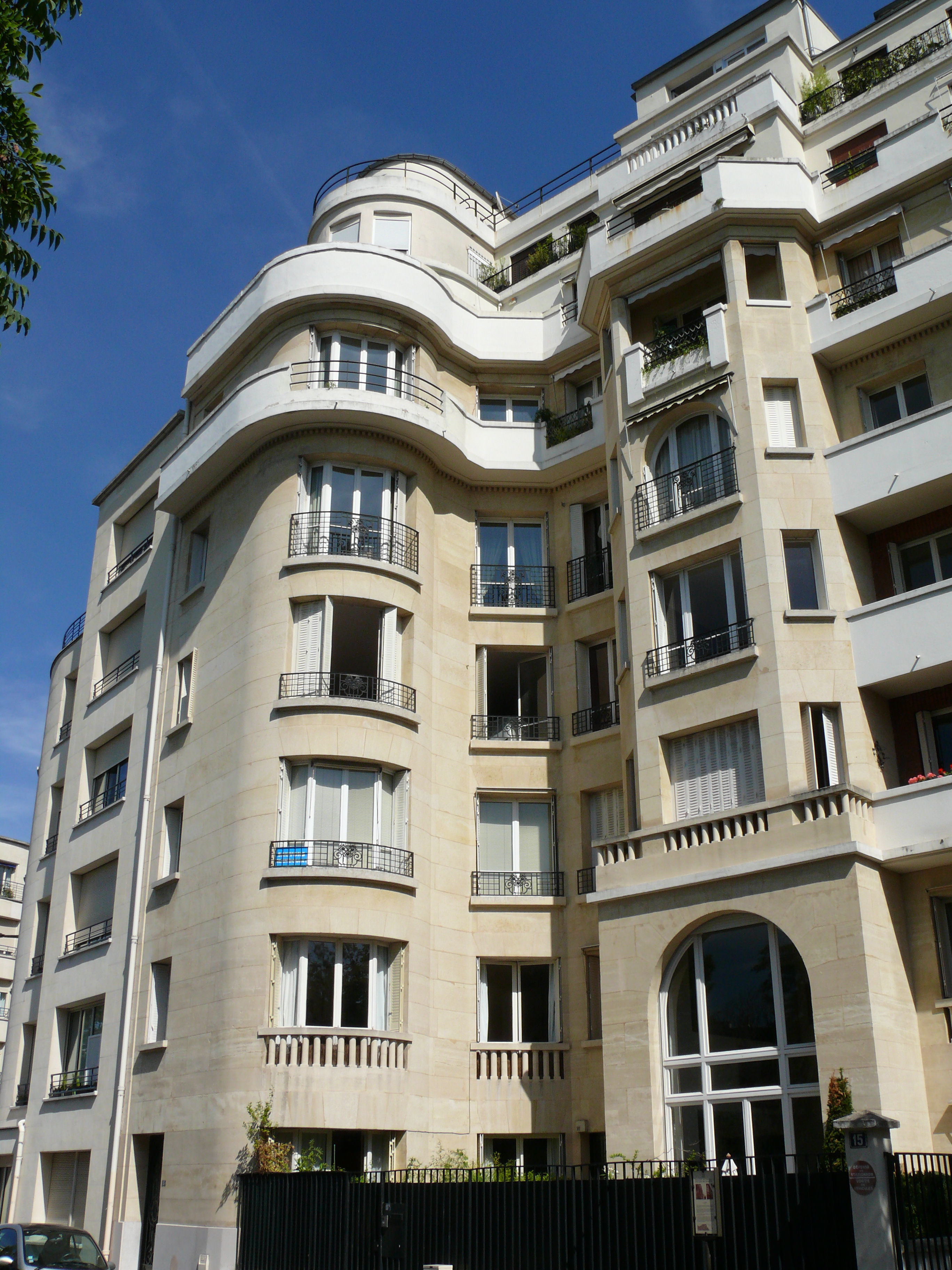
15, rue de la Tourelle - Immeuble collectif construit par Jean Fidler.
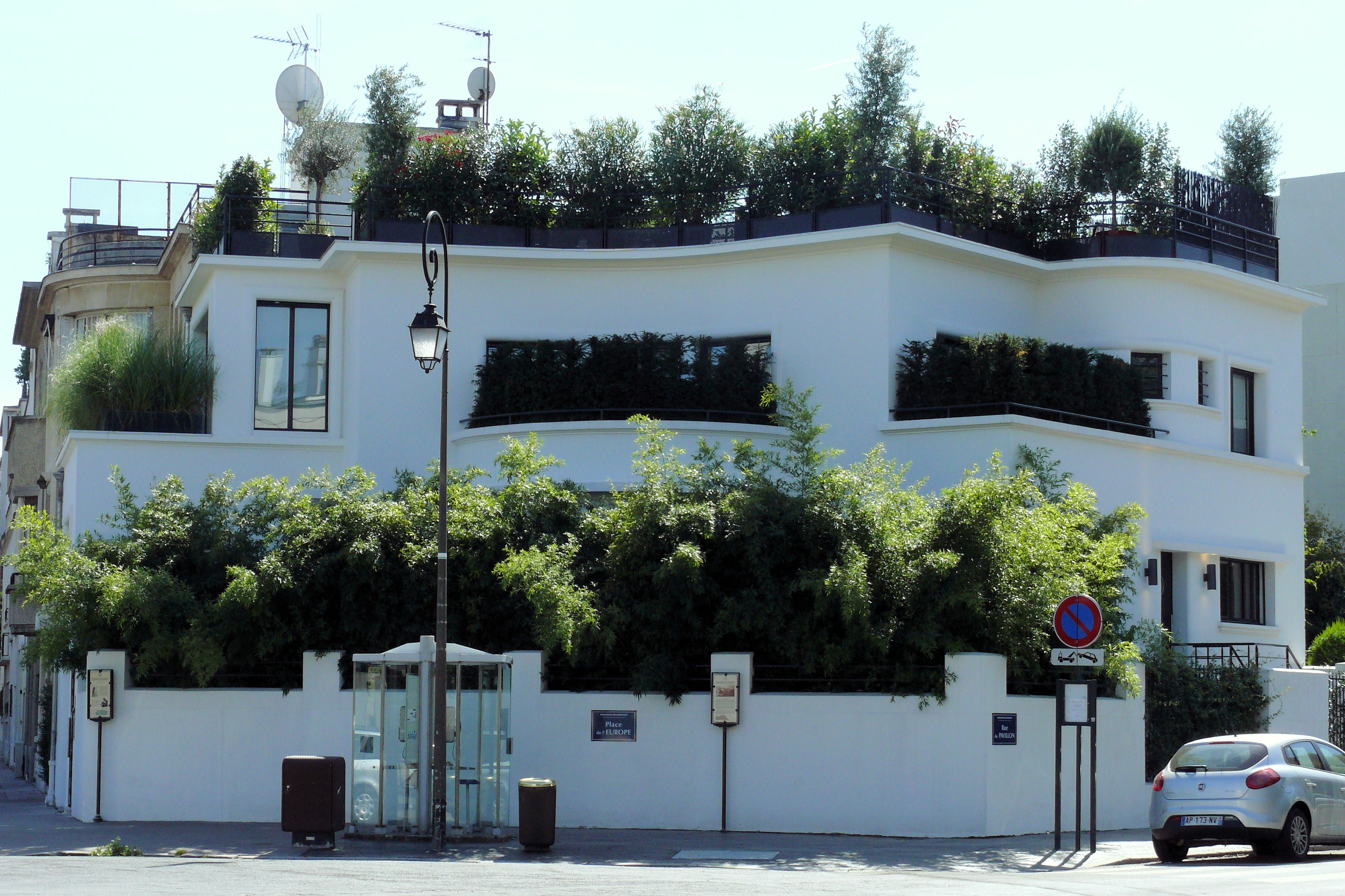
32bis, rue de la Tourelle, villa[16] construite pour l'acteur Albert Préjean par Marcel Victor Guilgot.

- rue Denfert-Rochereau et allée des Pins,

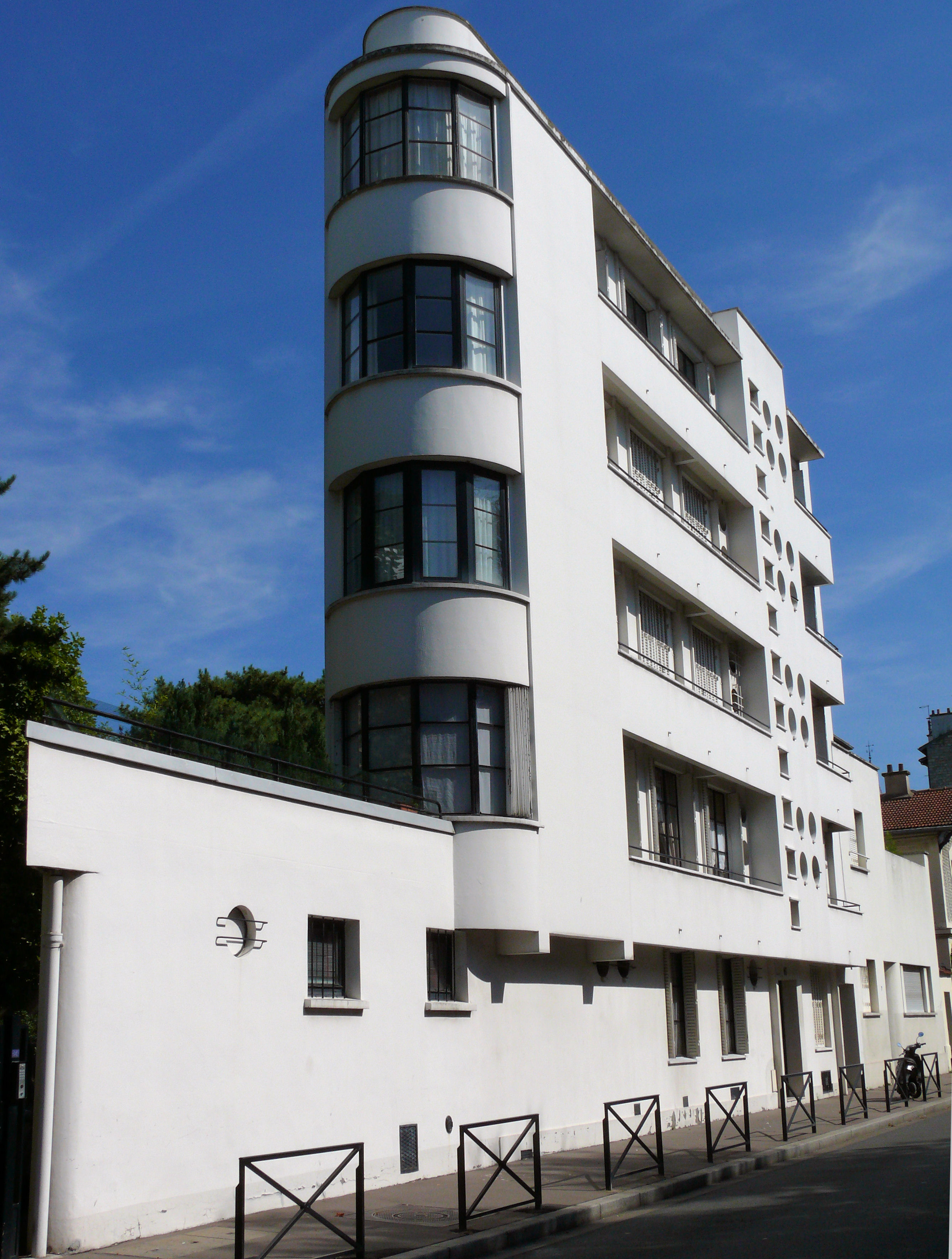
5, rue Denfert-Rochereau et 15 allée des Pins[17]- Immeuble de rapport construit par Georges-Henri Pingusson.
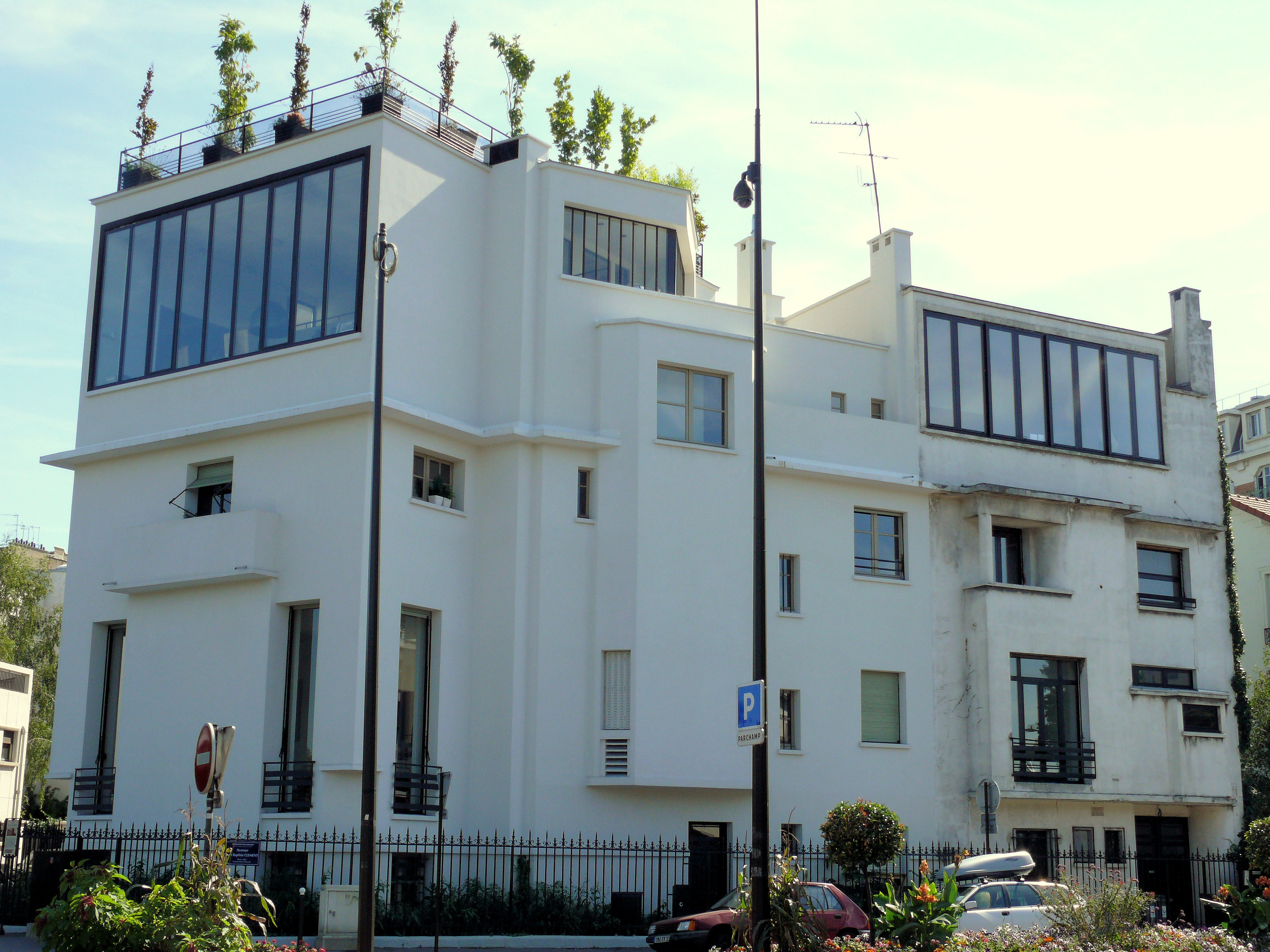
2, rue Gambetta[18] - Résidence-atelier d'Alfred Lombard par Pierre Patout - Façade sur l'avenue Jean-Baptiste-Clément.
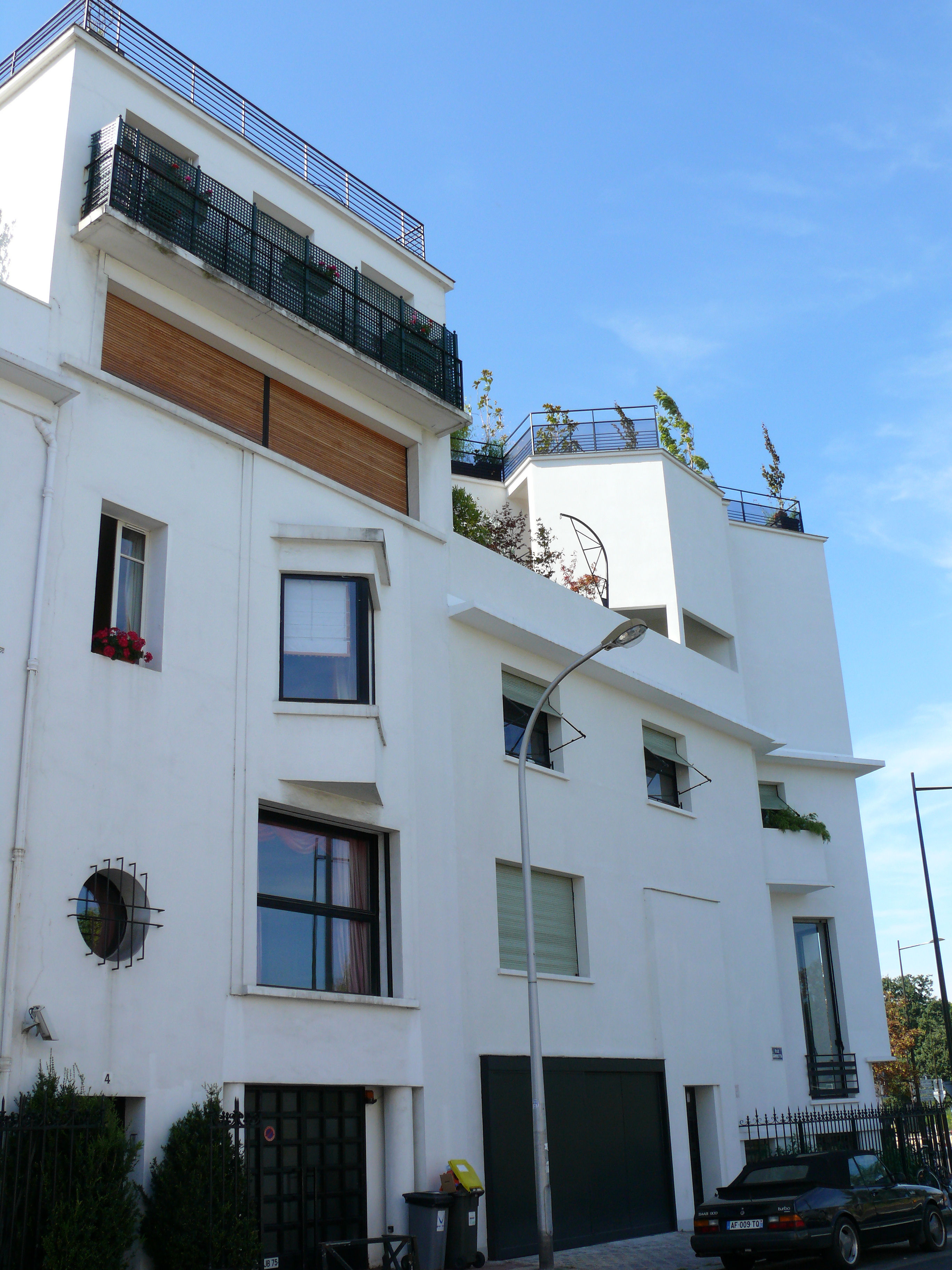
2 et 4, rue Gambetta par les architectes Pierre Patout (no 2) et de André Gutton (no 4)[19].

- rue Gambetta,

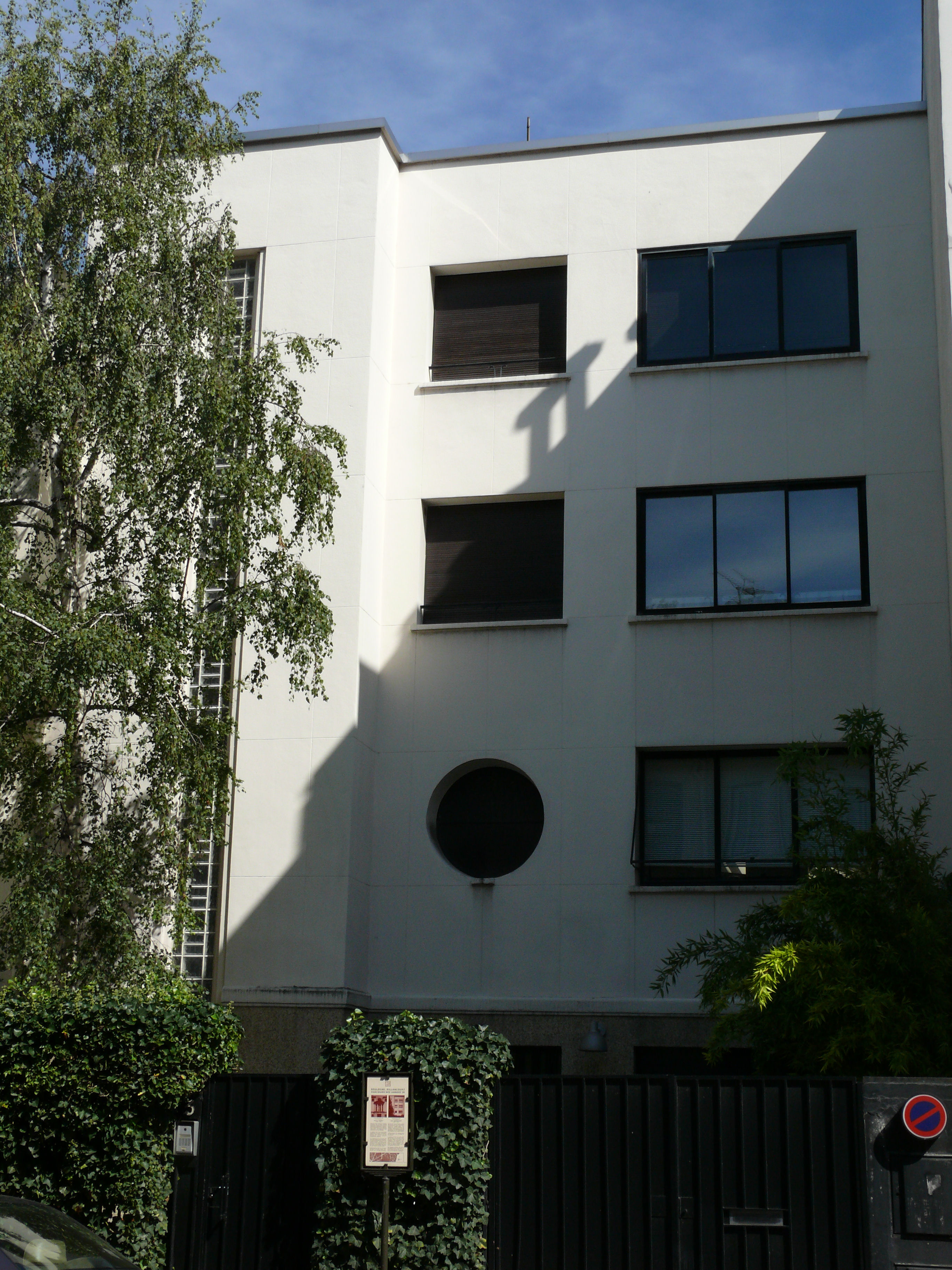
3, rue Gambetta - Villa de Jean Niermans[20], pour sa mère, son épouse et lui-même.
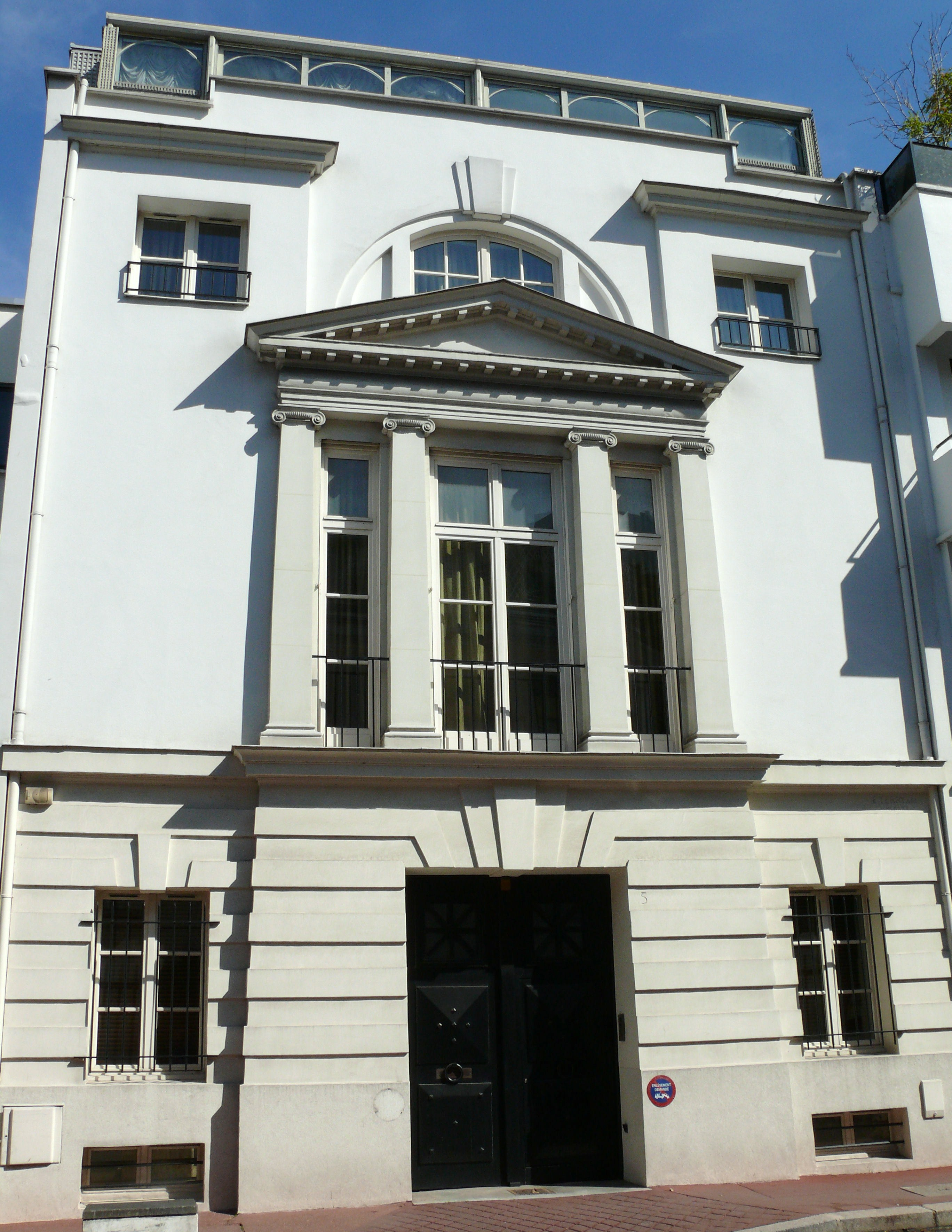
5, rue Gambetta - Villa construite par Emilio Terry[21].
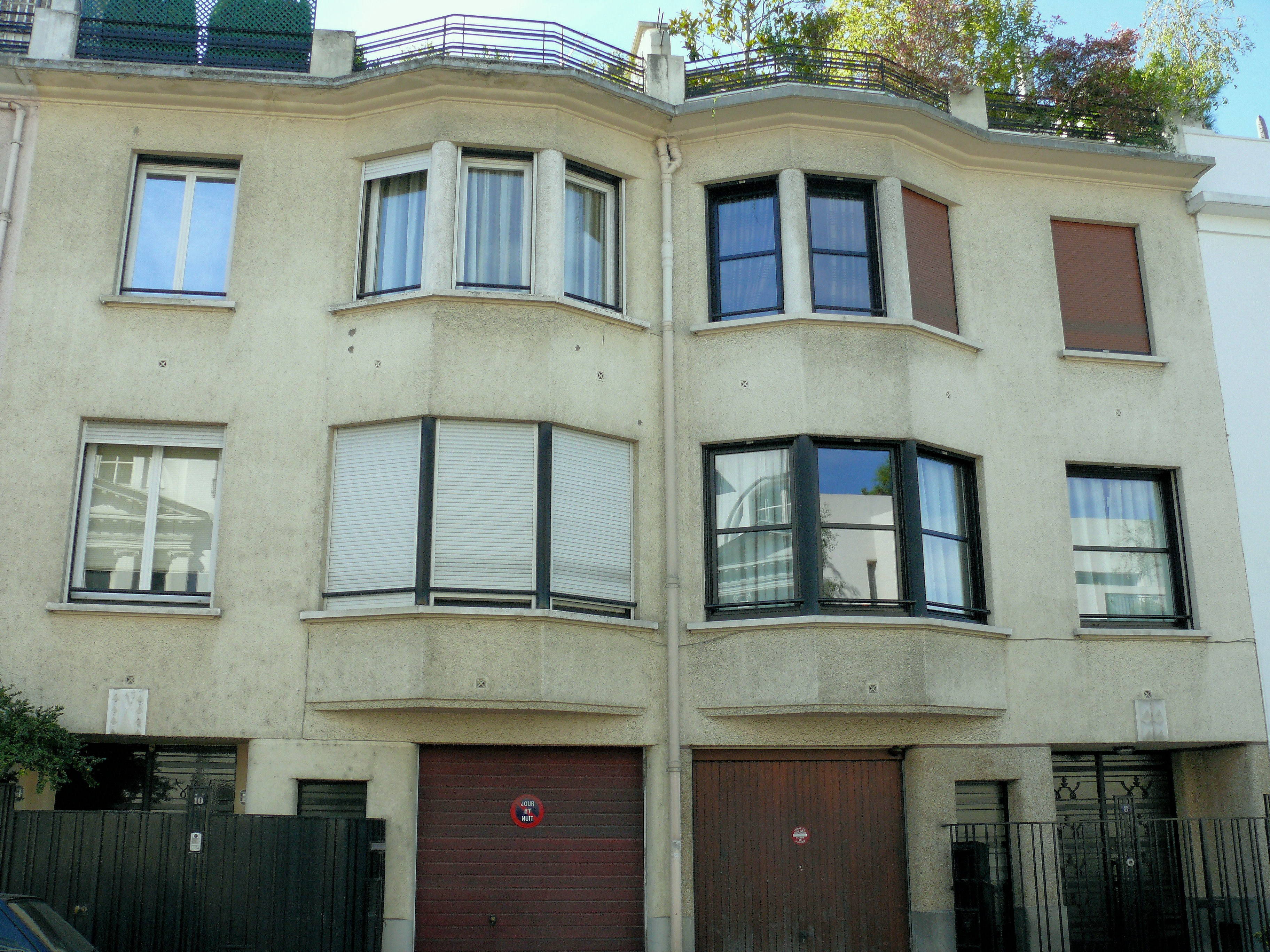
8 et 10, rue Gambetta - Villa double de Marcel Julien et Louis Duhayon.
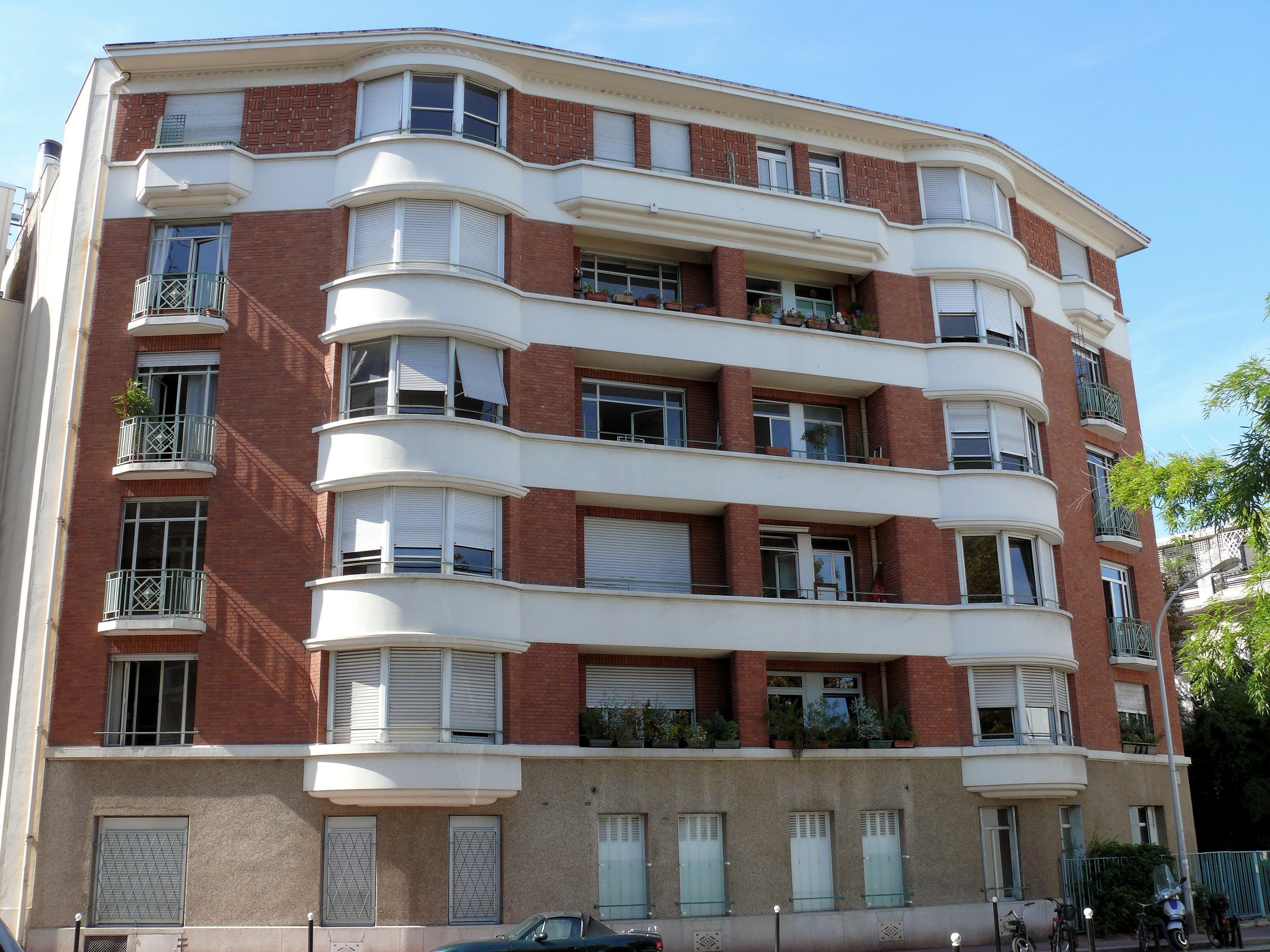
14, rue Gambetta - Immeuble de Marcel Julien et Louis Duhayon.

- avenue André-Morizet et boulevard Jean-Jaurès.

Leurs élèves ne sont pas en reste :
- Jean Nouvel, architecte de ce Château Aventureux, allée de l'île Seguin, qu'est la "non-tour" Horizons.[pas clair]
- Christian de Portzamparc, architecte de l'Espace Lumière, siège de Canal+ à l'angle du boulevard de la République et du quai du Point-du-Jour
- Fernand Pouillon, architecte de la résidence Salmson Le Point du Jour (1960), entre la rue du Dôme et l'avenue Pierre-Grenier

### Parcours des années 1950
- Église Sainte-Thérèse

Consacrée à sainte Thérèse de l'Enfant-Jésus l'année de la canonisation de Thérèse d'Avila, c'est une illustration d'une architecture aux préoccupations sociales d'avant-guerre, comme l'attestent les peintures édifiantes de Jean Lambert-Rucki
- Dôme de Boulogne

L' église de l'Immaculée-Conception de Boulogne-Billancourt a été construite en 1965, rue du Dôme, qui doit son nom à la perspective qu'elle offrait sur le dôme des Invalides. Elle s'intègre dans le projet de village nouveau et avant-gardiste de Fernand Pouillon. En béton, elle est une curiosité pour les spécialistes de l'architecture moderne, tant pour sa structure que pour la conception de son aménagement.
- Patinoire de Boulogne
- Résidence des Longs Prés

En deux parties, inaugurée respectivement en 1960 et 1962 dans le prolongement de l'église du Dôme, c'était le projet avant-gardiste de Fernand Pouillon pour la région parisienne au cours duquel il a essayé en France des concepts architecturaux qui ont quelques années plus tard été mis en œuvre à une échelle très amplifiée à la Défense : le CNL, ainsi appelé du nom du gestionnaire de l'ensemble après la faillite de l'architecte, a servi de ballon d'essai pour les techniques du béton mises en œuvre. Fernand Pouillon a appliqué en l'espèce les préceptes de Le Corbusier de libérer les surfaces en enterrant les voies et parkings et en verticalisant les logements de façon à faire entrer la nature dans la ville sous forme d'espaces verts. Le résultat en l'espèce reste très modeste alors qu'en 1960 les tours de quinze étages abritant des plateaux sans cloisons, fermés par des surfaces vitrées, paraissaient aux Boulonnais et Parisiens d'une hauteur inimaginable.

### Parcours industriel
- Usine L.M.T.

Au bord de la Seine, en face de ce qui fut le château de Saint-Cloud, se dresse les immenses murs blancs d'un palais industriel élevé en 1925 par la société Le Matériel Téléphonique qui inventa le téléphone à cadran "Rotary" et équipa la tour Eiffel de son premier émetteur. Typique de l'architecture fordienne et symbole de l'histoire industrielle de Boulogne, non classé par les Monuments Historiques, le bâtiment, loué au tournant du siècle par la chaîne Syfy, est réhabilité en 2012 pour fournir 30 000 m2 de bureaux au terme de deux expositions-évènements éphémères et monumentales d'Alain Bublex et Per Barclay (no). Les coupoles de tuiles sont transformées en verre et une cantine avant gardiste de bois et de verre est construite à côté.
- Usine CGEE

Elle aussi au bord de la Seine, en face de l'île Saint-Germain, elle accueillait, et accueille toujours sous le nom d'EDF, un transformateur haute tension et des bureaux d'ingénierie. Moins avant-gardiste que l'usine LMT, elle a tout du palais industriel, que les insultes causées par les contraintes contemporaines et l'absence de mise en valeur ne peuvent pas diminuer.
- Pont Daydé;

Le Pont Daydé, pont privé de Renault, permettait de rejoindre par dessus la route départementale et la Seine de l'usine de l'île Seguin depuis les ateliers situés sur la rive. Il a été construit en 1928 par l'entreprise fondée par l'ingénieur Henri Daydé et a été conservé comme un monument évoquant le fordisme et Métropolis. Il est prolongé vers Issy par le pont Seibert.
- Fronton Renault

À la pointe amont de l'île Seguin, Louis Renault l'a voulu monumental.
- Bâtiment X

Ancien siège social de Renault. Le fronton de l'artillerie, entrée monumentale de l'usine longeant les quais, a également été conservée.
- 57 Métal

Ancien atelier de Renault construit par Claude Vasconi en 1984, le 57 Métal a été profondément remanié par Dominique Perrault mais conserve ses célèbres redents.

### Cimetières
- Cimetière de l'Ouest', dit ancien cimetière

Cimetière ouvert en 1858 sur la route de la Reine, au lieu-dit "Belle-Feuille", alors extrémité sud de la commune, pour remplacer l'ancien cimetière de Longchamp, qui choquait la vue de l'aristocratie fréquentant l'hippodrome.
- Cimetière Pierre-Grenier, anciennement Cimetière de Billancourt

Construit en 1889 à l'emplacement d'une ancienne usine de recyclage à côté des studios de Billancourt après la réunification de Boulogne et de Billancourt.

## Chronique

### L'exploitation abbatiale des ressources au haut Moyen Âge: pâture, poisson, bois

#### Le bac entre Nigeon et Neugent
À la fin de l'Empire romain, le territoire actuel de Boulogne est la portion occidentale d'un ensemble nettement délimité, connu au VIIe siècle sous le nom de Nigeon (Nimio en latin, devenu *Ninjo), actuel Trocadéro. Le domaine en question s'étire entre le fleuve et la forêt de Rouvray, Rubridum sylva, laquelle court de l'actuelle place de la Concorde à l'actuel bois de Boulogne et s'étend au nord jusqu'à la plaine Monceau. Au centre de ce rivage, des sources ferrugineuses sont, à en croire le nom d'Auteuil (Autolium), l'objet d'un culte. Cette partie occidentale d'un Nigeon qui a dû commencer d'exister en tant que villa au moins quelques générations avant sa première mention, fait face au sud à Meudon (Melodunum). À l'ouest, elle fait face à un site appelé au VIe siècle Neugent, (Novigentum), futur Saint-Cloud, qui possède alors vraisemblablement déjà pour des raisons de droits la rive est d'où s'élance aujourd'hui le pont. Le territoire à l'ouest de l'actuelle rue de Billancourt appartiendra à Saint-Cloud jusqu'en 1790.
Ces lieux-dits balisent la trajet par la Seine entre l'antique oppidum de Nanterre, centre toujours très actif au Ve siècle (sainte Geneviève y est née en 422 et y prépare avec saint Germain son voyage en Bretagne) et la ville nouvelle de Lutèce, devenue capitale du Parisis après la défaite gauloise. L'ensemble est une fraction de la cité des Sénons, une des quatre principales cités de la Celtique, et continuera de relever jusqu'en 1622 de l'archevêque de Sens, primat des Gaules et de Germanie à partir de 876. Ce trajet aquatique est très important pour la Sénonaise puisqu'il assure le commerce des nautes, principale richesse de Paris (Lutecia Parisiorum), entre la Bretagne insulaire desservie principalement, comme quoi la géographie est constante et l'histoire se répète, par le port de Boulogne-sur-Mer (Bononia), siège de l'amirauté romaine, et, en remontant jusqu'aux sources jumelles et sacrées de la Seine (Sequana) et de l'Yonne (Equana), l'Italie. Lutèce étant le dernier pont sur le fleuve avant son embouchure, Neugent assure, avec sans doute un bac, le seul passage entre la cité commerciale et l'oppidum sacré abrité derrière le mont Valérien (le bac de Neuilly ne date que 1140).
Ce bac était-il déjà en bas de l'actuelle rue du Bac au nord de Boulogne ? Le courant du fleuve dessinait là, à l'ancien débouché de la rue de l'Abreuvoir, aujourd'hui sous le pont de l'autoroute, une crique, le Pirouit, réputé dangereusement farceur, comblée lors de la construction du quai en 1878, d'où partait le bois des bûcherons et où allaient boire les troupeaux. Peut-être y avait-il un halage pour remonter le courant avant le trajet de retour.
Le mont Valérien a fait l'objet d'une mise une valeur viticole au IIIe siècle. Le vin approvisionnant Lutèce devait donc passer par Boulogne. Le trafic par l'actuel Boulogne a certainement, à cause de ce point de passage du Pirouit, été entretenu par le pèlerinage au mont Valérien qui se développe au moins depuis le Ve siècle. Par analogie avec la situation à la fin de l'Ancien Régime, on peut supposer que le bac était donné à ferme, par l'abbaye propriétaire des lieux, les domaines seigneuriaux n'étant pas, eux, aménagés, à cette époque, pour le public. C'est donc sur le trajet emprunté par les pèlerins qu'en 551, saint Cloud, héritier du royaume, se retire à Neugent et fonde une abbaye.

#### Gibet et les pêcheurs du pont de l'abbaye de Saint-Cloud
Peu après l'édit de 614 visant à mettre un peu d'ordre dans les bénéfices ecclésiastiques, Clotaire II remet Nigeon à Bertrand du Mans, évêque d'une puissante place forte frontalière que le roi avait nécessité de s'attacher, et devient une résidence seigneuriale. Au cœur du triangle formé par le palais impérial de Clichy, le centre économique de Lutèce, l'antique zone sacrée du mont Valérien à Rueil, le bourg se développe au sortir du domaine seigneurial de Nigeon, sur Auteuil. Le territoire à l'ouest de ce bourg d'Auteuil va toutefois bénéficier des aménagements de l'abbaye de Saint-Cloud réalisés avec les moyens financiers de la couronne, durant le règne du fils de Clotaire II, Dagobert Ier.
Un conflit, daté par les chroniques en 841, entre Charles le Chauve et Lothaire Ier met en scène un pont de Saint-Cloud garni de moulins. Sa construction remonte donc à une date située entre 551 et 841, probablement vers 630, mais il n'est pas exclu qu'il y en eut un dans l'antiquité. Les moulins indiquent, déjà, une certaine concentration de richesse auprès d'un établissement royal. Tout l'ouest de Boulogne, les berges inondables, entre les actuelles rue du Vieux-Pont-de-Sèvres et rue de Billancourt appartient alors à Saint-Cloud, le reste à Auteuil. Une route conduit du premier au second, qui est devenue l'actuelle rue de Paris.
Les arches du pont devaient, comme encore en 1807 lors de sa seconde reconstruction en pierre, servir de support à des filets de pêche et on peut imaginer à son entrée une pêcherie, quelques maisons de pêcheurs, une poissonnerie, livrant Saint-Denis et Paris, une écurie. Une pêcherie principale se trouvait sur l'île Rochellet, aujourd'hui île Monsieur. La pêche était une activité saisonnière, réglée par la migration des aloses en particulier. Les pêcheurs étaient donc certainement des serfs choisis pour leur expérience et employés à la demande à cette tâche à l'occasion de ces remontées du printemps. L'abbaye garantissait par ailleurs aux serfs agréés qui se livraient à cette activité en toute saison un débouché permanent et gratifiant.
L'octroi du pont, qui relevait sans doute déjà d'un capitaine chargé également de la forêt royale du Rouvray, devait accueillir sur la rive est au moins un poste et une maison de gardien et peut-être y avait-il déjà, puisque l'instauration de la haute justice seigneuriale date de cette époque, le gibet, qui ne devait pas être destiné qu'aux braconniers. Il servait encore au XVIe siècle de fourches patibulaires et a donné son nom, aujourd'hui oublié, à ce quartier de Boulogne à l'ouest du carrefour de la rue de Billancourt et de la rue de Paris, Gibet. Bien qu'il n'y ait pas de documentation sur ce quartier, le gibet parisien de Montfaucon, construit postérieurement entre l'actuel canal Saint Martin et la place du Colonel-Fabien, ayant accaparé toute la célébrité, il est vraisemblable, compte tenu de ce qu'on sait des activités autour des exécutions au Moyen Âge (prison, couvent, processions, spectacles, tavernes, prostitution, cimetière), qu'il fut le premier embryon urbain, très modeste.
Cependant, le bac continue de fonctionner. Il relève de la seule abbaye de Saint-Denis par un privilège daté de 688 sur tout transport marchand l'instituant en quelque sorte successeur des nautes. Est-ce pour décourager les clients du pont, ou du moins conserver à son bac une exemption royale, que la légende de la malédiction du pont de Saint-Cloud a été forgée ? Peut-être souvenir de la renonciation de Saint Cloud à la couronne, celle-ci promettait la mort au roi de France qui le franchirait. Il est plaisant, et déplaisant, de se souvenir que Marie Antoinette perdit la tête peu après qu'elle eut fait de Saint-Cloud sa résidence et du pont son trajet habituel.

#### Le Pirouit et les bûcherons de l'abbaye de Saint-Denis
L'abbaye de Saint-Denis ne se contente pas d'être le bénéficiaire de tout produit de la Seine, et en particulier du revenu des pêches et du bac. Le 28 février 717, elle reçoit de Chilpéric II sa forêt du Rouvray amputée, au bénéfice de l'abbaye de Sainte-Geneviève et du Sanctum Martyrum de l'abbaye de Saint-Martin-des-Champs, des franges regardant Paris. Le bois, nécessairement embarqué au Pirouit qui déjà est le port de son bac, sera désormais le sien.
En 845, la boucle de Seine voit passer à l'aller et au retour d'étranges navires passant quérir une copieuse rançon à Paris. Trois autres passages des normands interrompront le trafic du bac et du bois, en 858, 861 et 869. Durant les mois de 865 et 866, les pilleurs s'arrêtent en aval, sur le site de livraison de Saint-Denis. La défense s'organise après l'attaque de 869 mais on ne sait pas si Auteuil, qui dépend du Maine depuis deux siècles et demi, et le pont de Saint-Cloud participent au dispositif ou si au contraire ils sont abandonnés, comme peut le laisser supposer la cession deux cents ans plus tard de la seigneurie d'Auteuil.
En 875, la présence des Dionysiens est renforcée par le recueil de la circonscription de Rueil, c'est-à-dire toute la boucle de Seine, Suresnes compris, que l'abbaye de Saint-Wandrille, ruinée par les normands en 852, avait reçu en 704. Nonobstant le terrible épisode du siège de Paris en 885, ils contrôlent jusqu'en 918, date de la cession de Suresnes à l'abbaye de Saint Germain, tout le trafic sur les deux rives du fleuve entre le bac et la foire du Lendit, ce qui laisse supposer que c'est alors, dans le cadre d'une reconstruction annonciatrice de la renaissance capétienne, que ce trafic devient régulier et l'exploitation forestière du bois au-dessus du Pirouit, par quelques Auteuillois, systématique.

#### L'occupation normande en 1060
Au XIe siècle, Nigeon est toujours, en vertu de la donation de 615, une dépendance que le comte du Maine possède près de Paris. Auteuil relève donc encore à cette époque du diocèse du Mans. Le Mans, principale forteresse de France, est convoité depuis des décennies par les ducs de Normandie. En 1060, Guillaume le Bâtard le conquiert et le dévaste cruellement, provoquant plusieurs révoltes. Il est vraisemblable, compte tenu de la suite des événements, qu'Auteuil, y compris le futur Boulogne, a alors été confié à un vassal normand.
Pour le rayonnement de son duché, le conquérant favorise l'abbaye du Bec, fondée en 1034, qui est en quelque sorte son Saint-Denis. Le Bec est alors dotée par les vassaux normands d'une multitude de domaines qui en fait en quelques années la plus riche d'Occident. Auteuil en fait partie. C'est peut-être comme une dépouille à la suite de la révolte mancelle de 1069 que la seigneurie lui en a été offerte. La révolte a-t-elle été aussi conduite sur le territoire d'Auteuil et au pont de Saint-Cloud ?
Le futur Boulogne ne reste pas normand longtemps. À la mort de saint Anselme, en 1109, Auteuil est donné par l'abbaye du Bec à celle de Sainte-Geneviève en échange du fief de Vernon, en Normandie, et sa toute récente collégiale, consolidation de bon sens traduisant le rapport de force entre les deux états rivaux capétien et normand, qui donne une idée de la valeur de ce tout petit territoire. Qu'il y ait eu des exactions militaires ou non de la part des normands, cet épisode se termine par un accord diplomatique entre les abbés des deux camps et marque très nettement la fin d'une époque.

### Le tournant du millénaire (1109-1192)
À partir du XIIe siècle, la région connait une période pacifique, les croisades et l'aventure anglaise des normands ayant capté la violence guerrière. L'avènement de la dynastie capétienne et la mise en œuvre de la réforme grégorienne qui suit le Grand Schisme d'Orient initie le développement du petit hameau peuplé en grande partie de bûcherons situé au-dessus du bac, à mi-distance du rivage de la Seine et de la lisière sud-ouest de la forêt de Rouvray.

#### Le hameau des Menus et la seigneurie de Baudoin
L'année même de l'accord de 1109 avec l'abbaye du Bec transférant Auteuil dans le domaine capétien, la dîme attendue du nouveau territoire est partagée entre l'abbaye de Sainte-Geneviève, qui la perçoit sur le territoire des Menus, et le prieuré de Saint-Germain-l'Auxerrois, qui la perçoit sur Billancourt. Les génovéfains ont fait diligence pour tirer un revenu de leur acquisition. C'est là l'origine de la séparation, jusqu'en 1860, entre Boulogne et Billancourt.
Les années suivantes voient l'invention du harnais qui permet d'utiliser le cheval pour le débardage et le charriage du bois. Un cheval ainsi harnaché développe une puissance à peu près double de celle d'un bœuf avec une souplesse incomparablement supérieure. Le développement démographique et économique accroît la demande en bois, pour le chauffage, la construction mais aussi la forge qui fournit des outils mieux conçus et un acier de meilleure qualité.
Le flottage devait se faire au Pirouit, bas de pente le plus proche, sur moins de quinze kilomètres de fleuve en ligne relativement droite jusqu'à un chargement au port du palais de Clichy, le vieux Saint-Ouen d'aujourd'hui, de moins de deux kilomètres pour la foire du Lendit. La Chronique de l'abbaye de Saint-Denis, propriétaire du bois et pour laquelle les habitants travaillent, donne en 1119 le nom du lieu, Menuls-lès-Saint-Cloud. À la frontière de Saint-Cloud, il ressort toutefois de la seigneurie d'Auteuil dont il est séparé par la forêt. Le lieu est favorisé non seulement par la proximité de la forêt mais aussi par sa situation à la fois proche d'un rivage qui ne soit pas une vasière et à l'abri des inondations du fait de sa hauteur, si faible soit elle. L'exploitation du Rouvray n'aurait pas pu se faire à, partir des rives inondables et marécageuses en face de Suresnes, à hauteur des ponts actuels de Suresnes ou de Neuilly.
La plus grande part du territoire actuel, non habitée, au sud du hameau des Menus, fait alors partie du domaine d'un seigneur qui tient en franc-alleu les territoires d'Issy et de Vanves, le fief Baudoin, et dont les héritiers, seigneurs de Passy, seront encore au début du XVIe siècle les collateurs d'Auteuil pour le compte des génovéfains. Ce franc-alleu non attesté au Moyen Âge, s'il n'est pas qu'une prétention tardive de ces seigneurs de Passy, laisserait supposer que le seigneur local, précédemment vassal du duché de Normandie mais pas du royaume de France installé vers 1069, est resté sur place, ce qui éclairerait les motifs du partage de 1109 confiant cette partie du territoire à Saint Germain. Le prénom Baudoin, traditionnel en Picardie et en Flandres, ainsi que les deux sous fiefs attenants de Billancourt et Longs Prés, dont les homonymes sont picards, incite toutefois à penser que le seigneur en question n'était pas lui-même normand mais qu'il a usé de la bascule. Dans cette hypothèse, les génovéfains non seulement s'assuraient d'un débiteur mais en outre se débarrassaient d'un problème.

#### Les vignerons de l'abbaye de Montmartre
En 1133, la reine Adélaïde, sœur du Pape, achète aux clunisiens de l'abbaye de Saint-Martin-des-Champs le Sanctum Martyrium de Saint Denis et y fonde pour sa retraite une maison de bénédictines de Saint-Pierre-des-Dames. L'année suivante, en 1134, son époux, le roi Louis VI le Gros, dote la nouvelle abbaye du village des Menuls, le séparant d'Auteuil qui demeure génovéfain. La raison de ce choix n'est pas connue mais le fait est que la nouvelle abbaye tend à capter le pèlerinage des martyrs du Mont Valérien sur le trajet duquel se trouvent les Menuls. Il s'agit donc du cadeau du fin fond d'un territoire nouvellement acquis, exploité par les concurrents dionysiens et d'un revenu indéterminé, fait par une des principales abbayes de la Chrétienté à la Reine. Tout son prix dépend de la valorisation viticole à laquelle le droit de pressoir intéresse les bénédictines.
La plaine de Billancourt au sud de la forêt, qualifiée encore au XVIe siècle de « désert » autour d'une ferme, est alors un cul-de-sac formé par la boucle de la Seine, de sorte que la liaison vers l'ouest d'Auteuil se fait directement par un chemin à travers la forêt reliant les Menuls et son bac. Chaque année à Noël et à Pâques, les quelques habitants, pêcheurs, bûcherons, vignerons des Menus rejoignent à travers les bois l'église la plus proche par cette voie, dont les premières toises deviendront la rue de la Procession, actuelle partie est de la rue du Parchamp.

#### La ferme de l'abbaye Saint-Victor
En 1150, année de naissance de la seconde fille du roi Louis VII rentré de la deuxième croisade, et d'Aliénor d'Aquitaine, la ferme de Billancourt (ferme ne désigne pas un bâtiment agricole mais une seigneurie affermée), qualifiée de petite (c'est-à-dire moins de cent hectares), est donnée par son propriétaire du moment, Arnold, seigneur de Chailly, et sa femme Aveline, à l'abbaye de Saint Victor des Champs (l'actuelle université Jussieu), fondée en 1113 par le roi Louis VI le Gros et sur laquelle Suger, âgé de soixante-dix ans, continue de veiller. Par un don reçu de Pierre de Saint-Cloud en 1173, l'abbaye Saint Victor agrandit Billancourt de l'île Longueignon, moitié amont de l'actuelle île Saint-Germain rattachée aujourd'hui à Issy.
À la fin du XIIe siècle, l'actuel territoire de Boulogne est donc réparti dans le ressort de cinq censives: Saint Cloud, Saint Denis de Montmartre, Sainte Geneviève, Saint Germain, Saint Victor, à quoi s'ajoute la partie qui était du domaine royal du Bois de Boulogne, ancienne censive de la basilique Saint Denis. En 1192, les Menus et Billancourt sont toutefois réunis pour le service pastoral de leurs habitants, et ce jusqu'en 1330 soit un peu plus d'un siècle, au sein d'Auteuil qui est érigé en paroisse: Sainte Geneviève du Mont, la plus ancienne, garde la prééminence mais le territoire cesse d'être regardé comme un seul domaine abbatial. La reconnaissance de la communauté des habitants et de services publics se fait jour. Au service des âmes par la communion dominicale va s'ajouter un service des corps, les hospices.

### Les institutions ecclésiastiques et l'émergence d'une municipalité après l'an1200

#### La maladrerie
L'apparition en Occident d'une nouvelle épidémie amène le suffragant de Paris Devenne à doter en 1189, peut-être même plus tôt, les hospices de Saint-Cloud d'une maladrerie, c'est-à-dire une léproserie. Elle est construite dans un lieu de relégation, au voisinage du gibet, à l'endroit occupé aujourd'hui[Quand ?] par les studios de la SFP. Au début du XIXe siècle, la rue de Bellevue, qui commence là, s'appelait « chemin de la Maladrerie ».
En 1193, Philippe Auguste donne à fief Clichy, siège de l'ancien palais carolingien délaissé, et rachète sa forêt de Rouvray aux abbés de Saint Denis. L'exploitation forestière faite par les habitants des Menus cesse, le bois devenant réserve de chasse. En cinquante ans, le village a dû se reconvertir dans la vigne. Les achats annuels de vin de messe passés auprès de l'abbaye par les évêques pour l'ensemble de leurs cures assuraient un fonds, le surplus étant exporté jusqu'en des pays lointains. La vigne implique une activité de courtage et de banque, assurée par des chanoines généralement laïcs rattachés à l'abbaye. Ceux-ci organisent tous les 22 janvier, à la Saint Vincent (peut-être à cause d'une simple association phonétique), la fête du vin. L'activité économique s'affranchit de fait des abbayes: la fête, sous un patronage saint, est populaire.
Cette autonomisation de la société civile se traduit sur le plan juridique. En 1247, les serfs des Menus, comme tous ceux de la paroisse d'Auteuil, sont affranchis par leur seigneur génovéfain avec plus d'un siècle de retard par rapport à ceux de Saint-Denis, c'est-à-dire du Clichy et du Rouvray voisins. C'est donc peut-être à cette époque que fut érigée aux Menus la chapelle Saint Gemme, en bois, quoique le patronage de ce martyr espagnol mort en 133, dont le nom est la lecture française d'un Jaime hébraïque, évoque plutôt la piété de la seconde épouse de Louis VII, Constance de Castille, reine de France de 1154 à 1160 et à ce titre seigneur de Montmartre et des Menus.

#### L'abbaye de Longchamp et les droits de pâtures
Le 23 juin 1260, sainte Isabelle, sœur de saint Louis inaugure l'abbaye de Longchamp, à la construction, commencée le 10 juin 1256, de laquelle elle a consacré les trente mille livres équivalant à sa dot. Son hagiographie retiendra qu'elle y sacrifiera les dix dernières années de ses quarante-cinq ans de vie à porter l'eau de la Seine et faire la cuisine et la vaisselle des sœurs, ne dormant que sur la paille. En réalité, elle y disposait d'un appartement particulier, l'abbesse étant son ancienne camériste. L'abbaye deviendra la maison mère des clarisses urbanistes. Bâtie sur le territoire que Suresnes possède rive droite à deux kilomètres du village des Menus (virage nord de l'actuel hippodrome), elle s'étend sur la plaine de Longchamp, champ communal des Menus (moitié sud de l'actuel hippodrome). Est-ce par compensation que saint Louis concède aux habitants des Menus le droit de pâture et de ramassage du bois mort dans la forêt de Rouvray, privilège que les dynasties suivantes renouvelleront ? Auparavant, les fagots ramassés dans le bois procuraient en effet à l'abbaye son principal revenu. Cette charte, qui ne peut pas encore être qualifiée de communale, est le premier acte civil connu concernant le droit public de la future municipalité. C'était en fait un mur de parchemin visant à limiter le vol et à améliorer la sécurité dans le bois qui ne disposera de clôture, comme en disposait déjà Vincennes, que sous Henri II.
Le colombier, transformé en tour crénelée en 1858, et le moulin qui se voient encore à Longchamp datent de la Renaissance. L'habitation qui reste de l'abbaye détruite en 1794 est une folie construite au XVIIIe siècle.
Les pâturages herbeux et mouvants le long des rives inondables de la Seine au sud de Billancourt et sur ses trois îles, l'île de Sèvres (actuelle île Seguin), l'île de Billancourt et l'île Longue Ignon (actuelle île Saint-Germain réunie à la précédente) sont réservés, peut-être également en compensation des terrains cédés à la nouvelle abbaye, aux troupeaux de l'abbaye de Saint-Germain-des-Prés, propriétaire depuis 918 de Suresnes et de Meudon, ainsi du reste que du proche Vaugirard, l'actuel 15e arrondissement de Paris, sur l'autre rive, cédé par les génovéfains. Effectivement, deux générations plus tard, un testament de 1343 montre un Jean de Meudon, de son vivant négociateur influent auprès de l'abbaye de Longchamp, propriétaire de la ferme des Moulineaux, établissement situé dans le voisinage immédiat de ces îles sur la rive gauche. L'île de Sèvres, régulièrement submergée par les crues, est exploitée particulièrement pour ses saules en tige, qui servent aux tressages plus grossiers et plus robustes que ceux de l'osier, par exemple pour les claies.

#### Les Aveugles
En 1291, Philippe le Bel fonde à Paris l'hôpital des Quinze-Vingts, pour le soin des croisés blessés à l'œil dira l'hagiographie. Un établissement appartenant aux Quinze-Vingts a existé à Boulogne. Un autre établissement hospitalier, dont il ne reste non plus aucune trace sinon un souvenir toponymique, a été associé aux Quinze-Vingts, du moins par sa destination. Il s'agit de l'hypothétique hôpital des aveugles de Boulogne. La documentation concernant les établissements parisiens est rare, inexistante concernant les établissements boulonnais. Toutefois, une ancienne sente des Aveugles, actuelle galerie ouest du centre commercial des Passages, garde le souvenir d'un tel établissement. La sente se poursuivait sur le trajet traversant aujourd'hui le centre Landowski et conduisait par la rue Paul-Bert à l'emplacement de l'actuel lycée Jacques-Prévert. Il y a eu d'autres hôpitaux des Aveugles sans rapport avec les Quinze-Vingts, comme à Chartres.

#### Le pèlerinage de Notre-Dame de Boulogne-sur-Seyne
Est-ce à cause de cette fondation hospitalière que le roi choisi le site voisin des Menus pour accueillir un nouveau sanctuaire ?
En janvier 1308, Philippe IV le Bel vient assister au mariage de sa fille, Isabelle de France avec Édouard II d'Angleterre, qui a lieu dans la cathédrale Notre-Dame à Boulogne-sur-Mer. Ce sanctuaire fut érigé au XIIe siècle à l'emplacement occupé de nos jours par la basilique Notre-Dame de l'Immaculée Conception par la comtesse Ide de Boulogne, pour honorer une demande de la Vierge Marie qui serait apparue, selon une légende, au peuple de Boulogne vers 636. Il abritait alors une statue miraculeuse de la Vierge et était, à l'époque de Philippe le Bel, un important lieu de pèlerinage, une étape sur le chemin de Saint-Jacques-de-Compostelle. De retour à Paris, le roi fait chercher un terrain proche de la capitale pour y construire une église sur le modèle de celle qu'il avait vu sur les bords de la Manche. Il souhaite favoriser la dévotion en raccourcissant le trajet du pèlerinage.
Le site du Parchamp à la sortie des Menus, est proposé par deux des pèlerins, le scelleur du Châtelet Girard de la Croix et son frère Jean, tous deux bourgeois de Paris. L'église apparaîtra ainsi, magique, dans une solitude forestière. La première pierre est posée en février 1319 par Philippe V le Long. C'est lui qui réalise le vœu de son père, décédé avant d'avoir pu édifier l'église, quand le dimanche 19 mai 1320 l'abbesse de Montmartre, Jeanne de Repenti, accorde les lettres d'amortissement.
En 1329, la Confrérie des pèlerins et pèlerines de Notre Dame de Boulogne instituée par le roi et que l'actuel conseil municipal pourrait considérer comme son origine, obtient du pape Jean XXII de nombreuses indulgences pour son pèlerinage. Le 1er juillet 1330, l'église est bénie sous le vocable de Notre Dame de Boulogne sur Seyne par le suffragant Hughes II de Besançon. Elle est dotée d'une statue en argent doré, à l'image de la vierge de Notre-Dame de Boulogne-sur-Mer.
Moins d'une génération plus tard le village a acquis une importance suffisante pour être érigé par en paroisse distincte d'Auteuil. Le 10 février 1343 le suffragant de Paris Foulques de Chanac y crée une cure à la charge de la confrérie. Le curé ne touchera pas régulièrement ses émoluments mais les villageois ne seront désormais plus obligés de se rendre à Sainte Marie d'Auteuil pour les mariages, les baptêmes, les enterrements ainsi que les grandes fêtes. Les Mesnuls change de nom pour devenir Boulogne-la-Petite. Billancourt, la ferme et sa plaine, zone agricole au sud de la ville où se trouvent quelques loges, reste pour sa part rattachée à la paroisse d'Auteuil.
Notre-Dame n'a pas les dimensions d'une cathédrale et ne possède pas de transept mais présente toutes les caractéristiques d'un ouvrage de prestige qui a bénéficié des techniques les plus raffinées du style gothique et d'un luxe de moyens certain. Elle devient le principal lieu de pèlerinage des Parisiens et verra la venue de Du Guesclin, Charles VII, Jeanne d'Arc, Charles VIII… Le 9 juillet 1469, elle est dédicacée par le suffragant Guillaume Chartier et donne son nom à la forêt de Rouvray, qui n'est depuis plus désignée que sous le nom de Bois de Boulogne.

#### La Contemplation et les Madelonnettes
Moins spectaculaire mais plus déterminant que celui du pèlerinage de Notre Dame, le développement des établissements hospitaliers au sein de la nouvelle paroisse est essentiel à la constitution d'une municipalité. En effet, gérés par des administrateurs laïcs, contrôlés par des confréries de chanoines, ces établissements à destination du public donnent consistance à la chose publique et figure aux futurs conseils municipaux. Ils servent à maintenir en dehors de l'abbaye une certaine conception de l'ordre civil.
Boulogne conserve dans sa toponymie le souvenir de cette dichotomie d'un pouvoir religieux qui s'efforce d'intervenir dans la société. Les noms de deux anciens chemins, celui de la Contemplation, partie nord de l'actuelle rue Yves-Kermen, et celui des Madelonnettes, à côté de l'actuelle rue de l'Ancienne-Mairie attestent qu'il y eut un couvent de dominicaines à la frontière du Saint-Cloud de l'époque. Comme cela s'observait ailleurs, il y eut vraisemblablement trois bâtiments, répartis ici le long de la rue de Billancourt sur le territoire de Saint-Cloud, un premier réservé aux contemplatives, un second au pensionnat des écolières, filles nobles ou bourgeoises, un troisième aux Madelonnettes. Seuls ces souvenirs toponymiques documentent l'hypothèse.
Les madelonnettes, qu'il ne faut pas confondre avec les madelonnettes de Paris, dont l'ordre, postérieur, n'a pas prospéré et n'a pas eu de succursale à Boulogne, étaient des dominicaines pénitentes et mendiantes, généralement d'une extraction moins noble que celle des contemplatives recluses. Souvent elles-mêmes anciennes prostituées, elles se consacraient dans le monde au service des déshérités et des malades. La sente de la Madeleine conduisait au site de l'actuel groupe scolaire Bartholdi, c'est-à-dire à l'emplacement de l'ancien hôtel de Monsieur "de" Guaïta, racheté par la ville en 1880 au maire Ollive pour en faire sa mairie dont l'actuel square Léon Blum était une partie du parc. L'hôtel avait été construit en 1793 par le citoyen Camus, ce qui prouve bien que le lieu était un bien ecclésiastique réquisitionné puis vendu comme bien national. La partie hospitalière de cet hypothétique couvent se trouvait donc à proximité de la maladrerie et, plus près encore, du gibet, lieu traditionnel de relégation et de prostitution. Les sœurs de Sainte Madeleine devaient donc accueillir les veuves et les orphelins des condamnés et leur établissement, comme ce fut le cas de celui des madelonnettes de Paris, devait servir en fait de prison pour les SDF (terme inventé au XVIIIe siècle) et autres candidats au gibet.
Le plan de lotissement des propriétés du début du XIXe siècle laissent supposer que ces établissements religieux possédaient, comme à Paris, des domaines d'une étendue tout à fait comparables à celle des domaines que possédaient à Boulogne la noblesse au XVIIIe siècle, c'est-à-dire des surfaces considérables couvrant une bonne part du territoire actuel de la commune. Ainsi les Madelonnettes semblent s'être étendues avant la construction en 1786 de la route de la Reine jusqu'à la rue de Paris sur une partie acquise non par le citoyen Camus mais par le citoyen Charnois. Il est plausible que le domaine de la Contemplation s'étendit depuis les Madelonnettes jusqu'à la rue du Vieux Pont de Sèvres, là où s'élevèrent au début du XXe siècle les usines Farman.

#### Les Saussières
L'activité de pêche, qui avait probablement connu un certain développement avec la construction du pont de Saint-Cloud vers 630, a tout aussi probablement trouvé avec l'instauration du pèlerinage et des hospices un soutien important. La consommation de poisson était encouragée par le carême et le jeûne hebdomadaire. Les commandes des établissements religieux pour leurs ouailles étaient particulièrement importantes. La toponymie garde effectivement le souvenir d'une usine de salaison, les Saussières, nom de la rue centrale du Boulogne d'aujourd'hui, autrefois extrémité sud de Boulogne situé précisément entre les établissements religieux des Aveugles et des Madelonnettes. Le mot saussière est d'une occurrence rare, à la différence de saussier, et désigne le récipient, une saucière, destiné à recevoir le mélange d'eau, d'herbes, d'épices et de sel servant à assaisonner tant les poissons que les viandes, c'est-à-dire à leur appliquer un procédé de conservation qui autorise leur stockage et leur transport. Ce mot des XIIIe et XIVe siècles Saussières, restitué au XIXe siècle, atteste de la date ancienne de l'établissement, d'autant que l'orthographe Chaussières de 1612, barbarisme évoquant des routes, et celle de Chaufecières de 1720, barbarisme complet, prouvent que le nom n'était plus compris et que le souvenir de l'établissement lui-même s'était effacé dès la fin du XVe siècle.
Une même corporation, la Grande Boucherie, possédait les poissonneries, les abattoirs et les charcuteries. Ce corps de métier, essentiel à l'approvisionnement de Paris, jouissait d'une richesse certaine qui en fit durant la guerre de Cent Ans le principal bailleur de fonds tantôt des Bourguignons, tantôt des Armagnacs, et lui permit de conduire le gouvernement insurrectionnel de Paris en 1413 dont la répression fut l'occasion de se débarrasser d'un créancier pesant. Ces bouchers de Paris possédaient les fermes fournissant le bétail et les pêcheries de la région parisienne, dont vraisemblablement cet hypothétique établissement de salaison boulonnais.

#### La destruction durant la guerre de Cent Ans
Boulogne-la-Petite, contrairement à Saint-Cloud, n'a pas de fortifications et connaît la misère des guerres. Ses habitants sont régulièrement pillés, battus… Si les hospices du Moyen Âge ont bien existé, il n'y a plus trace de leurs bâtiments au XVIIIe siècle (cf. carte ci jointe). Seules la toponymie et les limites cadastrales sont restées.
Toutefois Billancourt, dans sa solitude bucolique, semble épargné, du moins durant le régime du traité de Troyes où ses abbés de Paris ont repoussé au-delà de la Loire, à Bourges une guerre que la figure de Jeanne d'Arc n'a pas encore ranimée. Son affermage par l'abbaye à Guillaume le Muet recense en effet en 1426 un hôtel particulier et ses annexes entourés sur un terrain étendu d'une grange, une basse-cour, un colombier, privilège seigneurial, un potager, un verger, et d'autres jardins. Son domaine est si grand que les labours laissent assez d'espace en herbe pour le bétail. Il s'y trouve aussi un atelier de salaison, qui servait tant pour le cochon que le poisson. Les deux longues îles, qui appartiennent au domaine, et qui forment aujourd'hui l'île Saint-Germain, abritaient sans doute les barques parties à la pêche ou la chasse.

### La renaissance d'une société civile entre bourg et manses (1492-1661)

#### Le bois du Roi
En 1528, François Ier, libéré de sa prison de Madrid, fait construire au nord de l'abbaye de Longchamp le château de Boulogne ou "château de faïence", dont les façades sont décorées à l'espagnole de somptueuses céramiques colorées. Retraite interdite à la Cour officielle, les courtisans y voient disparaître leur roi comme lorsqu'il était prisonnier et l'appellent ironiquement "château de Madrid". C'est aujourd'hui le chic lotissement Saint-James à Neuilly et le parc Rothschild à Boulogne recouvre les vestiges des aménagements de son dernier occupant. Cet abandon de l'implantation royale à Vincennes et ce basculement vers l'ouest parisien n'est pas sans conséquences pour Boulogne. Une vingtaine d'années plus tard, Henri II fait édifier une capitainerie de chasse, le château de la Meute, rectifier les parcelles adjacentes du bois et construire un mur de clôture percé de sept portes fermées la nuit et gardées chacune par un titulaire logé dans un pavillon. L'application de la charte accordée à Boulogne par saint Louis devient très surveillée.

#### Le désert de Billancourt
Quand dans ces années 1550, l'évêque de Troyes Antoine Caraccioli, abbé commendataire de Saint-Victor qui se réforma en 1561, attribua à la manse abbatiale plutôt qu'à celle du couvent la ferme de Billancourt, celle-ci a atteint presque trois cent vingt-cinq arpents (entre 65 et 160 hectares). Elle compte en tout et pour tout cinq ou six chaumières mainmortables et la rente annuelle qui en est tirée trente ans plus tard est de deux cent huit livres huit deniers tournois. Cette prospérité paisible du val de Seine se retrouve dans l'établissement jumeau situé sur la rive d'en face, la rive gauche, la ferme des Moulineaux.
La retraite de Billancourt, « désert » conforme à l'idéal protestant qui sera appliqué à Port Royal, resta si isolée qu'alors que la Saint-Barthélemy avait jeter plus de mil huit cents cadavres sur la berge du Point-du-Jour, la famille de Jean François Dorlin, bourgeois huguenots qui habitaient à Paris près du Louvre dans le voisinage de l'hôtel de l'amiral de Coligny et tenaient la ferme par bail emphytéotique depuis 1581, y échappa à la perquisition mollement conduite par le lieutenant du prévôt de Paris à Auteuil, Jean Lefebvre, mandé en octobre 1585 par l'édit de Nemours à enquêter sur les domaines de Sainte-Geneviève du Mont. La paisible communauté protestante de Passy, autour du pasteur de Juigné et de l'avocat Macheco, seigneur de Passy et donc de Billancourt, composait alors plus de dix pour cent de la population totale, cent pour cent à Billancourt, les domestiques suivant leurs maîtres, ce qui explique aussi l'indolence du policier qui alla jusqu'à déformer dans son rapport les noms propres.

#### Les bourgeois de Boulogne
À la même époque, soit un demi-siècle avant la Fronde et deux cents ans avant la Révolution, les bourgeois de Boulogne, déjà empêtrés dans les impôts, s'organisent pour abolir par un procès, qu'ils perdirent, les dîmes perçues par l'abbaye de Saint-Germain-l'Auxerrois. Le curé du village obtint toutefois, en dédommagement des carences de l'abbaye, une pension annuelle de deux cents livres.
L'histoire de la Renaissance à Boulogne même reste à inventer. Cependant, on sait que les couvents de femmes, tel les madelonnettes de Boulogne, utilisaient la main-d'œuvre féminine, écolières pauvres ou femmes indigentes, aux travaux de blanchisserie, activité qui trouvera un débouché favorable avec la construction des châteaux de Meudon, Saint-Cloud et Versailles, et les trajets de la cour entre ceux-ci et le Louvre.
En 1621, Billancourt passe par location aux seigneurs de Rebours, conseillers et capitaines du Roi, mais le domaine semble inchangé. Les annexes du manoir ont été transformées en écurie, étable et bergerie mais la grange est toujours là. En revanche, dans le bourg de Boulogne, durant ces années 1625 du règne de Louis XIII, l'activité de blanchissage connaît ses prémisses. Cette activité n'est pas spécifique à Boulogne: tout le sud-ouest parisien lave le linge sale de Paris. Un pourcentage impressionnant de la population finira par s'y consacrer. Dès la fin du XVIIe siècle, et surtout au XVIIIe siècle, Boulogne et Billancourt vont se développer selon ces deux prototypes d'exploitation, la main d'œuvre, en grande partie féminine, du bourg de Boulogne et la vaste résidence seigneuriale dont Billancourt est le modèle constant depuis au moins six siècles.

#### Première occupation allemande en 1649
Le 28 juillet 1648, durant la Fronde, dix jours après avoir déclaré la banqueroute de l'État, le nouveau surintendant des finances la Meilleraye, mandaté par la Régente pour mater les barricades dressées dans Paris par les défenseurs du conseiller parlementaire Pierre Broussel, organise le campement d'un millier de cavaliers venus d'Étampes dans le bois de Boulogne. De là, les troupes ne pourront rien lors de la journée des barricades mais évacueront, le 13 septembre, le Conseil d'en Haut à Rueil, changeant le rapport de force avec la chambre Saint-Louis. Le jeune Louis, qui a dix ans et qui aurait été écharpé en août par la foule si sa mère ne s'était pas physiquement interposée, s'en souviendra en 1682 quand il transférera définitivement la Cour hors de Paris, à Versailles, ce qui, indirectement, aura des conséquences déterminantes pour le village de Boulogne. Les négociations sont menées entre Rueil et le Louvre. Le pont de Saint-Cloud ou le bac ont donc pu voir passer les cortèges du marquis de la Meilleraye ou du président Molé évitant peut-être parfois le nouveau pont de Neuilly.
Les aléas de la négociation amènent le 6 janvier 1649 la Cour, revenue en octobre à Paris, à fuir à Saint-Germain-en-Laye et à organiser le blocus de Paris. Quatre mille mercenaires allemands secondés par autant de Français et commandés par Condé ravagent les abords sud de la capitale. Ils sont rejoints en février par huit régiments de l'armée d'Allemagne commandés par le général d'Erlach et soudoyés par Mazarin grâce au million et demi de livres tournois du banquier Barthélemy Hervart. L'apport décisif de ces contingents allemands entraîne la victoire d'Anne d'Autriche sur les bourgeois de Paris et le 11 mars 1649, un premier compromis, la paix de Rueil, libérant ainsi Boulogne des hostilités.
Boulogne est principalement un village agricole jusqu'au XVIIe siècle où une deuxième activité importante, la blanchisserie, apparaît.

### Le «beau linge» du Grand Siècle et des Lumières

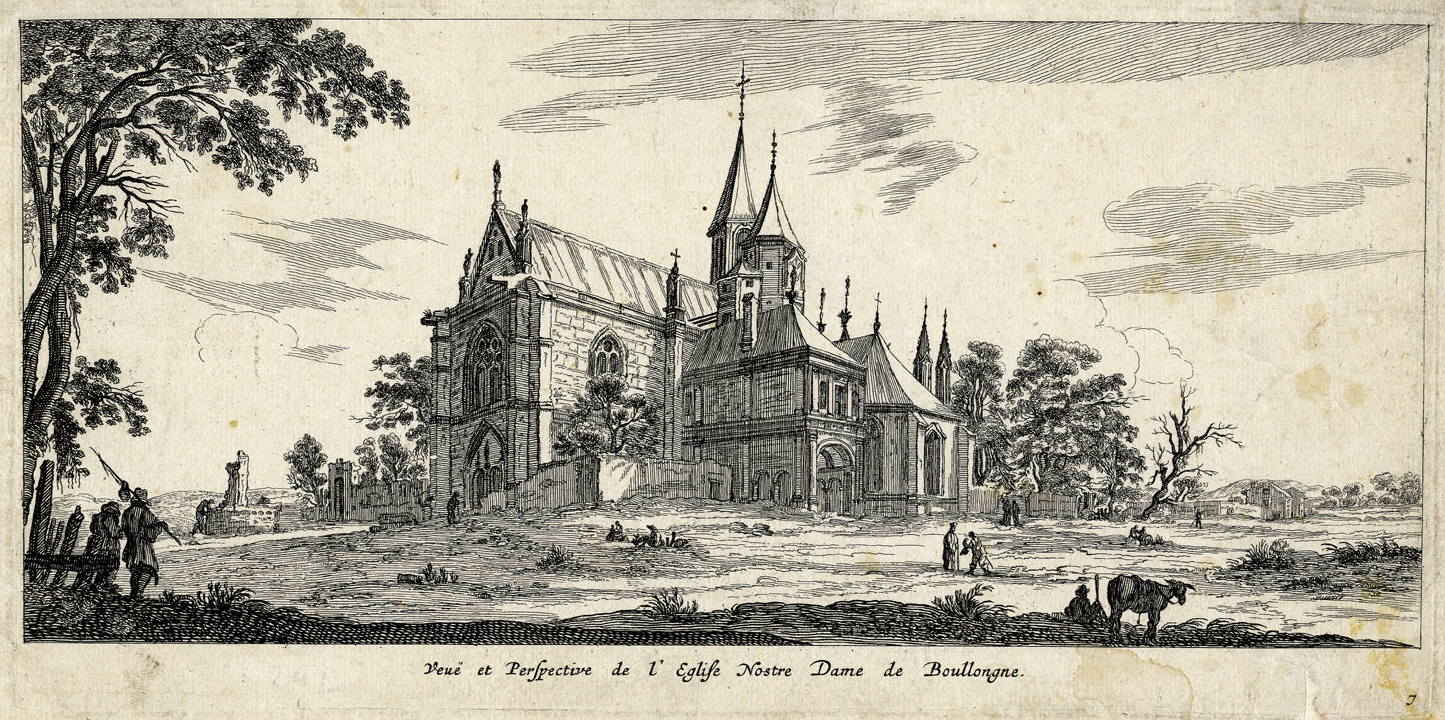
Gravure de Israël Silvestre datant de 1660 ou 1670. On y voit l'église telle qu'elle était au XVIIe siècle, trônant au milieu d'un Boulogne encore amoindri par la guerre.

#### La buanderie de Monsieur et le train de la Cour
Aux alentours de 1665, le roi Louis XIV fait percer l'allée Royale de Passy à Saint-Cloud pour Monsieur, son frère le duc d'Orléans, établi au château de Saint-Cloud en 1659. La route passe à l'extérieur du village de Boulogne, du côté sud de Notre Dame. Luxe inouï pour une campagne, le roi fait paver à ses frais le tronçon entre le bois et la Seine. Boulogne avec le bois devient un élément intégré du paysage du château de Saint-Cloud mais aussi sa plus proche buanderie. Ce qui le long des Menus devient dès lors la Grande Rue sera appelé dans son ensemble le Pavé du Roi, aujourd'hui avenue Jean-Baptiste-Clément. Ce pavé, et ces lavandières, voient passer en outre toute la Cour allant ou revenant de Versailles.

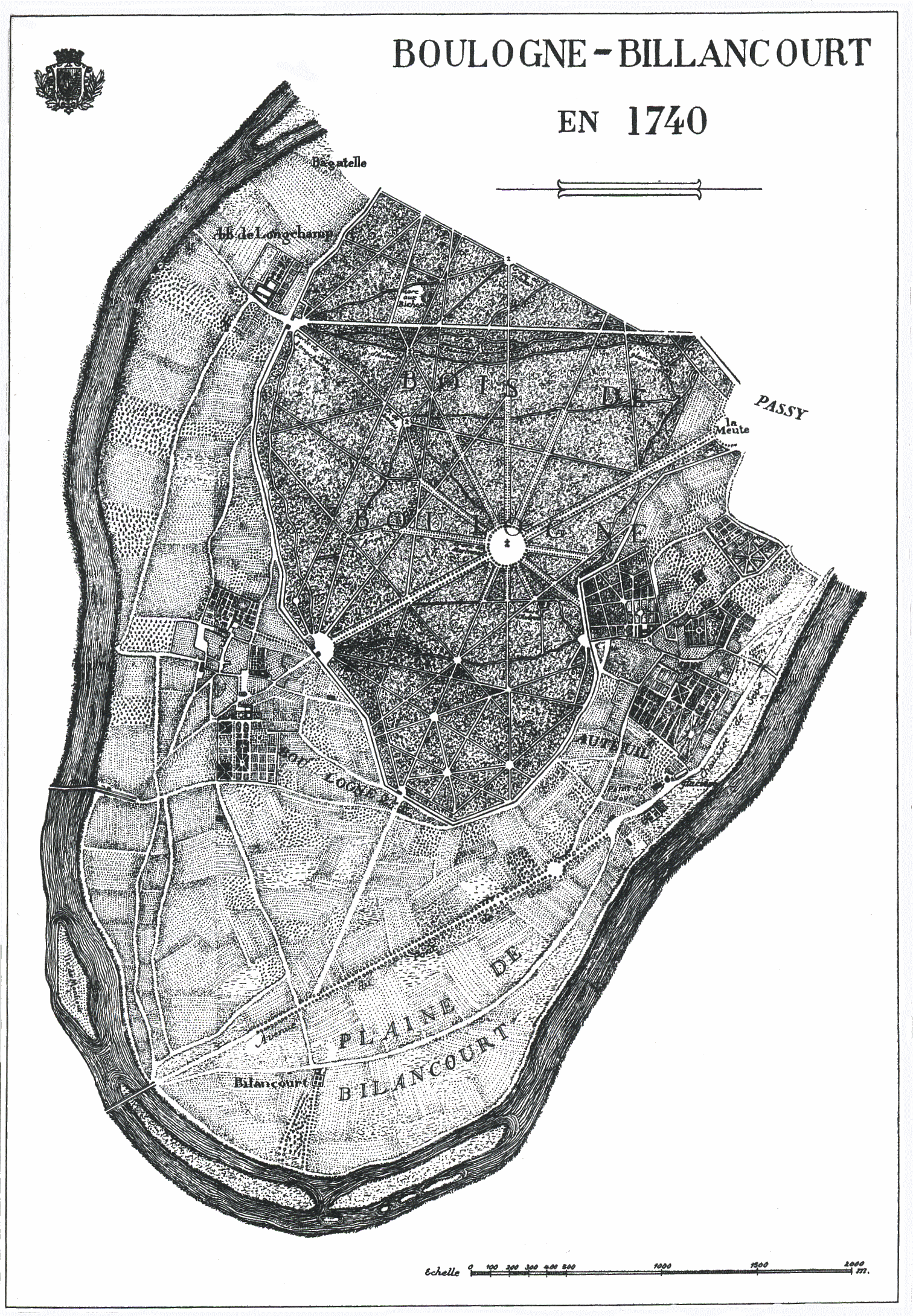
Plan du XVIIIe siècle renseignant sur l'évolution du hameau de Boulogne, toujours regroupé autour de son église

Quelque vingt ans plus tard, la construction du premier pont de Sèvres, tout en bois, détourne les carrosses parisiens mais aussi facilite l'accès à la résidence royale de Versailles. Une nouvelle route, l'actuelle rue du Vieux-Pont-de-Sèvres, doublant le chemin de Billancourt, aujourd'hui rue du Point-du-Jour, au nord du domaine du même nom, est tracée, reliant le village d'Auteuil au pont, qui passe sur la pointe aval de l'île de « Sèves » et franchit deux bras de Seine. La Régence recentre un temps le trafic entre le Palais-Royal et le château de Philippe d'Orléans sur Boulogne. Ces deux routes menant de Paris à Versailles et à Saint-Cloud entraînent au total un va-et-vient constant de personnages issus de la haute bourgeoisie ou de l'aristocratie de la capitale. Ces derniers prennent alors l'habitude de déposer leur linge en passant à Boulogne, Auteuil ou Chaville et le reprennent à leur retour quelques jours plus tard ou la semaine suivante. Le trafic s'intensifie à l'aube du XVIIe siècle.

#### Les faubourgs du Port et du Petit Boulogne
En 1694, par un acte daté du 10 mai, les blanchisseries sont vingt-huit à Boulogne à obtenir, moyennant redevance au « bienfaiteur » seigneur de Valcourt, un accès à la Seine par la rue du Port, ce qui leur permet d'industrialiser leur méthode de travail (grand eau, étendage). Par prescription acquisitive, ces établissements accaparent des terrains et développent le quartier des blanchisseurs le long de cette rue à l'ombre du pont de Saint-Cloud. Sans que le port du bac, en bas de l'actuelle rue de l'Abreuvoir, ne cesse de fonctionner, un second point de débarquement du bois de chauffage, denrée abondamment consommée par les blanchisseurs, est plus ou moins aménagé sous les arches du Pont qui enjambent la rive jusqu'au-delà de sa partie inondable (actuel rond-point Rhin et Danube).
Le chauffage des bassines et bouilloires des lavandières consomment une grande quantité de bois qu'il est interdit de prélever sur la réserve de chasse qu'est le bois de Boulogne. Comme pour tous les habitants de Paris, l'approvisionnement se fait dans les bois du Morvan, en Bourgogne en amont de Sens. Les bûcherons confectionnent eux-mêmes avec art des radeaux provisoires, les bateaux de déchirage, qu'ils jettent dans les rivières affluentes de la Seine et de l'Yonne puis chargent du bois de flottage. Arrivés au Pirouit, on les voit encore en très grand nombre en 1831 revendre le bois de déchirage. Il faut imaginer cette vie périlleuse de mariniers à la rencontre des lavandières, des repasseuses et des repriseuses que les nones de l'abbaye de Montmartre, seigneur de Boulogne, mettent au service de la Cour.
Le besoin de bâtiments spécifiques, l'écoulement des eaux lessivielles et les odeurs des eaux stagnantes posent aux lavandiers des problèmes de voisinage. En 1717, la paroisse recense environ 1200 personnes avec une prédominance pour les blanchisseurs et les vignerons. Les habitations se concentrent principalement aux Menus, autour de l'église et de la Grande Rue, le tronçon de l'actuelle avenue Jean-Baptiste-Clément près de l'église. L'augmentation de l'activité est l'occasion d'installer avec ordre de nouvelles blanchisseries de l'autre côté du Pavé du Roi, en dehors du village. En deux générations, Boulogne se double d'un faubourg. En 1750, Catherine de la Rochefoucault-Cousages, quarante-deuxième et avant-dernière abbesse de Montmartre (elle mourra en 1760) et à ce titre seigneur de Boulogne, offre une rue à ce nouveau quartier des blanchisseurs, avec des fossés pour l'écoulement des eaux sales, la rue de Montmartre, actuelle rue de la Rochefoucault. Parallèlement au Port, où les Hospices de Saint Cloud loue la Maladrerie à la manufacture de blanchisserie Heuzé, Le Petit Boulogne se développe au nord et au sud de cette nouvelle rue droite comme une prière qui monte mais qui comme égout ne descend pas suffisamment.

#### Le fief Valcourt et les villégiatures
D'illustres figures de l'ancienne noblesse aussi bien que de la robe ont leur hôtel à Paris et leur résidence de campagne dans l'ouest de Paris à l'instar de Versailles. À Boulogne, neuf résidences de villégiature lotissent la campagne autour du bourg et des faubourgs.
- Le premier à lancer la mode de la villégiature à Boulogne est Pierre Deschien. La mention de sa femme dans un acte de propriété de 1669 fait soupçonner que ce financier du secrétariat de Colbert a profité de services rendus dans le financement de l'acquisition par Philippe d'Orléans (1640-1701), cette même année, du château de Saint-Cloud. Il fait construire, bien visible de la clientèle des Orléans se rendant ou revenant de ce château, un manoir en face de Notre-Dame de Boulogne sur un immense domaine d'une quinzaine d'hectares, qu'il appellera pompeusement le fief Valcourt, titre d'une seigneurie champenoise qu'il acheta vers 1680, pour signifier que sa basse extraction ne le privait pas de ses droits acquis. Le domaine était délimité par un mur longeant les trois voies principales, le Pavé du Roi (actuelle boulevard Jean-Baptiste-Clément), la route de Billancourt (la rue de Billancourt), la route de Paris (la rue de Paris)[65]. Le mur fermant la propriété à l'est est devenu la rue Fessart. Pierre Deschien était probablement dès 1669, et apparemment en 1694 le principal propriétaire terrien de Boulogne et des alentours. C'est lui qui encourage l'industrialisation de la blanchisserie en lotissant à des blanchisseurs ce qui deviendra le modeste faubourg du Port, leur permettant ainsi d'utiliser l'eau et les rives de la Seine. Serviteur cupide de la Cour, il est très probable qu'il fut impliqué dans le financement des opérations immobilières qui permettent à ses maîtres et débiteurs de privatiser les terrains appartenant aux abbayes depuis la réforme grégorienne, exploités par elles depuis la chute de l'Empire romain, et d'y construire à leur tour leurs villégiatures.
- Il sera en effet imité par d'autres robins. Un autre financier du secrétariat aux finances, de la génération suivante mais enrichi par les mêmes méthodes, Joseph Fleuriau d'Armenonville[66] fait construire un peu avant 1703[67], sur sept hectares au nord des Menus, le long de la route de Longchamp[65] où se trouve aujourd'hui l'hôpital Ambroise-Paré, sa résidence à la place de laquelle Jacob de Rothschild édifiera au siècle suivant le château de Boulogne. L'actuelle rue d'Alsace-Lorraine était l'avenue qui conduisait à la cour du château[68]. Ni la résidence ni le jardin n'eurent à connaître de grand développement puisque dès 1706, ses obligations de capitaine de La Muette et des chasses[note 10] du bois de Boulogne feront résider Armenonville au château du Bois de Boulogne surnommé château de faïence ou château de Madrid, où il décédera en 1728. Peut-être a-t-il logé à Boulogne son épouse secrète, la veuve Morin[69].
- Le perruquier du roi François Bellefeuille s'installe (à vérifier), comme le directeur de la musique Lully le fait à Sèvres, sur le trajet que suit la Cour pour se rendre à Paris ou à la chasse.
- Le château de Meulant.
- La villa Réal, sur la rive sud du Pavé du Roi, entre le Bois et le Petit Boulogne.
- L'abbesse cède les terres de Montmorency à Paul-Joseph Foucart qui conduit un programme immobilier, dans le voisinage immédiat des Menus, de plusieurs hôtels relativement modestes, l'actuelle maison Waleska et les hôtels voisins, rue de Montmorency.
- Certaines nobles demeures ressemblent plus, à l'instar des hôtels construits par Foucart, à des retraites bourgeoises construites dans le prolongement du noyau urbain. Ce sont l'hôtel du Parchamp de la marquise de Forcalquier, où se trouve aujourd'hui le lycée Notre Dame, et l'hôtel de Narbonne de la comtesse Françoise de Châlus. Celui-ci s'étend presque en face de Valcourt, entre l'église et la rue de Monmtmonrency, sur un domaine délimité par le Pavé du Roi et la rue de l'Abreuvoir, qui est la limite du village des Menus
- Il ne reste rien de ce qui fut, malgré son apparence relativement modeste, la plus prestigieuse résidence, parce qu'occupée par un cousin de la reine, l'hôtel de Lorraine du prince-abbé François-Camille de Lorraine[64], édifiée le long du Pavé du Roi à l'emplacement actuel des immeubles construits par la France Mutualiste. Le conseil municipal du siècle suivant n'a pas osé garder le souvenir de cette noblesse sinon par le masque très républicain du nom de la rue Alsace-Lorraine donné à l'ancienne avenue du domaine voisin d'Armenonville[68].

En 1770, le domaine de Valcourt a survécu intact à son seigneur mais passe, à cause de droits de succession exorbitants, à l'architecte Caqué qui le renomme fief Maisonneuve.

### Le tournant du siècle (1775-1815)

#### La Révolution: création de la commune et première usine
À la veille de la Révolution, une découverte vient bouleverser le traitement du linge : Claude Louis Berthollet met en évidence les propriétés blanchissantes du chlore ; l'eau de Javel est née. Certaines blanchisseries étaient déjà à l'époque de véritables manufactures installées dans de grands bâtiments, comme la blanchisserie Heuzé à laquelle les Hospices de Saint-Cloud, peut-être pour le service de leurs lits, louaient la Maladrerie (actuels studios de Boulogne).
C'est en 1786 que Marie-Antoinette, ayant obtenu de Louis Philippe d'Orléans le château de Saint-Cloud pour y élever ses enfants parce que l'air y plus pur, décide de la percée d'une route plus directe pour la conduire à la capitale, l'actuelle route de la Reine, réalisant ainsi la malédiction du Pont (cf. VIIe siècle).
Pendant l'agitation de la Révolution, le passage perd de sa fréquentation. À Boulogne, les principales doléances en 1789 portaient sur la mauvaise répartition de la taille, la justice royale du Châtelet et les dégâts provoqués par le passage des cavaliers dans les cultures. Le Bois relevant du domaine privé du Roi, la Cour ne se préoccupait pas des conséquences de l'exercice de son droit de poursuite lorsqu'au cours des chasses royales une bête s'échappait dans la plaine de Billancourt. Le bois de Boulogne sera d'ailleurs ravagé en grande partie par la Révolution. Le 6 octobre 1789, le cortège de la famille royale escortée par le peuple se rend aux Tuileries en passant par le pont de Sèvres.
La disparition de la clientèle noble entraîne une grave crise de chômage parmi les blanchisseurs de Boulogne. C'est en 1790 que Boulogne-la-petite devient la commune de Boulogne et l'année suivante, la démarcation de son territoire est opérée, en même temps que celle du département de Paris. Le nouveau territoire comprend l'ancienne paroisse et le domaine de Longchamp dont l'abbaye l'avait spolié ainsi qu'une partie du bois de Boulogne. Les terres de la paroisse de Saint-Cloud situées entre la rive droite de la Seine et la rue de Billancourt lui sont attribuées, augmentant ainsi sa surface d'un bon quart. Un des premiers actes de Pierre Vauthier, troisième maire de la commune de novembre 1791 jusqu'à la Terreur, est, dans le cadre d'un conflit avec les Hospices de Saint-Cloud restés propriétaires de la Maladrerie (actuels studios de Boulogne), de démolir la Justice qui marque l'ancienne frontière. Billancourt reste rattachée à la commune d'Auteuil.
En 1794, pendant la Convention, le disciple d'Antoine Lavoisier, Armand Seguin, profite de l'exclusion de l'île Madame, que possédaient les Orléans en bas du parc de leur château de Saint-Cloud, de la liste civile des biens nationaux réservés au Roi. Face à Brimborion et la rive de Bellevue qui accueillaient depuis 1756 la manufacture de céramique de Sèvres (déplacée en aval en 1875), il installe une tannerie dans ce que le cadastre enregistrera sous le nom de son nouveau propriétaire, l'île Seguin. Il y met en œuvre un procédé de tannage de son invention, combinant pour la première fois progrès technique et manufacturage, et s'enrichit dans des proportions inouïes en fournissant en cuir la nouvelle armée en guerre. Initialement soutenue par la commission des subsistances du Comité de salut public, bailleur immobilier et client tout à la fois, l'industrie de Seguin passe très vite à une production de plus grande échelle et concurrence dangereusement les importants tanneurs parisiens.
Dès le Directoire, l'activité de blanchisserie reprend. Les problèmes du développement d'une telle activité dans une agglomération rurale et résidentielle deviennent aigus. C'est le nouveau conseil municipal, où la profession est représentée, qui s'efforcera désormais de trouver une solution en ce qui concerne l'urbanisme. Les blanchisseurs, qui pour beaucoup ont abandonné le lavage dans la Seine, alimentent leurs établissements par de l'eau tirée des puits. Les eaux usées sont déversées dans les rues ou dans des cloaques derrière les ateliers : l'air est empuanté et des enfants se noient dans les trous.
Le 10 novembre 1799, au lendemain du coup d'État du 18 Brumaire, les Boulonnais voient passer les députés du Conseil des Anciens et du Conseil des Cinq-Cents accompagnés de leurs familles vers le château de Saint-Cloud pour y accomplir malgré eux la destitution du Directoire et l'achèvement de la Révolution.

#### Sous les auspices de la résidence impériale
À l'avènement du Consulat et l'installation du pouvoir au château de Saint-Cloud, Boulogne s'est considérablement développé et compte 2400 habitants. Comme au temps de la Régence un siècle plus tôt, Boulogne accueille les menus plaisirs des serviteurs du nouveau souverain qui prend son repos tantôt à Saint-Cloud, tantôt à la Malmaison.
- L'archichancelier Cambacérès, rédacteur du Code Civil, loge en l'hôtel de Narbonne[80], aujourd'hui remplacé par le TOP.
- Le Conseiller d'État chargé des questions de police Réal reçoit dans l'ancienne résidence d'Armenonville, remplacée aujourd'hui par l'hôpital Ambroise-Paré.
- L'ambassadeur d'Autriche Clément de Metternich, son idylle avec la sœur de Napoléon terminée, loue durant les deux dernières années, 1808 et 1809, de son office à Paris l'hôtel construit par Foucart que possède le bijoutier Guérin[81] , rue de Montmorency, d'où il mène une nouvelle aventure avec la Merveilleuse qu'a épousée le général Junot, la duchesse d'Abrantès.
- Dans le même hôtel lui succédera l'année suivante la maîtresse polonaise de l'Empereur, Marie Waleska.

C'est donc à Boulogne que les relations et les conversations officieuses se nouaient. Peut-être un peu plus que d'autres banlieues, Boulogne, à la mode, attire, ne serait-ce que par la proximité de Longchamp où les mondanités, opéras, concerts et bals, ont repris de plus belle, provoquant un embouteillage permanent à travers le bois jusqu'au Palais-Royal. Quatre autres résidences d'été entourées de vastes parcs sont ainsi construites, la première sur ce qui restait de libre entre le domaine de Maisonneuve et le Petit Boulogne, les trois autres sur les anciens terrains de Saint-Cloud nouvellement annexés par la jeune commune.
- Le ministre du Trésor public Mollien[82] acquiert pour faire sa résidence secondaire quatre hectares, autour de l'actuelle rue Mollien.
- Installé au Palais-Royal, Foncier[71], le bijoutier des Incroyables et Merveilleuses puis de la Cour (il confectionna les couronnes et, avec le fameux diamant Le Régent, l'épée du sacre[83], ainsi que la ceinture que Joséphine y portait) acquiert, de l'autre côté du domaine de Maisonneuve le long de la Grande Rue, le quartier Gibet, entre la future rue de Silly[63] et le chemin de Billancourt[75] et y fait construire l'hôtel le plus magnifique de la ville.
- Le négociant Camus, illustrant, tout comme Armand Seguin, le fol enrichissement de toute une classe bourgeoise qui a su profiter de l'engagement par la jeune république des biens nationaux pour financer la nouvelle administration et fournir l'armée, séjourne dans son hôtel construit en 1793 sur le terrain qui se trouve derrière le domaine de Foncier au-delà de la route de la Reine. L'actuel square de l'Ancienne-Mairie est la petite part qui en reste.
- Jacob Rothschild, envoyé en 1810 dans la capitale par son père qui venait de négocier avec le gouvernement français cinq cent mille florins l'application du principe d'égalité, rédigé par Cambacérès, pour les juifs de Francfort, dut bien comprendre cette attractivité de Boulogne puisqu'il acquit, vraisemblablement avant 1815, si on en croit sa contribution au service des armées autrichiennes occupant Boulogne à cette date[75], un domaine juste en face du château de Saint-Cloud, sur lesquels se trouve aujourd'hui le stade Le Gallo et l'ancienne usine L.M.T. Une histoire de cent trente années et quatre générations commençait entre les Rothschild et Boulogne.

À la suite du plébiscite du 6 novembre 1804, le domaine central de quinze hectares qui s'étend en face de l'église, l'ancien Valcourt, est renommé parc impérial en l'honneur de Napoléon. Loti progressivement, c'est en quelque sorte le précurseur du lotissement du parc des Princes. En 1806, les héritiers du propriétaire en vendent la moitié ouest à la marquise d'Aguesseau. En 1810, elle transforme avec ses nouveaux voisins orientaux, les maçons entrepreneurs Furet et Joannot dont le souvenir se conserve dans le nom d'un passage, l'allée centrale du domaine en une rue, l'actuelle section nord de la rue d'Aguesseau. Furet et Joannot lotissent leur terrain à des blanchisseurs, qui feront de la rue, prolongée vers Billancourt, la principale de Boulogne jusqu'en 1914.
Les travaux publics ne sont pas en reste :
- réaménagement de la place du Parchamp en 1804 ;
- déplacement en 1807, à la suite d'une loi sur l'hygiène publique, du cimetière près de l'église vers la plaine de Longchamp, qui appartient encore à Boulogne ;
- travaux sur la Grand Rue de Paris à Saint-Cloud (future avenue Jean-Baptiste-Clément) ;
- travaux sur la route de Versailles (futures avenues Édouard-Vaillant et Général-Leclerc) ;
- reconstruction en pierre, sur décret de l'empereur, entre 1808 et 1821 du pont de Sèvres en aval du vieux pont et sans passer par l'île.

Toutefois, comme l'atteste un plan de 1825, Boulogne demeurera jusqu'en 1830 une campagne autour d'une grande église avec son bourg des Menus, sa rue du Port et son faubourg du Petit Boulogne, seul l'axe de la Grande Rue entre le bois et le pont de Saint-Cloud se garnissant de part et d'autre de maisons nombreuses et beaucoup plus modestes que les anciens hôtels de Maisonneuve et de Narbonne ou les nouveaux de Mollien et de Foncier. Quelques maisons éparpillées se voient le long de la route de la Reine et de chemins adjacents, d'autres s'agglutinent à l'entrée de l'ancien pont de Sèvres.

#### La chute de l'Aigle en 1815
Après la défaite française à Waterloo, les troupes prussiennes dirigées par Blücher foncent vers les hauteurs de Saint-Cloud et de Meudon. Les Français, cent soixante-dix mille hommes repliés sur la rive droite et à Montrouge face aux cent soixante mille coalisés, installent leur quartier général au château de Boulogne durant les batailles de Rocquencourt. L'armistice est signé le 3 juillet 1815, Blücher occupant le château de Saint-Cloud, quinze jours après l'abdication de Napoléon.
Les troupes anglaises sous les ordres de Wellington, établirent leur camp dans le bois de Boulogne. Pour se construire des baraques, ils rasèrent cette promenade favorite des Parisiens. Une espèce de ville en bois et en feuillage apparut tout à coup à la place des bocages naguère si frais, si verdoyants. Des rues remplacèrent les belles avenues, et le bois de Boulogne n'avait plus un arbre intact. Ferdinand de Lasteyrie eut cette réflexion : « sa métamorphose, pour ainsi dire instantanée, est une œuvre des plus féeriques qui se soient jamais accomplie. » Les riches habitants avaient fui la ville, tandis que les Boulonnais les plus modestes subissent des violences.
Grâce à l'entremise de Jacob Rothschild, qui fait faire discrètement un caveau unique sur un terrain vague jouxtant son domaine boulonnais, les soldats autrichiens décédés durant leur séjour trouvent une sépulture à Boulogne, à l'emplacement de l'actuelle École primaire Billancourt. La chute de l'Empire donne l'occasion à ce même banquier devenu parisien, qui séjournait donc parfois à Boulogne, de se rendre indispensable dans le règlement, au titre des dommages de guerre causés, d'une partie des sept cents millions de francs que Talleyrand a négociés au congrès de Vienne.
Inversement, la situation et la fortune de certains grands dignitaires s'écroulent. Le Comte Mollien vend en 1816 son domaine à la veuve Fessart, une des premières conseillères municipales françaises en dépit du fait que les femmes n'avaient pas le droit de vote. Le Comte Réal est obligé de céder l'ancienne propriété du marquis de Rambouillet. Jacob Rothschild, devenu au printemps 1817 par diplôme express du Prince Metternich James de Rothschild, achète cette même année au régent de la Banque de France Davillier ce domaine de sept hectares entre la rue des Menus et la porte du bois de Boulogne et l'agrandit considérablement, allant jusqu'à barrer toute expansion de la future ville vers Longchamp par annexion de la route de l'Espérance qui reliait le bourg à l'abbaye de Longchamp et du château de Meulant, aujourd'hui Buchillot.

### L'urbanisation au milieu duXIXesiècle

#### L'utopie bourgeoise du Nouveau Village de Billancourt

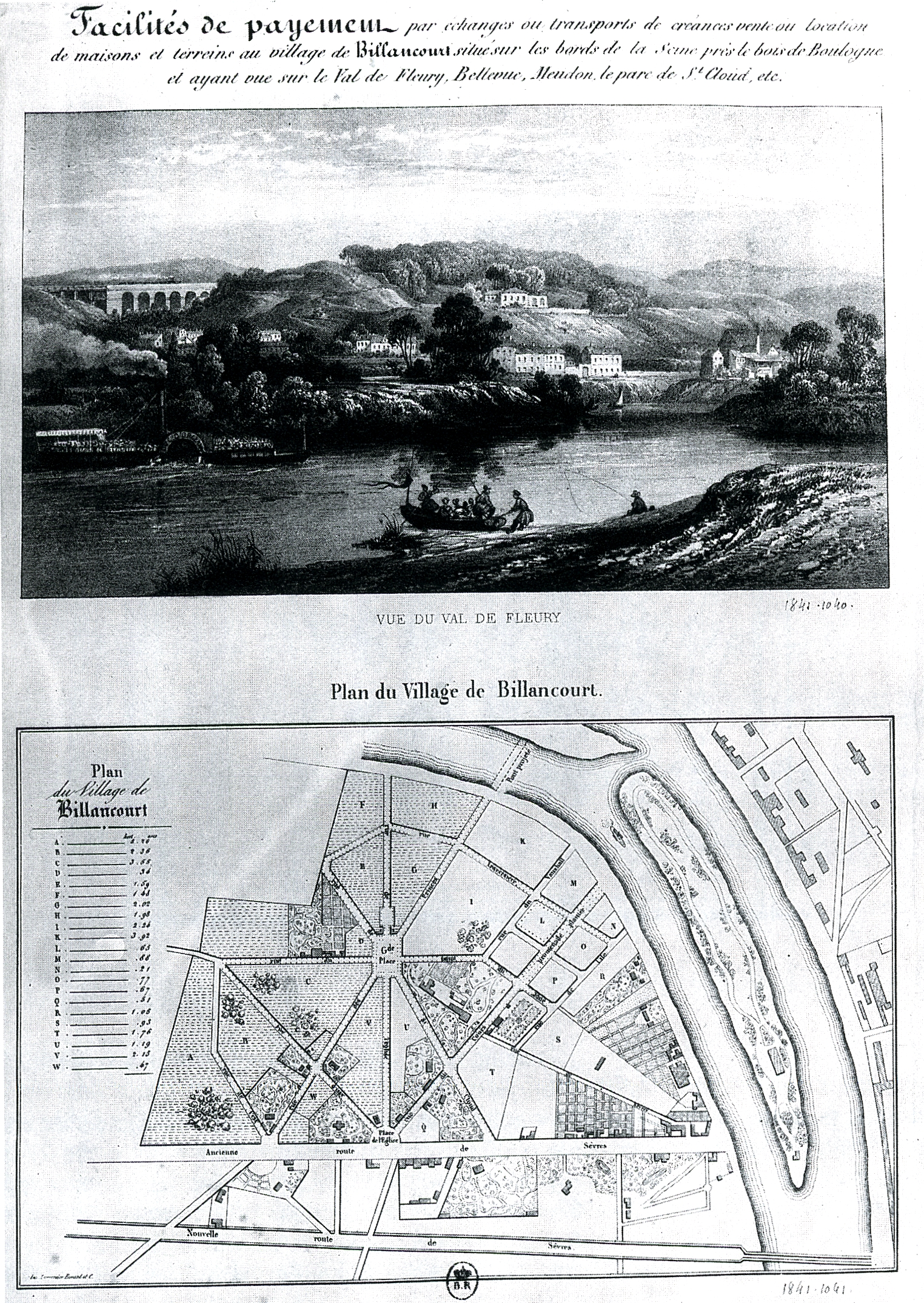
Document publicitaire édité par la société Gourcuff vers 1834 pour promouvoir le village de Billancourt.

Le passé industriel de Boulogne est indissociable de Billancourt et remonte à 1794 et au chimiste-manufacturier Armand Seguin (cf. supra). Alors que la mécanisation n'en est encore qu'à ses prémisses en France, ce quartier d'Auteuil s'éveille et commence peu à peu à changer de visage. En 1820, le vieux pont de Sèvres en bois est détruit, le nouveau pont en pierre étant presque achevé. En 1822, la municipalité, contre l'engagement de contribuer au développement urbain, acquiert les terrains que les hospices de Saint-Cloud continuaient depuis 1790 de posséder à l'ouest du chemin qui prend en cette occasion le nom du maire de Saint Cloud, le notaire Abraham Silly (1751-1825). En 1824, le premier pont suspendu (première mondiale) est construit entre la rive et l'île Seguin.
En 1825, la société du comte Marie Casimir Auguste de Gourcuff rachète la vaste ferme de Billancourt pour y créer un quartier résidentiel de luxe, qu'il vend par lots sous le nom de « Nouveau Village de Billancourt »,. Ce projet immobilier d'une ampleur inédite définit des règles d'urbanisme. Par exemple, c'est une zone piétonne. Les voies actuelles sont les allées percées autour de la Grand-Place (place Napoléon sous l'Empire, puis place Nationale et aujourd'hui place Jules-Guesde) : rue de l'Église (aujourd'hui rue Nationale), rue des Princes (aujourd'hui rues de Meudon et Victor-Griffuelhes), rue de Saint-Cloud (rue Yves-Kermen), rue Traversière, rue d'Issy… L'honorabilité du lotissement commande au comte de faire construire, à titre promotionnel, à ses frais, une église à l'est de l'actuelle place Bir-Hakeim, qui est alors la Demi Lune marquant l'entrée du parc. Le style conventionnel de l'architecture, le classicisme du plan, contrastent avec l'avant-gardisme du concept, masque publicitaire qui flatte les aspirations sociales.

#### Spéculation immobilière et villas
La bourgeoisie établie boude ce genre d'habitat collectif. Elle se fait construire ses propres hôtels, certes bien moins glorieux qu'au temps du Consulat, sur des domaines deux ou quatre fois moindre, mais avec la perspective de pouvoir à terme les lotir eux-mêmes. Ce sont les résidences
- du financier Cunningham, en face de la Maladrerie (actuels studios de Boulogne) de l'autre côté de la route de la Reine ;
- de l'anglais Scareasbreak, à l'emplacement de l'actuel square de l'Avre jusqu'à la rue de Seine[94], qui revendit sa propriété en 1853 ;
- de Monsieur de Guaïtta qui reconstruit en 1835, à la place de l'hôtel Camus, dont l'actuel square de l'Ancienne-Mairie est un vestige, un véritable petit château, évoquant les folies du XVIIIe siècle qui deviendra la mairie[47].

Les lotissements spéculatifs aboutissent à un modèle d'urbanisme particulier, sans être spécifiques à Boulogne, où les maisons individuelles sont construites serrées les unes aux autres, ou faiblement séparées, mais de façon à donner à l'ensemble l'illusion d'une résidence de campagne pour princes sinon d'un bout de parc de château. Elles sont appelées villas pour évoquer la villégiature d'un seigneur. La promotion commerciale de ces lotissements les présente donc comme un luxe réservé à ceux qui ont, ou voudraient avoir, des loisirs et des vacances. Ces maisons bourgeoises en meulières ou en briques décoratives définissent entre leurs jardins une voie en copropriété qui finit parfois par être classée comme rue viable par la municipalité, moyennant négociations sur les frais d'aménagement et la prise en charge d'entretien. Plus ou moins altérées, on visite encore aujourd'hui les villa Marguerite, villa Marie Justine, villa des Semeurs, villa Jeanine, villa des Fayères, villa des Tilleuls, villa de Buzenval, villa des Princes, villa Cacheux, villa des Beaux Arts, villa des Mimosas, villa Samarcq, villa Alexandre, villa Pauline… Certaines ont conservé le nom de leur César Birotteau, d'autres ont été confondues dans les rues élargies par la ville ou effacées par des reconstructions plus élevées.

#### L'hygiène civile et morale de la blanchisserie
Dès 1827, l'activité des blanchisseurs installés dans la partie est du parc Impérial depuis 1810, le long de la rue d'Aguesseau était devenue d'une importance telle que les écoulements sur la chaussée des eaux lessivielles incitent les propriétaires de la partie ouest, les héritiers de la marquise de Verdun, à la lotir. À partir de 1830, les blanchisseries s'y multiplient vers Billancourt prolongeant la rue, véritable machine à laver appelée plaisamment l'Aguesse eau tant les buanderies et lavoirs s'y concentreront. Le conseil municipal, dominé par la profession et conscient des nuisances, devra adapter la chaussée en 1827 et en 1835.
Au nord, Boulogne n'est pas en reste puisque la commune se densifie de plus en plus. La rue de la Rochefoucauld accueille en grand nombre des provinciaux immigrés qui se font blanchisseurs, tandis que des auberges et des commerces s'installent tout au long de la route de Paris à Saint-Cloud qui a pris le nom populaire de "Grande Rue".
Le 27 juillet 1830, quand la révolution des Trois Glorieuses éclate à Paris deux jours après la signature par le roi à Saint-Cloud des ordonnances liberticides, Boulogne est occupé le jour même par la cavalerie de Charles X qui campe dans la Grande Rue. Le surlendemain, les Boulonnais y voient passer des milliers de Parisiens en armes lancés à la poursuite du roi qui prendra la fuite pour Rambouillet le 31.
Le singulier milieu des blanchisseurs de la rue d'Aguesseau, nouveau noyau de la ville, se développe un peu comme celui des canuts de Lyon: ce sont des patrons ouvriers, habitant sur leur lieu de travail, au contact à la fois de la misère de leurs journalières, qui font la queue de l'embauche, et à l'aisance de leurs clients dont les loisirs leur sont inaccessibles. Un certain nombre se retrouvent dans le mouvement très populaire gallican et libéral des « catholiques français » de l'Église française de Monseigneur Châtel prêché par un vigneron de Boulogne, monsieur Héret. En 1831, soutenus par les Joannot, propriétaires des lieux, et par le conseiller municipal Leveillé, réputé franc-maçon, ils construisent, à côté de l'actuel couvent de la rue de Verdun, un Temple (il y en aura une trentaine en France), affirmant une sorte d'autonomie du principal quartier de la ville et attirant les provocations de leurs adversaires ultramontains, ce qui donne prétexte en 1840 à la fermeture du Temple voulue par "le roi bourgeois" et le Pape.
Monsieur Léveillé, préposé aux fêtes municipales et maire adjoint à deux reprises, tenait une salle de bal mitoyenne et devait donc être sensible au problème moral que causait l'absence de loisirs, de temps pour être libre. Il transforma le temple en théâtre. Son absence de succès, contrastant avec la réussite de son successeur en 1860, ainsi que le silence de la communauté après la fermeture du Temple, l'Église française perdurant dans la clandestinité jusqu'en 1850, laisse planer un mystère. À côté, monsieur Esnault ouvrit pour la jeunesse laborieuse un important pensionnat, précurseur de l'actuel cours d'Aguesseau.
En mai 1832, les problèmes d'égouts de la municipalité s'expriment de façon aiguë. Boulogne est atteint par le choléra : on dénombre 64 morts reconnus comme cholériques. Le gouvernement crée la première décharge pour la ville en 1834, vers l'actuel cimetière de Billancourt, alors territoire d'Auteuil.
En 1841, Boulogne compte 6906 habitants, tandis que la ville de Paris se protège dans ses nouvelles fortifications qui ont pour effet de créer une zone non ædificandi dans le bois de Boulogne, diminuant ainsi sa superficie, y compris sur sa partie boulonnaise.

### L'haussmannisation sous le Second Empire (1852-1870)
Certains soirs, les Boulonnais voient s'allumer une lanterne à la balustrade qui couronne la colline du parc de Saint-Cloud au-dessus du pont de Sèvres: l'Empereur est au château.

#### La spoliation de Longchamp
Dès le début du Second Empire, Napoléon III concrétise par l'intermédiaire du préfet Haussmann son rêve d'extension de la capitale vers l'ouest. Son objectif est de relier les Tuileries à Saint-Cloud et établir un élégant parc aristocratique sur l'ancien domaine des chasses royales. L'État fait alors concession du bois de Boulogne à la ville de Paris afin de transformer la forêt domaniale, avec ses voies rectilignes conçues pour faciliter l'exploitation forestière, en un lieu de promenade, agrémenté d'arbres divers, de plans d'eau etc. Les travaux furent confiés à Jacques Hittorff puis achevés par Adolphe Alphand

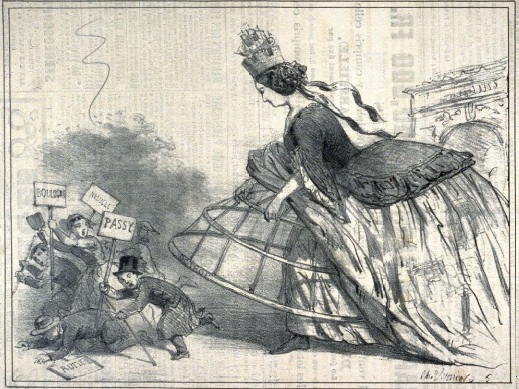
La ville de Paris voulant englober la banlieue, 1858. L'un des panneaux porte l'inscription « Boulogne ».

À partir de 1854, Napoléon III engage un processus complexe d'expropriations dans la capitale qui vise entre autres à s'emparer des terrains entre la capitale et Saint-Cloud et y transférer les courses hippiques du Champ-de-Mars sur deux hippodromes, le galop au sud de Longchamp, le steeple-chase entre Longchamp et Madrid. Boulogne est ainsi amputé de sa partie à l'extrême nord, et y perd son cimetière, créé en 1808 dans la lisière du bois sur ce qui se retrouve alors au-dessus du virage sud-est de l'hippodrome. La municipalité devra faire ouvrir une nouvelle rue, la rue de l'Est, pour conduire à un nouveau cimetière, entre Boulogne et Billancourt.
Afin de financer ces coûteux travaux, la ville de Paris, en accord avec l'État, cède alors à des acquéreurs privés les terrains du bois laissés à l'écart des fortifications, tant du côté de Boulogne que de Neuilly : le lieu-dit le Fonds des Princes, c'est-à-dire le terrain des Princes destiné à être aliéné, est délimité en lisière du bois. C'est aujourd'hui un lieu-dit. On établit au nord de ce terrain une allée des Chênes (actuel boulevard d'Auteuil) et tout ce qui se trouve au sud est loti sous le nom de « parc des Princes ». Moïse Millaud, banquier et journaliste fondateur du Petit Journal, fut l'un des premiers aliénataires. Haussmann, comme dans tous ses grands travaux d'urbanisme, impose un cahier des charges très strict au nouveau quartier des Princes : les lotissements sont destinés à un aménagement résidentiel uniquement, les commerces et les industries sont bannis, l'esthétique des habitations se doit de souligner un caractère aristocratique. Le fonds voit effectivement se construire de somptueux hôtels particuliers et maisons de villégiature, jusqu'au niveau de la route de la Reine. L'allée des Chênes et l'avenue des Princes (actuelle avenue Robert-Schuman) sont clôturées par des grilles en fer analogues à celles de l'avenue de l'Impératrice (avenue Foch). Le quartier Saint-James, avec notamment la folie Saint-James, construit à la place du château de Boulogne de François Ier à Neuilly, connaîtra un destin similaire.

#### Architecture de prestige et d'ostentation
Cet urbanisme aristocratique exprime tout le paradoxe d'une classe conservatrice nouvelle, attachée à la nouveauté et à son rang : le luxe s'affiche même sur les façades mais derrière des grilles. On se montre entre soi. Cette discrétion tapageuse, l'empereur est le premier à la pratiquer à Boulogne dans le toujours discret et luxueux hôtel, élevé sur son trajet du château à l'hippodrome (actuel quai du Quatre-septembre, au numéro 24) pour sa maîtresse, Marguerite Bellanger. L'exemple n'est pas unique.
- Le château Rothschild. En 1856, la coupure de la ville d'avec Longchamp est parachevée par l'extension de la propriété du baron Edmond de Rothschild à trente hectares. Celui-ci confie cette année-là à Sir Joseph Paxton la construction d'un nouveau « château de Boulogne » dans le style Grand Siècle[105]. Le parc se compose d'un jardin à la française, autour du château, du "Routin" qui est un jardin paysager d'aspect sauvage autour d'un ruisseau, et d'un jardin japonais composé par monsieur Hatta, spécialiste venu de Tokyo. En 1879, c'est devenu une des plus belles propriétés de France, centre de référence horticole et lieu de mondanité. Chopin y avait, quelques décennies plus tôt dans l'ancien pavillon, écrit sa cinquième ballade en fa mineur.
- Le château du Belvédère. Une des premières résidences du parc des Princes fut la plus splendide, le château du Belvédère du duc de Morny lui-même. Grand amateur de chevaux et promoteur du projet de l'hippodrome de Longchamp, tout comme il le sera de celui de Deauville, Morny, simultanément engagé dans le projet du Vésinet, a voulu œuvrer par ce modèle incitatoire au succès commercial et, à son sens, social, d'un parc des Princes faisant la liaison entre l'Élysée et Saint-Cloud. C'est aujourd'hui un des bâtiments d'une clinique privée qui n'a bien sûr rien conservé des luxueux décors intérieurs.
- Notre Dame. L'église Notre-Dame, devenue vétuste, subit de 1860 à 1863 une restauration menée par Eugène-Louis Millet[106]. L'église est débarrassée des nombreux appendices qui avaient proliféré tout autour et qui servaient d'écoles, presbytère, mairie… La nef est prolongée, une flèche vient remplacer le clocheton, ce qui change nettement l'allure de l'édifice, et surtout le porche, parce qu'il est du XVIe siècle, est supprimé[106]. La transformation de Millet, conforme moins à l'original qu'à un idéal gothique, est radicale et vivement critiquée[107]. La disparition des misérables bâtiments d'école encastrés dans l'église rend nécessaire la construction d'un nouveau groupe scolaire. Aussi, sur un don de cent mille francs des époux Escudier, Boulogne se dote de 1860 à 1864 d'écoles neuves de garçons puis pour filles rue Fessart[108].

#### La compensation de Billancourt et du Parc des Princes

Répartition du territoire communal d'Auteuil rattachée à Boulogne-Billancourt (en jaune) et Paris.

C'est en 1860 qu'Haussmann fait rattacher, par la loi du 16 juin 1859, Billancourt et l'ouest du quartier du Point-du-Jour à Boulogne-sur-Seine, en les séparant définitivement de la commune d'Auteuil. Le parc des Princes est officiellement annexé à la ville et le maire est alors chargé de classer les voies et de les faire entretenir. Boulogne y voit défiler la société aristocratique et bourgeoise de l'époque : le prince Jérôme y visite la comtesse de Loynes ; le grand-duc Paul de Russie accueille dans son hôtel particulier (actuel collège Dupanloup) la famille impériale russe exilée ; le prince polonais Ladislas Czartoryski réside rue de la Tourelle, etc.
Le nouveau Boulogne se retrouve, pris en étau par la Seine et le bois de Boulogne, isolé de la capitale. Les restrictions haussmanniennes propres au nouveau quartier des Princes ne facilitent pas les communications et les faibles pressions démographique, industrielle et commerciale créent une zone tampon au nord-est entre Boulogne et Paris. De plus, la constitution définitive au nord-ouest de la propriété Rothschild en 1856, étendue à trente hectares entre le bois et la Seine avec une certaine complaisance du conseil municipal, réduit davantage encore les voies d'accès à la capitale. Les Boulonnais réclament la percée de nouvelles portes, mais satisfaction tarde à leur être donnée.
Boulogne récupère avec le territoire de Billancourt une autre victime d'Haussmann, chassée de ce qui est devenu le parc Montsouris, la Société Anonyme des Glacières de Paris qui choisit en 1868 un secteur de Billancourt pour élever une usine de stockage de glaces, lesquelles étaient prélevées en hiver dans les lacs du bois de Boulogne et importées en été de Chamonix ou de Norvège. Les bannes en partaient livrer bouchers, glaciers, restaurants, maisons, conduites par des gros bras qui portaient les blocs accrochés par une sorte de grand compas griffu. C'est aujourd'hui le 'parc des Glacières à côté de la piscine.

#### Le retour des Prussiens en 1870
Pendant la guerre de 70, 400 000 moutons et 50 000 bœufs sont mis en pâture dans la plaine de Longchamp, détruisant le Bois mais nourrissant Boulonnais et Parisiens.
- La débâcle. Après la défaite de Sedan et le repli de dix mille soldats sur la capitale, les troupes tenant les hauteurs derrière Saint-Cloud sont déplacées derrière les fortifications, les armées prussiennes déferlent sur le nord de la France et commencent le siège de Paris le 18 septembre 1870. Elles stationnent au-dessus de Boulogne, au bois de Saint-Cucufa et sur le plateau à l'est de la forêt de Malmaison évacués par les défenseurs.
- L'exode. Les vaines offensives durant tout l'automne pour reprendre la redoute de Montretout font fuir les Boulonnais, à la suite de Gambetta qui a rejoint le gouvernement en exil à Tours dès le 7 octobre, mais sans ballon: sur les dix sept mil habitants[111] il n'en restera bientôt plus que deux mil[112]. Boulogne, situé entre les deux feux, ne subit pas le rationnement de Paris, où les discours mobilisateurs de Victor Hugo[113] consolent des menus de chiens, chats et rats[113], mais reçoit plusieurs obus. Le pont de Sèvres sert à plusieurs reprises de lieu de rencontre entre les deux camps[112]. C'est dans une telle zone de contact que le petit Stenne, comme le racontera Alphonse Daudet dans sa nouvelle L'Enfant espion, va, franchissant clandestinement les fortifications, chercher des pommes de terre. Durant le siège, l'écrivain publie une apologie de la résistance[114], qu'il titre par allusion au sacrifice de Boulogne, La chèvre de Monsieur Seguin.

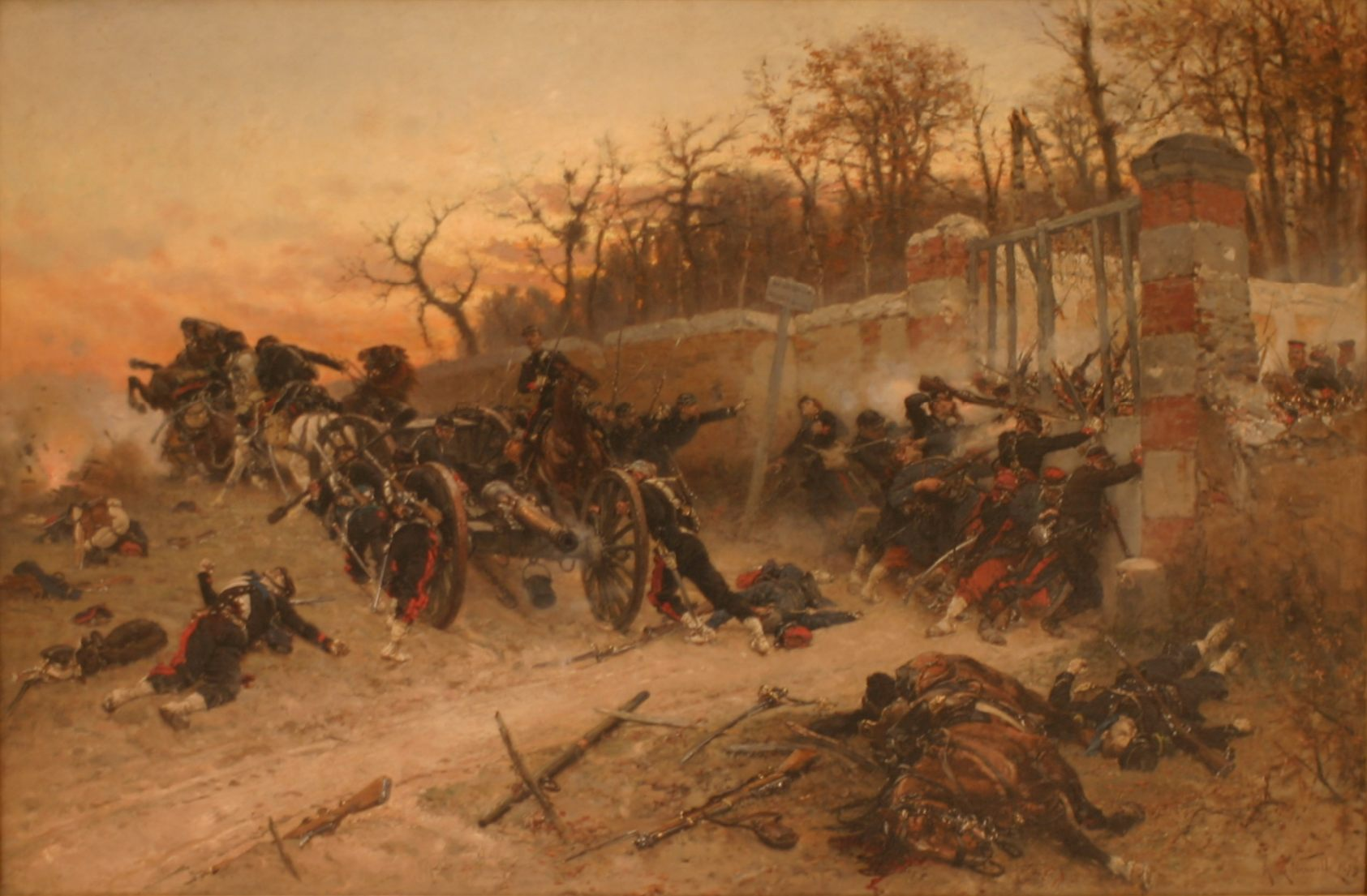
Défense de la porte de Longboyau par Neuville (1873), représentant la bataille de Buzenval au cours de laquelle les gardes nationaux boulonnais et le capitaine Couchot firent preuve d'un héroïsme dont les vainqueurs s'émurent.

- Guerre ou paix ? L'armistice, qui sera conclu à Versailles le 23 janvier avec application le 28, est négociée dans un avant-poste de communication installé dans un hôtel commercial, "À l'enseigne de Paris". Situé à l'entrée aval du pont de Sèvres, il deviendra célèbre après guerre des deux côtés du Rhin sous son nouveau nom, l'hôtel du Parlementaire[115]. Le 5 janvier 1871, les négociations n'ayant toujours pas abouti, le drapeau blanc y est abaissé[116], l'hôtel reçoit aussitôt un obus qui coupe les deux jambes d'un garde mobile et Boulogne désert est occupé. Les tirs s'intensifient jusqu'au 8 janvier[111]Le 19 janvier, les gardes nationaux montent de Boulogne à l'ultime bataille de Buzenval[117] sur les hauteurs au-delà du pont de Saint-Cloud. Parmi les centaines de soldats tués, un Boulonnais, le capitaine Couchot[118]. Le 27 janvier son éloge funèbre prononcée au cimetière de l'Est, à Boulogne, par le maire d'Auteuil Henri Martin sert d'appel à la résistance décrétée "à outrance" par la "République de 1870"[119] proclamée le 4 septembre, appel qui se concrétisera par la constitution du Comité central.
- La Commune. Dès le 29 février, suivant les habitants qui ont déjà commencé de revenir, les services municipaux, qui s'étaient repliés dans le IXe arrondissement, réintègrent leurs bureaux[111] mais un mois plus tard, les Fédérés investissent le bois. Dimanche 21 mai, Billancourt voit 70 000 des 130 000 Versaillais que commande le maréchal de Mac Mahon et qui occupent déjà Courbevoie, Châtillon et, depuis le 13 mai, Vanves, franchir sous la direction du général Douay le pont de Sèvres pour assaillir la poterne du Point-du-Jour bombardée depuis dix jours par les batteries de Montretout, du fort d'Issy et du mont Valérien simultanément. À trois heures de l'après-midi, l'ingénieur civil des Ponts et Chaussées Ducatel[note 13] sort, en agitant un drapeau blanc et en criant que le rempart est abandonné, vers les soldats, retranchés à cinquante mètres de là, du bastion sud de la porte d'Auteuil détruite depuis plusieurs jours par les obus et remplacée par une formidable barricade[120]. Il est suivi comme un parlementaire jusqu'au rempart faiblement défendu dont les "capitulards", essuyant quelques pertes, retournent les batteries et mitrailleuses vers les tireurs retranchés. Les troupes du général Douay, stationnées l'arme au pied devant les fortifications du Point du Jour, investissent alors le saillant qu'elles forment[121] puis, vers cinq heures du soir, conquièrent, traquant les tireurs isolés et fouillant les maisons, toute la zone jusqu'au Trocadéro défendue par le général Dombrowski. À trois heures du matin, le premier corps d'armée investit le bois de Boulogne et la brigade Bruat le port de Sèvres. Ce Point-du-Jour est la première goutte de la Semaine Sanglante. Les communards vaincus ou dénoncés sont aussitôt conduits à un peloton d'exécution installé à la lisière du bois dominant l'hippodrome de Longchamp sur l'emplacement de l'ancien cimetière de Boulogne[34].
- Le parti de l'ordre. Un bivouac prussien est alors établi au nord du parc des Princes, dévastant définitivement ce coin du Bois qui ne pourra être restauré que par la création, en 1873, de l'hippodrome d'Auteuil[34]. Après la guerre, de 1872 à 1879, une nouvelle campagne de restauration de l'église est entreprise, affirmant, plus modestement qu'au Sacré-Cœur, le triomphe de l'ordre catholique du gouvernement Adolphe Thiers sur la Commune soutenu par le conseil municipal monarchiste[122]. L'intérieur de Notre-Dame est orné de nouvelles peintures[123].

Le traumatisme de la défaite, et de la décennie de crise économique qui s'ensuit, sera commémoré à Boulogne jusqu'à "la revanche" par la "damnatio memoriae", les noms de rues évoquant l'Empire étant, comme dans presque toutes les communes de France, remplacés (quai du Quatre-Septembre, boulevard de la République, place Nationale, avenue Victor-Hugo), par une exaltation du souvenir en remplaçant des noms de rues insignifiants (rue de Buzenval, rue Henri-Martin, rue Couchot, rue Gallieni, rue Gambetta) et par un « pèlerinage républicain » à la colonne de Buzenval tous les 19 janvier.

### L'industrialisation: une ville d'inventeurs et d'ouvriers (1870-1918)

#### Le retour du Temps des Cerises
"Mais il est bien court, le temps des cerises où l'on s'en va deux cueillir en rêvant des pendants d'oreilles…", 1866, J. B. Clément, poète montmartrois engagé natif de Boulogne.
Sous la IIIe République, le retour à la paix emprunte le chemin de l'école municipale, une deuxième, ouverte pour les garçons à la rentrée 1874 à Billancourt, rue de Clamart.
- Construction d'un port et d'une station de baignade en amont du pont de Saint-Cloud.
- Construction des quais et d'un port à l'abreuvoir du Pirouit.
- Les guinguettes
- 1882 Construction de la station physiologique du Collège de France et création de l'Institut Marey.
- Remplacement du bac du Petit Robinson par le Pont d'Issy.
- Électrification des tramways.
- 1889 Ouverture d'un nouveau cimetière à Billancourt[125].
- 1894 Ouverture de la pépinière du Fleuriste municipal de la Ville de Paris sur un terrain alors boulonnais.
- 1894 Construction du vélodrome de Boulogne à l'emplacement exact de l'actuel stade du Parc des Princes[126].
- 1894-1896 Démolition de l'hôtel de Narbonne et construction à la place, par Alexandre Barret, architecte municipal, de la salle des fêtes, actuel TOP en remplacement du casino Dziedzic de la rue d'Aguesseau, ancien théâtre Léveillé, démoli en 1891.
- 1897 Inauguration de l'Hospice des vieillards rue des Abondances conçu par Alexandre Barret.
- 1910 Percement du boulevard de la République.
- 1911 Construction de la nouvelle synagogue.

#### L'industrie de main-d'œuvre
Hormis la tannerie Seguin, l'activité, toute développée qu'elle fut, est restée au XIXe siècle. C'est durant le Second Empire que les blanchisseries boulonnaises ont commencé à se mécaniser. Les plus riches installations acquièrent la machine à laver automatique, la machine à repasser le linge plat, la sécheuse-repasseuse… Les Boulonnais sont à la tête d'organisations de blanchisseurs, tant ouvrières que patronales. Rue de Silly s'installent les « Docks de la blanchisserie », qui vendent et louent les engins les plus modernes aux plus grandes blanchisseries, qui deviennent de véritables entreprises. La rue d'Aguesseau compte en 1901 deux cents blanchisseries, une à chaque porte. Chacune se compose typiquement, d'une façon assez semblable à celles d'aujourd'hui, d'un comptoir, d'une chaudière, d'une étuve et de bac de lavages. En 1903, les entrepreneurs boulonnais veulent organiser une exposition internationale de la blanchisserie mais celle-ci se réduira finalement à une foire locale.
1892 voit l'implantation de la première grande usine (trois cents employés) au Point du Jour, sur le quai à la limite de Paris, l'Émaillerie parisienne Odelin. Elle déménagera après la guerre entre le pont de Billancourt et la rue de Seine cédant la place à l'aluminier Gratieux qui fabriquait aussi des voitures mais pour enfants.
En 1898, elle est suivie par la Compagnie générale des omnibus (CGO), qui construit sur le domaine de la famille Gilson, entre le nouveau cimetière créé neuf ans plus tôt et la rue de Seine, une usine d'air comprimé et, à l'emplacement de l'actuelle cité de l'Avre, un dépôt de tramways. En 1913, l'air comprimé est remplacé par l'électricité de la CGEE, Compagnie générale d'énergie électrique. La magnifique usine peut encore aujourd'hui être admirée depuis le quai.
Pour faire face aux besoins de main-d'œuvre, la IIIe République, dont la croissance démographique est faible, fait mener par l'armée de violentes campagnes de recrutement dans ses colonies. Les "indigènes", terme officiel désignant la majorité des habitants privés de citoyenneté, sont engagés volontairement aux frais de la République et parfois, sinon souvent, raflés et déportés de force comme au temps des galères de Louis XIV. C'est grâce à ce type de recrutement que Louis Renault peut casser en 1913 la grève provoquée par la création de la première chaîne de montage. Il reçoit alors un contingent de paysans chinois qu'il déverse plus qu'il ne loge dans des baraquements dressés aux alentours de son usine. Cette facilité et la gestion conflictuelle du personnel qui s'ensuivit causera à Renault deux torts : la prééminence de Ford qui, au contraire, sut développer un marché auprès des familles de ses employés et la nationalisation en 1945 consécutive à son assassinat en prison.

#### Les fous de vitesse
Cette époque voit aussi l'arrivée de nombreuses industries mécaniques et notamment plusieurs entreprises pionnières de l'aviation, avec l'installation de Louis Blériot, Gabriel Voisin, Émile Salmson en 1896, Henry Kapférer, Robert Esnault-Pelterie, Dassault, les frères Farman…
Beaucoup de ces ateliers trouvent à Boulogne, outre la proximité de Paris et l'espace qui manque à celui-ci, la main-d'œuvre féminine formée par la longue tradition de la blanchisserie et des manufactures telle celle de Seguin. Ces femmes s'assurent une condition sociale inespérée par des travaux minutieux tels que ceux du montage ou par exemple l'entoilage des carlingues.

#### Renault

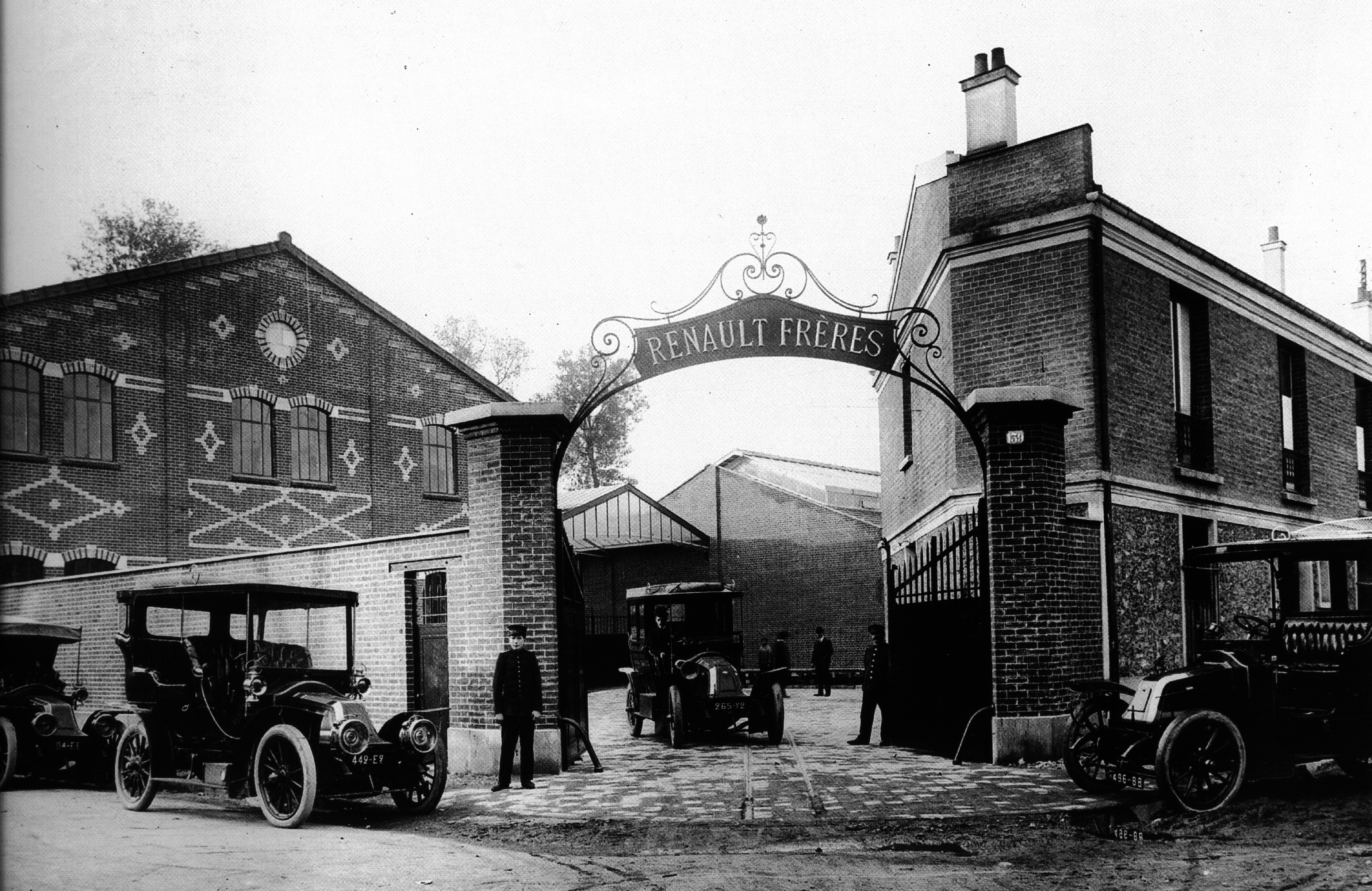
L'usine des frères Renault.

Vers 1868, Alfred Renault, bourgeois parisien enrichi grâce au commerce de tissus et de boutons, acquiert une résidence secondaire comprenant une maison de deux étages entourée d'un vaste parc, 10, rue du Cours (actuelle avenue Émile-Zola) . Il y meurt en 1892. Son fils cadet Louis, alors âgé de 15 ans, connaît une scolarité laborieuse. Il délaisse les études par manque d'intérêt, et se passionne pour la mécanique, particulièrement pour l'automobile. Il aménage à Billancourt, dans une resserre de la propriété familiale, un atelier de fortune. Il y invente la boîte de vitesses et à la fin de l'année 1898, adapte celle-ci à une première voiturette, qu'il essaye sur les quais de Seine boulonnais. Louis fonde la société « Renault frères », avec ses deux frères Marcel et Fernand. En 1900, elle produit cent quatre-vingt-dix-sept voitures.
À partir de 1902 et en quelques années, les frères Renault vont étendre leurs ateliers dans Billancourt, jusqu'à constituer plusieurs usines, et cela malgré les nombreuses servitudes qui pesaient sur le quartier (les manufactures et autres bâtiments bruyants étaient prohibés). En 1907, la production atteint mil cent quatre-vingt-dix-sept véhicules. À la veille de la Première Guerre mondiale, « Les automobiles Renault », ainsi renommées à la suite de la mort de Marcel et de Fernand, emploient 4 400 salariés et occupent un domaine foncier de 135 825 m² où sont fabriqués les futurs taxis de la Marne.

#### Crue de 1910
Durant la crue de la Seine de 1910, Boulogne-Billancourt est inondée comme les villes voisines situées le long du fleuve. Le 29 janvier, le quotidien L'Intransigeant écrit : « Toutes les maisons sont évacuées. Le parc de Saint-Cloud est complètement envahi ; l'île Seguin a disparu sous les eaux ». Le même jour, Le Journal fait état de la construction de passages sur pilotis, de l'aménagement en dortoir des salles de justice de paix et du gymnase municipal pour loger les sinistrés et de la distribution de vivres. Des photographies témoignent de l'inondation du rond-point Rhin-Danube et du quai du 4-Septembre. La route départementale 1 est fermée à la circulation jusqu'à ce qu'elle soit déblayée et remise en état.

#### La zone industrielle
Jusqu'à la veille de la guerre, Boulogne se couvre d'ateliers qui produisent les objets les plus modernes mais qui n'ont rien de modernes eux-mêmes. Ce sont des hangars souvent en bois, au mieux en briques avec des charpentes métalliques et des verrières sales dans lesquels l'organisation à tout d'une manufacture du XVIIIe siècle (on peut encore voir un vestige de cette architecture industrielle typique derrière l'usine LMT et derrière l'école maternelle Billancourt où elle a été réhabilitée par les studios Puma). La guerre va transformer toute la vallée de la Seine à l'ouest de Paris en aval du pont Mirabeau, depuis les usines Citroën de Javel, qui y produisent des bombes, et les ateliers du matériel de l'Armée dans l'île Saint-Germain jusqu'au port d'Argenteuil en passant par les usines d'aviation, futur Aérospatiale Dassault, à Suresnes. Les quelques grands fournisseurs de l'armée consacrent la vocation industrielle des terrains qui les entourent de sorte qu'après guerre les quais ne seront plus qu'une longue voie d'entrepôts d'une trentaine de kilomètres, quelque peu discontinue, investie par les hangars du moindre artisan ou commerçant parisien. L'économie de guerre donne figure au futur département des Hauts-de-Seine avec en son centre Billancourt.
Les commandes de l'armée donnent les moyens et obligent les usines de Boulogne à s'adapter pour produire à haute cadence des carlingues d'avions, des chars, des moteurs, des pièces mécaniques… Au sortir de la guerre, Boulogne présente schématiquement un clivage en trois zones, l'îlot résidentiel du Parc des Princes au nord-est, les habitations ouvrières au centre autour du boulevard Jean-Jaurès depuis le parc du château jusqu'à au-delà de la place Marcel-Sembat, une large zone industrielle qui court sur quatre cents à neuf cents mètres de profondeur le long de la Seine entre le pont de Saint-Cloud et la porte du Point-du-Jour. On y trouve successivement, déjà implantées avant guerre et employant, hormis le laboratoire REP, plusieurs dizaines et pour la plupart plusieurs centaines d'ouvriers chacune, les usines :
- Sanka, 54 quai de Boulogne[136] en amont du pont de Saint-Cloud, remplacé après guerre par une résidence arborée.
- Les ateliers municipaux
- Laboratoire REP
- Société Astra de Constructions Aéronautiques de dirigeables)
- Farman, futur Air France après sa réunion avec la "Crevette"
- Voisin
- L'entrepôt d'Octobon (société des salines de Dombasle avant 1881), rachetées par l'Anglais Cérébos en 1939, détruit par le bombardement du 3 mars 1942 (emplacement de l'actuelle sous-préfecture).
- Renault qui s'étend continûment sur deux kilomètres de la rue Galliéni au pont de Billancourt
- Les glacières de Paris
- La biscuiterie Deulot, entre le 24, rue de Meudon et la rue Nationale[136] (actuel foyer pour travailleurs immigrés).
- Salmson
- CarnaudMetalbox, rue Danjou (entre autres, actuel Centre Henri-Piéron)
- Le Coq Gaulois, à l'emplacement de l'actuel stade de la rue de Seine
- Maitre Frères, une des trois premières usines du fabricant de confitures et de conserves, resté célèbre auprès des collectionneurs, remplacé au 70, rue du Point-du-Jour en 1970, après presque un siècle d'activité, par une résidence.
- L'Émaillerie parisienne en bas de la rue de Seine
- La Compagnie générale d'entreprises électriques (CGEE), transformateur haute tension et bureau d'ingénierie toujours en place sous le nom d'EDF
- La Compagnie générale des omnibus sur l'emplacement de l'actuel square de l'Avre
- La Compagnie de vidange Richer puis Compagnie de vidange Moritz sur la partie est de l'actuel cimetière de Billancourt
- Gratieux, à cheval sur Paris et Boulogne après la spoliation de 1929, à l'emplacement de l'actuel du stade Pierre-de-Coubertin entre l'avenue des Moulineaux (Pierre Grenier et Georges Lafont) et la rue du Point-du-Jour

Le dispositif se complétera d'établissements nouveaux après guerre :
- Le Matériel Téléphonique (LMT) en 1925, qui employait trois ans plus tard 3 400 personnes.
- les studios de Billancourt la même année dans un bâtiment de la compagnie Moritz près de la Seine
- l'usine O (construction aéronautique)[137], à l'emplacement actuel de TF1 et Bouygues Telecom, de la rue du Point-du-Jour jusqu'à la Seine,
- les ateliers de la compagnie du chemin de fer métropolitain de Paris (CMP)

Les établissements industriels n'étaient cependant pas tous implantés dans cette zone compacte le long de la Seine, telle l'usine de Van Houten & Zoon qui fabriqua entre 1919 et 1958 du chocolat en poudre à l'angle de la rue Lazare-Hoche et de la rue de l'Est, où se trouve l'actuel siège de Spie Batignolles TPCI.

### L'essor industriel et culturel dans l'entre-deux-guerres
Privés des crédits de guerre, les ateliers se transforment en fabricants nationaux à débouchés internationaux grâce au développement des services (par exemple l'invention du concept de passager aérien), aux gains de productivité (fordisme) et à une main-d'œuvre bon marché (l'immigration). C'est l'industrialisation de la commune qui provoque l'afflux désormais spontané de cette main-d'œuvre. D'à peine plus de 60 000 en 1923, leur nombre passe à 97 379 au recensement de 1936. Derrière cette massification patente, Billancourt voit s'inventer des procédés industriels, des techniques commerciales, des modes de gestion qui restent dans les détails inconnus du grand public mais détermine le mode de vie des « temps modernes ». Urbanisme à vocation sociale et architecture moderne marquent cette époque.

#### Billancoursk
Dès 1910, Louis Renault est le second industriel à mettre en œuvre le fordisme qu'il a découvert cette année-là au cours d'un voyage d'études fondamental auprès d'Henry Ford. Rejetée par les ouvriers qui suscitent des grèves dès 1913, la méthode oblige de recruter une main-d'œuvre immigrée chinoise qu'on loge dans des baraquements. La mobilisation de ces Chinois sur les tranchées de la guerre de 14-18 libère ces baraquements pour une partie des quelque quarante-cinq mille émigrés russes blancs fuyant à Paris la Révolution de 1917. Renault profite de cette nouvelle main-d'œuvre conservatrice et endurcie, issu des milieux les plus cultivés francophones.
Pendant la guerre, Louis Renault, qui fournit l'armée en chars, cherche à s'approprier les voies municipales où sont implantées ses usines. À partir de 1919, il commence l'acquisition, et le rehaussement, de l'île Seguin. En 1920, les hangars s'étendent sur cinq hectares. Un double conflit s'engage alors : avec les particuliers, dont Renault cherche à s'approprier les terrains ou les habitations qu'il ne possède pas encore, d'une part ; et avec la ville de Boulogne, qui refuse de déclasser les rues de Billancourt et de les céder entièrement à Renault, d'autre part. Cette affaire agitera la commune jusqu'en 192], date à laquelle Boulogne se résoudra à vendre toutes les voies englobées dans l'usine.
Déchus de leur nationalité en 1921, sans-papiers, parce que refusant le statut d'apatride qui interdit le travail, donc dociles, les Russes acceptent les dix heures quotidiennes du geste répétitif et sont traités de jaunes. La NEP autorisant l'émigration à partir de 1922, ils sont en 1926 environ deux mille, anciens soldats ou officiers de l'armée Wrangel, petits fonctionnaires ou diplomates expulsés au cours de campagnes de purge, installés dans un Billancourt devenu une « ville francorusse » où ils maintiennent au travail comme au logis leurs liens hiérarchiques du temps de l'exil. Cinq ans plus tard, en 1931, ils sont environ quatre mille. Ils composent alors vingt pour cent de l'effectif ouvrier des usines Renault. Une civilisation russe, à laquelle ces émigrés, ou du moins leurs anciens dirigeants, veulent à tout prix donner une chance de survie, se développe autour de l'église orthodoxe, d'une université populaire, du gymnase (école maternelle, primaire, collège et lycée) financé par Lady Lydia Detterding et abrité par la princesse Zénaïde Youssoupoff dans son hôtel particulier du grand-duc Paul Romanoff (origine du collège Dupanloup), des vitiaz ou des sokoli (scouts russes), des associations de cosaques, des restaurants, des épiceries, des coiffeurs et des médecins russes… En 1935, ils ne sont plus que trois cents à travailler chez Renault. Politiquement divisés sur les causes de leur ruine, l'évolution de la Russie et leur avenir dans ce pays, ils se sont reclassés, en chauffeurs de taxis, en figurants des studios de cinéma de Boulogne, en cuisiniers, en précepteurs, en professeurs de musique, mais « Billancoursk » durera jusqu'après guerre.
Renault continue jusqu'à la Seconde Guerre mondiale à étendre ses usines dans la partie sud de Boulogne, chassant les quelques industries et blanchisseries d'une dernière parcelle dans le quartier du Point-du-Jour. Son expansion culmine avec la construction du « paquebot », initiée en 1929, de l'île Seguin : le célèbre pont, qui sera franchi par des milliers d'ouvriers allant ou revenant, construit par l'entreprise Daydé en 1928 est prolongé en 1931 par le pont Seibert et l'île est transformée en un unique et gigantesque bâtiment abritant les chaînes.

#### L'œuvre d'hygiène sociale d'André Morizet
Au sortir de la guerre, Boulogne, hormis le parc des Princes, loge sans en avoir la capacité les ouvriers de Billancourt. Les plus pauvres logent dans des taudis, les plus installés dans d'innombrables hôtels meublés miteux. L'"eau et gaz à tous les étages" est un luxe. L'eau se prend à une pompe unique dans la cour au fond de laquelle un même immeuble partage les latrines. La toilette se fait le plus souvent dans une bassine devant l'évier. Le linge sèche aux fenêtres ou dans la cour. Comme aujourd'hui dans les villes du tiers monde, la tuberculose, cette « maladie de la pauvreté », le plus souvent non diagnostiquée, est endémique.
La ruine causée par les Allemands ne permet pas aux propriétaires d'entretenir correctement leurs immeubles ou leurs boutiques dont les façades donnent à Boulogne un visage de misère grise accentuée par la pollution industrielle dans laquelle l'enfance peut malgré tout être heureuse. Si certaines belles demeures bourgeoises, telles le pavillon de rendez-vous "de chasse" du marquis de Castéja devenue école des Ursulines de Chavagnes en 1896 ou la villa Marguerite, entre la rue de Bellevue et la rue Silly, subsistent entre les usines ou les immeubles de rapport, les arrière-cours se construisent de cabanons en carton bitumé. Le nord de Boulogne abrite tout un quartier déclaré insalubre dont les propriétaires, interdits d'habiter mais inexpulsables, deviennent leurs propres squatters.
C'est, mais pas seulement, par les services à l'enfance que l'action sociale de l'équipe d'André Morizet atteint les familles boulonnaise. Elle se concrétise par plusieurs nouveaux services municipaux :
- les deux crèches de Boulogne et de Billancourt ;
- les deux bains-douches municipaux de Longchamp et de la rue Danjou ;
- la transformation du sanatorium du Dr Paul Sollier en l'hôpital de l'AP-HP Ambroise-Paré (à l'époque, place Haute-du-Forum) ;
- la modernisation et le doublement de l'hospice des Abondances;
- la polyclinique scolaire (dispensaire gratuit pour tout Boulonnais)
- le préventorium pour enfants du docteur Albert Bezançon sur les hauteurs boisées de Sèvres;
- le ponton de natation (piscine couverte sur la Seine), quai du Quatre-Septembre;
- les ateliers municipaux (soixante ouvriers) ;
- le garage municipal incluant un service d'incendie, des ambulances et douze camions à benne à ordures basculantes;
- le patronage laïc;
- les colonies de vacances municipales.

À cela s'ajoute 126, boulevard Jean Jaurès un foyer de réinsertion pour femmes délinquantes et pour prostituées animé anonymement par des femmes bénévoles issues du milieu le plus élevé sous la direction de Marcelle Géniat, l'Œuvre de Préservation et de Sauvetage de la Femme, ex Œuvres des Libérées de Saint Lazare, dont la trentaine d'élèves pensionnaires suscita à l'automne 1936, en s'évadant à la suite des grèves des grèves de mai, une campagne de presse haineuse.

#### La «ville moderne»
En 1919, la certitude pacifiste du « plus jamais ça » après la Grande Guerre entraîne allègrement la démolition des fortifications par l'ingénieur Dausset et l'aménagement de la Zone, ouvrant enfin Boulogne à Paris. Simultanément, la spoliation du fonds des Princes (actuel terrain de Roland-Garros) au profit de la ville de Paris est prise par une décision unilatérale du gouvernement mais ne sera exécutée qu'en 1926. La population croissant rapidement (de 68 000 à 97 000 habitants de 1921 à 1936), l'adaptation des infrastructures s'impose. Le maire de l'époque, André Morizet, élu pendant plus de 20 ans à la tête de la municipalité, profite de son long mandat pour doubler ses actions sociales par un plan d'urbanisme sans précédent. Son ambition, qui sera avortée par la guerre, est, tout en restant pragmatique, de construire, dans ce que les urbanistes contemporains appellent une « ville nouvelle », une société au service de l'enfance, de la santé, de la culture et de l'épanouissement social, ce qu'il nomme lui-même "la ville moderne" par opposition au "grand village" qu'était devenue l'accumulation de petites maisons.
L'assainissement urbain des Menus et de Billancourt entrepris, les accès routiers vers Paris et le reste de la région parisienne sont améliorés. L'automobile étant construite mais pas possédée (point sur lequel Louis Renault ne suit pas son maître Henry Ford, lequel fait de ses ouvriers des clients) par la plupart de ses électeurs, André Morizet est conscient de l'importance des transports publics. En février 1934, Boulogne-Billancourt est la première ville à l'extérieur de Paris à recevoir le métro, grâce au prolongement de la ligne 9. L'attractivité de Boulogne en fut très fortement augmentée, la vente d'appartements, l'implantation d'entreprises ou l'installation de parisiens trouvant d'un coup un argument déterminant dans la proximité d'une station. Le concept de "Petite Couronne" désignant les banlieues assimilées au tissu urbain de la métropole, trouvait la démonstration de sa pertinence.
Outre les nombreux services sanitaires, scolaires, culturels et sociaux élaborés, leurs infrastructures sont construites pour accueillir les nouveaux bénéficiaires. Cet actif compte :
- le centre administratif de Boulogne et Billancourt réunis comprenant la mairie, l'hôtel de la Poste, le « Centre d'Hygiène Sociale » (actuel hôtel de police) ;
- l'axe boulevard de la République-avenue André-Morizet et le prolongement de la ligne de métro no 9 ;
- le percement du tunnel de Saint-Cloud, la construction de l'autoroute de l'ouest (travaux présidé par A. Morizet) et du pont de Saint-Cloud (1937-1940) ;
- les deux groupes scolaires Jean-Baptiste Clément et Ferdinand Buisson au nord et au sud des usines Renault ;
- la « cité ouvrière » du square de l'Avre attenante à ce dernier ;
- les immeubles « HBM » à l'angle de la rue Liot, ceux de l'angle de la rue Danjou et celui du bout de la rue de la Pyramide ;
- les cités résidentielles de la France Mutualiste, de la Porte de Boulogne, de la Tourelle ;
- le square Henri Barbusse au bout de la rue des Quatre-Cheminées.

La guerre égarera les projets visionnaires élaborés par Le Corbusier de "grand place" à la flamande devant la mairie et de « banlieue radieuse » sur les vingt-huit hectares de la tête du pont de Saint-Cloud (26 000 habitants dans 5 500 logements).

#### L'art des années 1930
L'essor soutenu par André Morizet en fait un pôle d'attraction pour les arts et les années 1930 sont un « âge d'or » pour Boulogne-Billancourt, alors siège d'une intense activité créative et d'un bouillonnement culturel dans de nombreux domaines : peinture (Marc Chagall, Georges Sabbagh…), sculpture (Paul Landowski, Bernard…), arts décoratifs, architecture (Tony Garnier, Le Corbusier…) qui fait aujourd'hui l'ornement de la cité. Le nouvel hôtel de ville dessiné par l'architecte Tony Garnier, conçu par André Morizet et réalisé par Jacques Debat-Ponsan, sorti de terre en 1934 et aujourd'hui classé monument historique, est le symbole du patrimoine architectural boulonnais. Abritant alors musée, bibliothèque, archives, imprimerie, et service dactylographique ultra moderne, il se voulait aussi le symbole d'une société « tout pour le citoyen ».
Pour la Bibliothèque municipale de Boulogne-Billancourt, le chartiste Armand Boutillier du Retail, un ami du maire, recommande Georgette de Grolier, fondatrice en 1933 de la Revue du livre et des bibliothèques et le 18 août 1936 de l'Association pour le développement de la lecture publique, dont l'objet est de créer, avec la faveur de Léo Lagrange et Marc Sangnier, un réseau qui mette en œuvre la méthode développée par l'Association américaine des bibliothécaires scolaires (en). Elle crée l'établissement en 1938 et le dirigera jusqu'en 1960.
D'autres secteurs d'activités que la mécanique s'épanouissent à Boulogne. Déjà en 1911, le céramiste Raoul Lachenal, (1885-1956) avait quitté la faïencerie paternelle d'Edmond Lachenal pour fonder sa propre fabrique de porcelaine, de faïence et de grès dans la commune. Grâce au richissime humaniste Albert Kahn, Boulogne devient le centre de référence mondial de la photographie.
L'industrie cinématographique y voit le jour dès 1908 avec le premier studio de production l'Éclipse, auquel succèdent en 1925 les studios de Billancourt (aujourd'hui remplacé par Canal+), doublés en 1942 par les studios de Boulogne. Ce qui industrialise cet art, c'est, outre la création de réseaux de salles de cinéma, sa transformation, dans ces studios, en art populaire grâce à des producteurs et des réalisateurs résidents à Boulogne tels qu'Abel Gance, qui y tourne Napoléon ou Marcel Pagnol. Comme Balzac un siècle plus tôt trouvait dans les Mémoires boulonnaises de sa vieille maîtresse les figures de ses personnages du baron de Nucingen (Rothschild) et autres Birotteau spéculant sur l'urbanisation, Jean Renoir a pu y croiser ses Raffenstein et Boëldieu dépassés par un monde moderne.

#### Le cœur du syndicalisme ouvrier
Les artistes des années 1930, quelles que furent leurs positions politiques, sont indissociables de leurs préoccupations sociales ou humanistes qu'ils expriment dans leurs œuvres, que ce soit leurs réalisations architecturales, leurs sculptures monumentales ou leurs films. Le maire de cette époque lui-même, André Morizet, l'ami des Landowski, l'intime des Debat-Ponsan, défilait en tête des manifestations ouvrières. Boulogne accueillait une maison des syndicats, détruite par les bombardements[Quand ?].
En parallèle de cette forte activité artistique et culturelle, soutenue entre deux chantiers publics par les commanditaires des hôtels particuliers, Boulogne-Billancourt est en effet une importante ville ouvrière, secouée au XXe siècle par de grandes luttes sociales ponctuées par des grèves dont certaines sont restées célèbres : 1913, 1917, 1934, 1936. Il semble que c'est lors de cette première grève de 1913 contre l'imposition de méthodes fordistes qu'apparut l'expression politique qui fera florès dans les journaux « Il ne faut pas désespérer Billancourt », signifiant pour les gouvernements de ne pas prendre des mesures trop défavorables aux classes ouvrières ou jugées comme telles par ces dernières. Billancourt est resté jusqu'au choc pétrolier et même les années 1980, le symbole de la classe ouvrière.

### La Seconde Guerre mondiale

#### Drôle de guerre
Les Rothschild, famille de banquiers juifs, fuient en Grande-Bretagne en 1939, sous la menace allemande grandissante, abandonnant définitivement leur château du nord-ouest de la ville, aujourd'hui encore en ruine. Dès août 1939, avant même la déclaration de guerre à l'Allemagne, la France prescrit « le rassemblement dans des centres spéciaux de tous les étrangers ressortissant de territoires appartenant à l'ennemi ». Aussi, quand l'Allemagne envahit la Pologne en septembre, le gouvernement entreprend l'arrestation de plusieurs milliers de réfugiés allemands ou autrichiens. Certains sont dans les débuts regroupés boulevard d'Auteuil, au nord de la ville, afin d'être parqués dans le stade Roland-Garros.
Le 3 juin 1940, la Luftwaffe bombarde les usines Renault faisant des dizaines de morts. Les parisiens se pressent sur les routes pour échapper aux troupes allemandes, arrivées aux portes de la capitale. La mairie de Boulogne-Billancourt prépare l'évacuation de ses bureaux, mais deux artilleurs s'empareront de la camionnette et s'enfuiront vers Sully-sur-Loire. Le 14 juin 1940 les nazis entrent dans un Paris déclaré « ville ouverte » et y défilent le jour même. Ils passeront par Boulogne, en empruntant l'avenue Édouard-Vaillant, de Paris au pont de Sèvres. Dès lors, la capitale sera sous occupation allemande jusqu'en 1944.

#### Occupation
Les Allemands s'installent progressivement. Les réquisitions porteront au total sur plus de cent bâtiments à Boulogne, qui compte alors plus de 97 000 habitants. Plusieurs haut-gradés nazis occuperont les belles demeures du quartier des Princes (c'est par exemple le cas avenue Robert-Schuman, rue Gutenberg ou rue des Pins). La ville est rattachée en août 1940 à la Kreiskommandantur de Montrouge jusqu'au 7 juillet 1943, puis à la Feldkommandantur de Neuilly-sur-Seine. André Morizet refusera, jusqu'à sa mort le 30 mars 1942, de manifester le soutien d'un « Boulogne-Billancourt occupé mais pas soumis » au maréchal Pétain.
Du 1er juillet 1940 au 19 août 1944, les Allemands installent l'état-major de la Kriegsmarine dans la propriété des Rothschild d'où ils renvoient le régisseur. Les œuvres d'art, meubles, tableaux, statues, la collection de potiches japonaises, sont envoyées en Allemagne. L'installation de ce haut commandement préservera le château et le parc jusqu'à la Libération. En revanche la synagogue, transformée en écurie, et l'école juive de la rue des Abondances seront dévastées en 1943 par les nazis.
Dans les nouveaux studios de Boulogne, la compagnie allemande Continental reprend la production cinématographique dès septembre 1940 sous la direction de l'ambigu Alfred Greven et réalise quelques chefs-d'œuvre au nez du ministre de la Propagande Goebbels. Presque simultanément, les studios de Billancourt reprennent leur activité interrompue en 1939 sous la direction de Georges Girardot.

#### Résistance
À la suite des décrets des 16 et 22 juillet 1940 portant annulation des naturalisations effectuées par le gouvernement de Léon Blum, la propagande anti-juive est rapidement mise au point par le gouvernement et on constate dans la ville les premières actions contre les magasins juifs. Ainsi, le 3 octobre 1940, jour de la promulgation du statut des juifs, la synagogue de la rue des Abondances est saccagée par des inconnus venus de Paris. Plusieurs groupes de résistants, notamment chargés de faire passer la ligne de démarcation à des prisonniers évadés, sont organisés clandestinement par des membres de l'équipe municipale dont André Morizet, Pierre Grenier, Henri Mas. Les habitations à bon marché, HBM (aujourd'hui HLM) de l'avenue des Moulineaux (aujourd'hui avenue Pierre-Grenier) constituent un « vivier de militants communistes » qui organiseront plusieurs actes de résistance active jusqu'à la Libération, ce qui leur vaudra en août 1944 quelques coups de canons tirés de l'île Saint-Germain tuant plusieurs FFI. Dans les usines Renault de Billancourt, dont tous les postes sont sous le contrôle d'un Allemand, naissent également trois groupes de résistance.
- Les syndicalistes communistes, comme Yves Kermen, recrutent des adhérents de la main-d'œuvre immigrée, des militants de la Jeunesse communiste et des membres du service d'ordre du Parti communiste, pour constituer les FTP. L'appel du 10 juillet 1940 de Jacques Duclos, le jour même du vote des pleins pouvoirs à maréchal Pétain, provoque la création dans l'usine de comités (en russe soviet) qui, sous prétexte de défendre les intérêts salariaux mobilisent les ouvriers face aux syndicats maréchalistes puis organisent des actes de sabotage contre la production allemande de véhicules[165].
- À partir de 1941, se développe une branche de l'Organisation civile et militaire (OCM), constituée dans des cadres proches des milieux patronaux[166]. L'OCM entrera en contact avec le BCRA qui le fera entrer dans la mouvance Libération-Nord. Début février 1942, soit quelques mois avant d'être arrêté, torturé puis déporté par la Gestapo, Louis François, professeur de géographie et ancien officier du chiffre au sein de la 4e division cuirassée du colonel De Gaulle opérant dans le réseau d'espionnage Confrérie Notre-Dame du colonel Rémy, fait transmettre au Ministère de l'Air à Londres le plan complet des usines Renault en précisant ce qui y est produit: Panzers II et III et pièces détachées pour Panzer IV. Les bombardements de Billancourt seront décidés là par Churchill.
- Le groupe Libération-Nord s'implante dans les usines en octobre 1942. Il contribue au sabotage des chars allemands en réparation et tentera le 4 juin 1944 la destruction de l'usine, imposée par Londres[166].

Plus informellement, et aussi plus communément, Michel Leiris, en contact avec le groupe du musée de l'Homme sans y adhérer, pour préserver les intérêts de la galerie Simon et par crainte de parler sous la torture, vient en septembre 1940 prendre la garde de l'appartement, rue de l'Ancienne-Mairie, de ses beaux-parents, les Kahnweiler déchus de leur nationalité, pour libérer son appartement parisien de la rue Édouard-Poubelle où il cache sa collègue, la linguiste Deborah Lifchitz qui sera toutefois arrêtée par la police française le 21 février 1942, quelques mois après s'être réfugiée dans l'appartement boulonnais.
Dans les jours qui suivent la rafle du Vel'd'Hiv, fin juillet 1942, Maurice Brasdu, curé de la paroisse Sainte Thérèse de l'Enfant Jésus, 62, rue de l'Ancienne-Mairie, cache dans un appartement loué à son nom deux familles persécutées que lui adresse son évêque Monseigneur Brache. Ce sont Ahuva Frida, belle-sœur du secrétaire du pasteur Henri Roser, sa fille, sa mère, Madame Karpen, sa demi-sœur et son beau-frère Frida et Maurice Berkovitz, ainsi que leur fille. Le pasteur et le prêtre se relaient pour apporter les vivres et éviter aux familles de prendre le risque de sortir. Quand il est jugé plus prudent de fuir à la campagne, Monseigneur Brache, qui s'est lui-même réfugié dans la clandestinité à Boulogne, les adresse à deux moniales, qui les aideront à s'installer, contribuant ainsi à leur survie jusqu'à la Libération.

#### Déportations
Après la mort d'André Morizet, la nouvelle municipalité présidée par Robert Colmar, nommé par un arrêté du gouvernement en avril, entre ouvertement dans la collaboration. En 1942, la construction du centre d'hygiène, qui abrite aujourd'hui le commissariat, imaginé par Tony Garnier, est gelée par une ordonnance allemande. Les arrestations de juifs et de résistants s'intensifient. Les 16 et 17 juillet 1942 a lieu la rafle du Vel' d'Hiv. La police française seule rassemble les personnes arrêtées, qui comptent, à la différence de la rafle de l'automne 1941, des femmes et des enfants, dans le sous-sol de l'hôtel de ville, qui abritait à l'époque le commissariat, avant de les envoyer par camions à Drancy, d'où la plupart des raflés de ce jour seront déportés en Allemagne sans délai.
On ne sait précisément combien de Juifs boulonnais seront arrêtés, un grand nombre étant sans-papiers, soit qu'ils furent immigrés clandestins soit qu'ils furent déchus de leur nationalité française. Cependant, une circulaire du directeur de la police municipale prévoit le 13 juillet l'arrestation de 96 juifs adultes. Les témoignages évoquent au moins deux allers et retours par jour pendant plusieurs jours d'un convoi de nombreux camions soit plusieurs centaines de gens, beaucoup plus que ce que les recensements d'après guerre réussiront à comptabiliser de la seule population boulonnaise : Boulogne a servi de centre de rassemblement pour d'autres communes. La mairie de Boulogne, du fait de l'importance de la main d'œuvre immigrée, a été un important centre de déportation.
Le bilan pour Boulogne seul est incertain et non exhaustif. Sur les quelque deux cents membres de la communauté juive boulonnaise, on a comptabilisé 188 juifs déportés, dont dix sept enfants de trois à seize ans scolarisés et seulement trois survivants connus à ce jour. 91 ouvriers de Renault ont été déportés pour faits politique dont 75 survivants et 12 morts connus. 70 Boulonnais (hors employés de Renault) l'ont été pour faits politiques dont deux survivants et 25 morts connus. Certains habitants ou commerçants l'ont été sur dénonciation par leurs voisins.

#### Bombardements
La ville subit en 1942 et 1943 de violents bombardements anglo-américains, qui visaient les usines Renault, alors sous contrôle allemand.

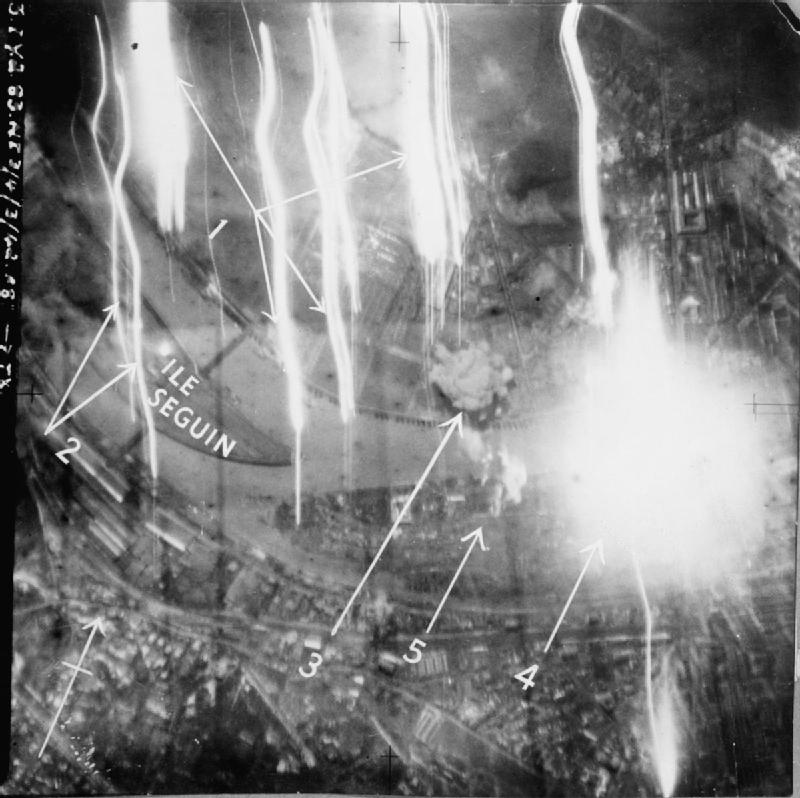
Bombardement des usines Renault opéré le 3 3 1942 par la Royal Air Force. Les traits lumineux sont des fusées éclairantes.

- Le premier bombardement a lieu le 3 mars 1942 de 21h à 23h, par la Bomber Command de la RAF. 220 appareils de toutes les escadres de Sir Charles Portal larguent 475 tonnes de bombes (une bombe peut faire 300 kg.). La veille, Louis Renault fêtait avec pompe le millième char livré. Plusieurs bâtiments de l'usine sont détruits. Le nombre de victimes au sein de l'usine Renault (7 tués et 6 blessés) est faible, mais la population alentour est durement touchée, jusqu'au Vésinet[177]. Elle n'avait pas saisi la nécessité de suivre les instructions de gagner les abris imprimées sur les milliers tracts jetés par avion la veille ou avait trop confiance dans le souci de précision du tir affiché par les Anglais : « Frapper fort, viser juste ! » Parmi les quelque 600 morts et 1500 blessés[178], on compte soixante-six enfants et les malades de l'ancien sanatorium Sollier, devenu en 1921 hôpital Ambroise-Paré, reconstruit depuis dans la cour du château Rothschild. À Paris, on monte sur la butte Montmartre pour applaudir patriotiquement le bombardement[179]. Le pont de Sèvres est touché. D'autres erreurs de ciblage touchent des localités plus à l'ouest, dont Le Pecq qui déplore 47 morts[180].
Le lendemain, la propagande vichyste organise l'émotion nationale par des discours radiophoniques de Pétain et Henriot, une journée de deuil national et une cérémonie à Notre-Dame de Paris suivie le 7 d'un immense défilé de la foule choquée à la Concorde. La presse distribue des reportages photographiques et relaie[181] le premier acte d'engagement collectif des intellectuels collaborationnistes[182] contre « l'esprit anglais ». Bien que la population était parfaitement lucide quant à ses motifs, ce bombardement a été un choc parce qu'il était le premier à être effectué loin des côtes. Le mode opératoire, « la méthode Harris », fait école dans l'aviation alliée.
- En juin 1942, la production des usines Renault a repris son cours et la population se doute que de nouveaux bombardements vont se produire. Le dimanche 4 avril 1943, ce sont les Américains qui lancent un raid de 88 appareils de la Huitième Air Force, larguant 250 tonnes de bombes en un seul passage à 400 m d'altitude, une minute après le déclenchement de l'alerte. Les piétons sont fauchés par le seul souffle. Le bilan est de 357 morts et 519 blessés, plus cinq cents immeubles atteints, dont l'hôpital Ambroise-Paré, rue Castéja. Si la voûte du métropolitain n'avait pas été touchée en 1942, il n'en est pas de même ce jour-là, où des voyageurs, descendant d'une rame qui venait d'arriver à la station Pont de Sèvres, périrent sur place, écrasés ou brûlés. La qualité des abris et la quantité des places prévues ne correspondaient absolument pas à l'efficacité des armes modernes. Cette impéritie face à une situation désormais prévue a pour effet de porter le discrédit sur la toute nouvelle municipalité maréchaliste. Le métro servira néanmoins d'abris pour nombre de Boulonnais durant les alertes, notamment à Marcel-Sembat, où des milliers de personnes stationnaient certains jours devant les bouches de métro afin d'y pénétrer[183]. Le pont de Sèvres est de nouveau endommagé sans en interdire le franchissement et devra être reconstruit en 1962.
- Le 3 septembre 1943, les bombes destinées à l'usine O de Renault tombent à Auteuil[125] . Un nouveau raid est lancé le 15 septembre 1943 par 81 appareils qui larguent 250 tonnes de bombes. Le tir est imprécis et touche largement les quartiers et les communes avoisinantes. Le bilan est de 280 morts et 470 blessés. L'avantage logistique obtenu par ce troisième bombardement n'a pas été amoindri, comme le révèle les sondages de la Gestapo, par l'effet des victimes civiles sur l'opinion française : paradoxalement, les bombardements ont fait entériner par les civils leur implication dans la guerre. C'est ce qui pousse la propagande collaborationniste, à la suite d'une effroyable et magistrale campagne de communication menée par Goebbels relative à la destruction de Rouen par l'aviation britannique (« le criminel revient toujours sur le lieu de son crime »), à instrumentaliser tous ces bombardements meurtriers de Boulogne et ses alentours pour tenter de dresser la population contre les Alliés : des mots contre des bombes.

Des terrains vagues, suspects de bombes, resteront inconstructibles jusqu'à la fin des années 1960.

#### Libération
En août 1944, à l'approche des troupes alliées, commence dans Paris et sa banlieue le processus de libération. Le 19 août, la municipalité mise en place par Vichy à Boulogne n'est plus. Le 20 août a lieu l'un des premiers soulèvements populaires importants en banlieue : des ouvriers, partis de la place Nationale (aujourd'hui place Jules-Guesde), se dirigent sur la mairie. Le lendemain, le comité local de Libération, présidé par Alphonse Le Gallo, encourage les insurgés alors que les usines Renault sont aux mains des Forces françaises de l'intérieur. Enfin, le 24, à l'annonce de l'arrivée de la 2e division blindée de Leclerc, des barricades sont élevées dans Boulogne libéré puis les fusiliers marins entrent par le pont de Sèvres en détruisant le long du quai une colonne allemande.
En septembre 1944, les Américains font du château des Rothschild évacué par la Kriegsmarine un centre de transit. Les pagodes, les portiques, les ponts, les kiosques, les arbres du parc servent de bois de chauffage, le reste de la décoration intérieure disparaît. Le parc subit le saccage des poids lourds auxquels il sert de parking. À son retour, la famille Rothschild, dont tous les membres, hormis Edmond, officier, avaient été déchus le 6 septembre 1940 de leur nationalité par la France, découvre son château saccagé et quitte Boulogne pour la Suisse,.
Le 27 janvier 1945, Alphonse Le Gallo, maire provisoirement nommé par le préfet, et les résistants boulonnais accueillent dans la neige le général de Gaulle, escorté par le général Kœnig et des troupes tant françaises qu'américaines. Le chef du Gouvernement provisoire fait à midi quarante cinq un discours au balcon de la mairie.

### L'après-guerre

#### Foyer de modernité
Tout comme après la Première Guerre mondiale, Boulogne innove au sortir de la seconde à la fois en matière d'architecture et de techniques industrielles. L'invention des « temps modernes » dont se moque alors Jacques Tati, initiée dans les années 1930, développée par l'idéologie planiste, s'amplifie dans les années 1950.
- Le concept architectural de barre est prototypé sur les terrains de la tête du pont de Sèvres bombardés.
- Un urbanisme sacrifiant aux transports (échangeur routier urbain, gare conjuguant différents modes de transports collectifs) y est réalisé pour la première fois en France.
- Le concept d'ensemble, tours d'habitations avec voies et parking souterrains et espaces verts, est essayé sur les terrains bombardés des usines Salmson par Fernand Pouillon.
- La R.N.U.R., qui, nationalisée, a compris à la différence de Louis Renault l'intérêt de développer dans une « société de consommation » le marché des employés et fournit emplois et logements aux boulonnais, et qui deviendra le premier exportateur français avec un budget qui dépasse celui de l'état, est souvent le laboratoire de techniques nouvelles.
  - C'est dans les anciens bureaux de Louis Renault que la consolidation comptable est appliquée pour la première fois, à partir de 1962, en France.
  - « La Régie » une est des premières entreprises industrielles a adopté, à la suite de l'INSEE, les cartes perforées des calculateurs combinés à des tabulatrices, premier support de l'informatisation.
  - La CAO y est inventée par l'ingénieur Pierre Bézier qui a étudié pendant sa captivité durant la guerre les machines automatiques dont Alfred Sloan a équipé les chaines de production de GM.

#### La «banlieue radieuse»: automobile et habitat de masse
« Banlieue radieuse » est la déclinaison par Le Corbusier de son concept de « cité radieuse » pour Boulogne. Son projet, non réalisé, influence l'urbanisme d'après-guerre.
- Construction de la cité-jardin Farman sur les terrains bombardés
- 1950 : construction par la coopérative Terre et famille de la cité HLM de la rue Albert-Laurençon.
- Reconstruction du quartier du port (abandon du projet Le Corbusier)
- Reconstruction du Pont de Sèvres et construction de la tête du Pont de Sèvres (métro, gare de bus, échangeur routier).
- 1955 : inauguration de la patinoire fédérale
- 1957 : construction des immeubles, prototype réduit des barres, du quartier des Semeurs au nord du pont de Sèvres.
- Ouverture des supermarchés
- Inauguration de la piscine
- 1960 : achèvement et faillite frauduleuse de la cité résidentielle Salmson construite par Fernand Pouillon, prototype de la Défense.
- 1961 : construction du nouvel hôpital Ambroise-Paré
- 1958-1973 : construction du périphérique
- Aménagement de la voie sur berge par Georges Gorse
- Percement de la voie expresse F18
- Construction du tunnel Marcel-Sembat
- 1974 : construction du pont autoroutier et éventrement du parc Rothschild
- Construction du Forum au sud du pont de Sèvres.
- Prolongement de la ligne no 10 du métro
- Mise en place des bus municipaux
- Création des parkings souterrains

#### Mai 1968 à Billancourt et ses suites
- Renault éternue, la France se grippe.

Le 17 mai 1968, les étudiants parisiens organisent à l'initiative d'Alain Krivine un cortège autour des usines Renault de Billancourt qui se sont mises en grève la veille. Avec quelque vingt mil ouvriers, dont plus d'un dixième adhère au Parti communiste français, c'est alors le plus gros complexe industriel de France et le cœur du syndicalisme. Les étudiants espèrent rallier les ouvriers à leur cause dont le PCF n'approuve pas la direction trotskyste mais qui présente pour celui-ci l'occasion de négocier de nouveaux accords sociaux. Les étudiants sont accueillis par les ouvriers avec une morgue ostentatoire et connaissent là une déconvenue qui annonce l'échec politique de leur mouvement.
- Jean-Paul Sartre sur son tonneau et la reprise en main par la CGT
- Le meurtre de Pierre Overney
- L'assassinat de Georges Besse

#### L'après choc pétrolier
Après la Seconde Guerre mondiale, et surtout à partir des années 1980, l'industrie de main d'œuvre laisse la place aux activités tertiaires, notamment avec l'arrivée de sociétés informatiques, des entreprises du secteur audio-visuel, et des agences de publicité.
- La reconversion économique (fermeture de Renault en 1992, arrivée de Bouygues, aménagement du Point du Jour…)
- L'espace vert dans la ville : construction du mail (abandon du concept d'ensemble), restauration du Parc Rothschild…
- Le gouffre du centre-ville de Paul Graziani (la fermeture du lycée Delory, le Centre Landowski, les Passages…)
- Les chantiers de réhabilitation (Les Glacières, Farman, Renault)
- Les préoccupations écologiques (recyclage, tri des déchets, bruit…)

## Pour approfondir